# 読売ジャイアンツ
読売ジャイアンツ（よみうりジャイアンツ、Yomiuri Giants）は、日本のプロ野球球団。セントラル・リーグに所属する。法人としての名称でもある読売巨人軍（よみうりきょじんぐん）で呼称されることもあり、主に「巨人」と略される。
NPB傘下では最古の球団、かつ日本初の本格的なプロスポーツチームの一つである。
現在の監督は阿部慎之助（第20代）、選手会長は大城卓三が務める。

## 球団の歴史

### 球団創立
→後述の読売ジャイアンツ#球団運営会社も参照
1931年、読売新聞社社長の正力松太郎が中心となってメジャーリーグ選抜軍を日本に招待し、全日本代表チームや六大学を中心とした強豪大学チームとの試合を行い興行は成功を収めた。これを受けて正力は再度のメジャーリーグ選抜軍の招待、特に前回叶わなかったベーブ・ルースの招聘を目論んだが、1932年に文部省（当時）が発令した野球統制訓令によってメジャーリーグ選抜を招聘したとしても大学チームを対戦相手とすることはできなくなった。
市岡忠男、浅沼誉夫、三宅大輔、鈴木惣太郎の4人は、その対策として職業野球チームを結成することを正力に働きかける。その結果、1934年6月9日に日本工業倶楽部で「職業野球団発起人会」が開かれ6月11日には創立事務所が設けられた。平行して選手獲得も行われプロ契約第1号選手として6月6日付で三原脩、第2号選手として6月15日付で苅田久徳を獲得するなどチームが形作られていった。この時日米野球の期間中のみ契約するという選手と日米野球後に発足する職業野球団とも契約するという選手とがあった。

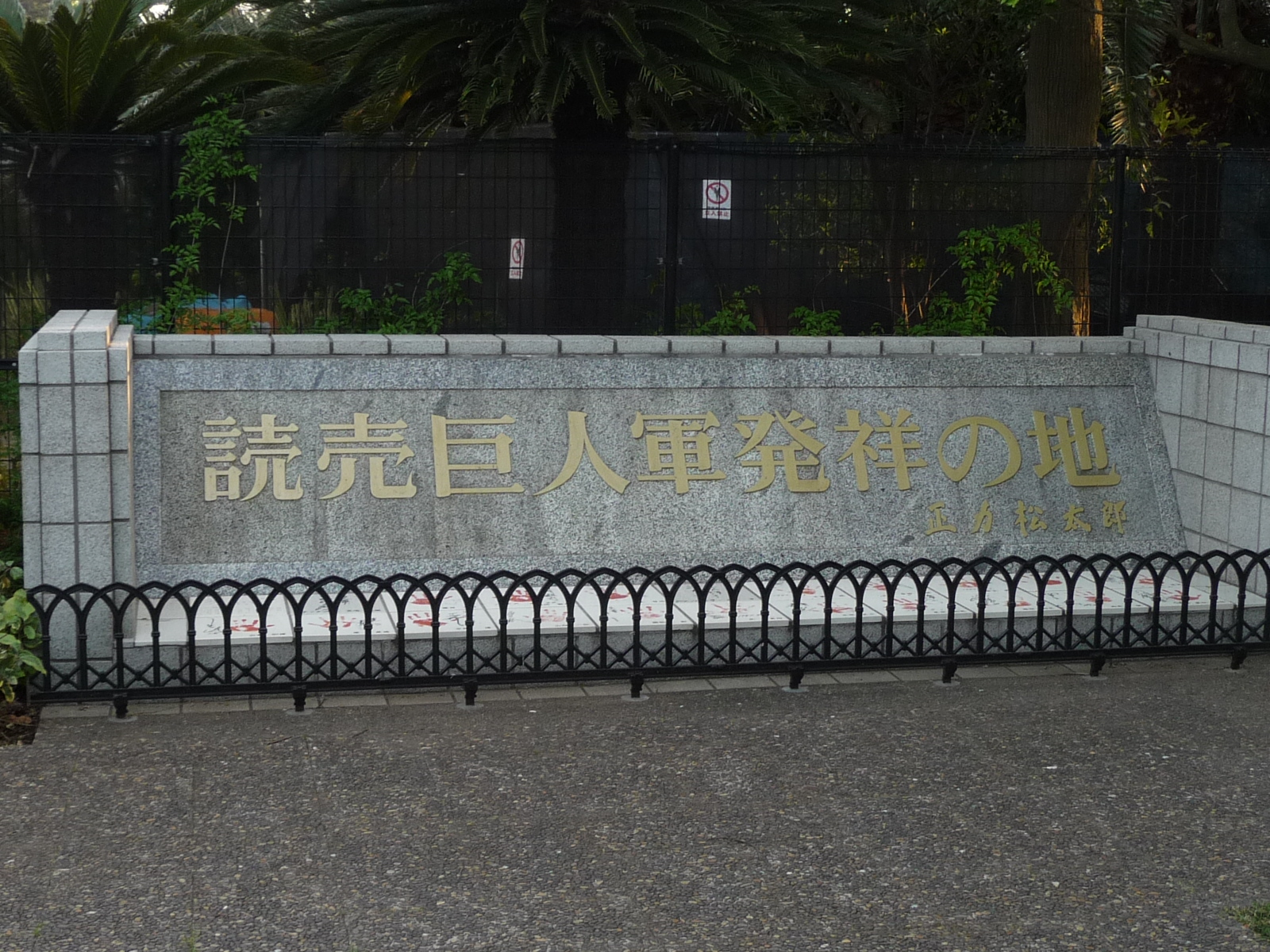
「読売巨人軍発祥の地」の碑（谷津バラ園入口脇、千葉県習志野市）

1934年10月15日、千葉県の谷津海岸に新設された谷津球場に30名の選手が集まりチームは結成され11月2日、横浜にメジャーリーグ選抜チームが来日し全日本代表チームと全国で親善試合興行を行った。試合は全日本代表チームの15戦全敗（他に対全東京が1試合、日米混合が2試合）で試合内容も圧倒的だったものの、ベーブ・ルース、ルー・ゲーリッグらを擁した全米代表は読売新聞の報道もあって大きな注目を集めた。この時の1試合が草薙球場にある沢村栄治像とベーブ・ルース像の元となる、沢村が1失点完投した試合である。12月26日に全日本代表チームの選手を中心にした選手19名で、後に巨人軍の前身となる大日本東京野球倶楽部（だいにっぽんとうきょうやきゅうくらぶ）が結成された。このことから、「読売巨人軍発祥の地」の石碑が、かつて谷津球場のあった千葉県習志野市谷津の谷津公園内に設けられており、長嶋茂雄、王貞治、原辰徳ら歴代の巨人軍の監督や選手らの手形とサイン付きの石のプレートが並べられている。現役選手が訪れることもある。
1935年1月14日から2月3日まで草薙球場で練習を重ね、2月14日第1次アメリカ遠征に出発する。初代の監督は三宅大輔であった。当時の選手ら総勢18人で秩父丸に乗船し横浜港からアメリカに向けて出発、選手たちは船上でも試合に向けての練習をこなした。当初は「大日本東京野球倶楽部」と名乗る予定だったが、現地マネジャーのフランク・オドールから「『大日本東京野球倶楽部』はわかりにくい」という指摘を受けることになる。オドールは、この日本最大の都市である東京市のチームに、アメリカ最大の都市であるニューヨークの3チーム（ジャイアンツ、ドジャース、ヤンキース）の中からジャイアンツの愛称を薦め、大日本東京野球倶楽部はアメリカ遠征において「東京ジャイアンツ」と名乗ることになった。東京ジャイアンツは全米各地で128日間109試合（ダブルヘッダー17日34試合含む）という日程を戦った。主な対戦相手はメジャーリーグのマイナークラスのチーム。最初は物珍しさもあって観客が集まったものの徐々に減少。そのためダブルヘッダーを開催することで、ファン確保を狙ったが、選手らは体力の負担を強いられるとして反対意見も相次いだという。75勝33敗1引き分けの好成績でアメリカ遠征は終了した。7月16日に帰国し9月6日からは国内各地を転戦、これが翌年以降の職業野球団の相次ぐ結成の契機となった。
アメリカ遠征からの帰国後、大日本東京野球倶楽部の名称問題が再燃する。ジャイアンツという名前を使い続けるか、それとも金鵄勲章から名を取った「金鵄軍」に変えるかというもので、最終的に正力はジャイアンツという名前を選んだ。翌1936年にジャイアンツを巨人と訳した東京巨人軍（とうきょうきょじんぐん）に正式改称する。

### 戦前
1936年2月5日、日本職業野球連盟が結成され、9日には、名古屋市郊外・鳴海球場で開かれた名古屋金鯱軍との対戦は現在の日本野球機構にあたる職業野球連盟に所属するチーム同士が行った初めての試合である。この試合は巨人軍の2回目のアメリカ遠征の壮行会と金鯱軍の結成記念を兼ねたもので、第1試合は金鯱軍に3対10で敗れたが、翌日行われた第2戦、第3戦は巨人が連勝した（監督は1935年11月より浅沼誉夫が就任）。この直後の1936年2月14日に前年に続き、第2次アメリカ遠征に出発。アメリカでは1次と同じくマイナーリーグクラスのチームを相手に10州を巡回して89日間で76試合を行い、対戦成績は42勝33敗1分であった。春には日本国内で初の職業野球リーグが開始されたが、巨人は上記のアメリカ遠征のため春季大会を欠場し夏季大会から参加。7月5日に大東京戦に勝利して、公式戦球団初勝利。監督は、6月より藤本定義が就任していた。この夏季大会で計2勝5敗と惨敗を喫し、9月5日より群馬県館林市の茂林寺・分福球場で緊急キャンプを張った。猛練習は「茂林寺の千本ノック」という名で知られる。なお7月15日に中島治康が対大阪タイガース戦で放った本塁打が球団第1号本塁打である。1936年の秋季大会はリーグ戦とトーナメント戦の混じった6回の小規模な大会の勝ち点制で開催され、5回目のリーグ戦までリードしていたが6回目のリーグ戦で大阪に並ばれる。9月25日には沢村栄治が対大阪戦において、日本プロ野球史上初のノーヒットノーランを達成。洲崎球場で3戦制の優勝決定戦を行い、12月11日に第3戦に勝利して2勝1敗で大阪を下し公式戦初優勝球団に輝いた。
1937年9月11日には後楽園球場が開場、以来実質的な本拠地として使用する。春季戦は7月11日に対セネタース戦（上井草）に勝利して前年に続く2季連続優勝を達成。秋季戦は大阪に7戦全敗して9ゲーム差の2位に終わり、初めて優勝を逃す。戦前は巨人と大阪の2球団で優勝を分け合うことになった。
1939年より年間通じてのリーグ戦となり、11月9日の対南海戦（後楽園）に勝利して2季連続優勝。1月と12月の2度にわたってマニラ遠征を行っている。1940年7月31日 から8月23日までの満州リーグ戦では14勝2敗の成績で優勝を遂げる。11月10日の対阪神戦（後楽園）に勝利し、3季連続優勝。1941年は10月29日の対阪神戦（後楽園）に勝利して4季連続優勝。1942年は志度商業学校から川畑博が入団する。捕手だったが、戦時中ということもあって投手も兼任していた。同年の春季リーグ17歳で球団史上最年少の初出場、初登板、初先発、初奪三振、初打席、初安打・二塁打、初打点の記録を樹立、11月1日の対阪急戦（甲子園）に勝利して、5季連続優勝。1943年は10月31日の対名古屋戦（後楽園）に勝利して、6季連続優勝。徴兵により3季ぶりの復帰となった沢村栄治は10月24日の対阪神戦での代打出場を最後に、翌1944年シーズン前に解雇されており、同年3度目の徴兵を受けて12月2日に戦死。
1944年11月10日に野球試合不可能として会社は存続するものの営業が中止され、球団は解散となった。11月13日には国の指導により日本野球連盟が改称していた日本野球報国会がプロ野球の一時休止声明を発表し戦前のプロ野球は終わった。

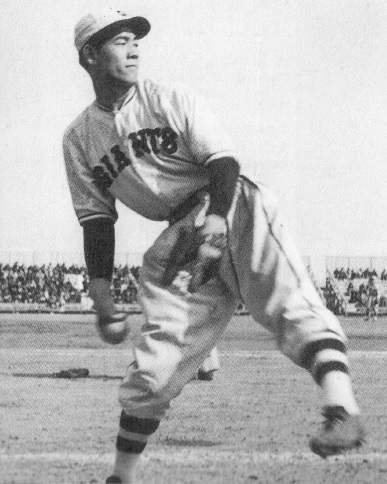
日本プロ野球史上初のノーヒットノーランを達成した沢村栄治

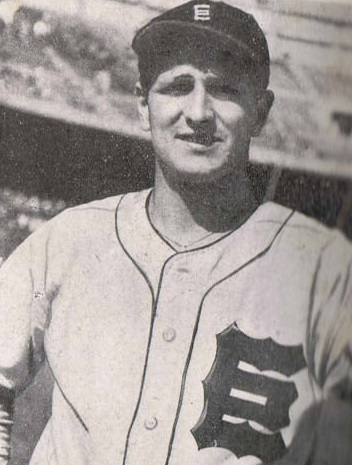
「巨」マークのユニフォームを着るヴィクトル・スタルヒン（須田博）

戦前は11シーズンで8度の優勝を果たし、3度のノーヒットノーランを達成した沢村、42勝をあげたスタルヒン（1940年9月に登録名を須田博に変更）、2度のノーヒットノーランを達成した中尾輝三、連続無失点記録62回、シーズン防御率0.73（日本記録）を記録した藤本英雄、職業野球契約選手第1号であった三原修、日本プロ野球史上初の2桁本塁打や三冠王（1965年にプロ野球実行委員会で認定）を記録した中島治康らを擁して第1次黄金時代を築いた。

### 戦後

#### 後楽園球場時代

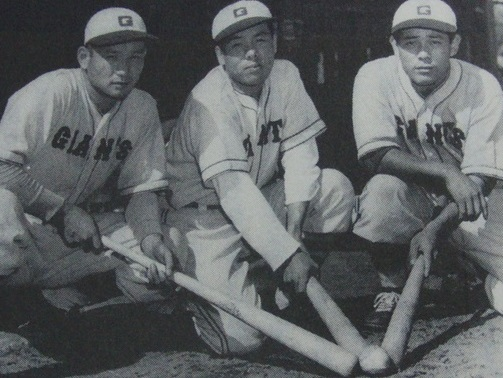
第一次巨人黄金時代の打の主力3人。左から川上哲治、千葉茂、青田昇

1946年のリーグ戦再開より参加、この年はグレートリングと1ゲーム差の2位に終わる（松竹ロビンス#没収試合第1号も参照）。1947年には読売新聞社が経営に当たることとなり、同年4月3日に球団名を東京読売巨人軍（とうきょうよみうりきょじんぐん）に改称、ニックネームを読売ジャイアンツとする。南海ホークスの台頭や、戦後の混乱で戦力確保への苦慮があり、1947年に球団史上初めて勝率5割を切るなど、再開から3シーズン続けて優勝を逃すが、監督・三原脩や「赤バット」の川上哲治、千葉茂、青田昇をはじめとする第1次黄金時代の選手が戦地から帰国しチームに復帰、また1948年シーズンオフには南海の別所昭（巨人時代の登録名は別所毅彦）を獲得するなどして徐々に戦力が充実。1リーグ最後の1949年には戦後初優勝を飾った。1947年6月23日に黒沢俊夫が死去、黒沢の背番号4と、戦死した沢村栄治の背番号14は日本プロ野球界初の永久欠番となった。1949年シーズンオフ、日本プロ野球はセントラル・リーグ、パシフィック・リーグに分裂、2リーグ制となり、巨人はセ・リーグに所属することになる。

##### 水原監督時代
1950年
復帰した水原茂を監督に据えて、リーグ分立1年目は8球団中3位。
1951年
シーズン途中に来日し、入団した与那嶺要の活躍もあって、2リーグ制分裂後初のリーグ優勝およびセ・リーグ初代・日本一球団となった。
1952年
8月8日、対広島11回戦の勝利で日本プロ野球史上初の公式戦通算1000勝達成。後にリーグ優勝。日本シリーズは1リーグ時代からの宿敵・南海ホークスを後楽園球場で下し、2リーグ制分裂後初のリーグ優勝・日本一連覇となった。
この年は各球団の主催試合にフランチャイズを導入した最初の日本シリーズだったため、巨人は当時の全球団で「日本一を正式な本拠地で決めた最初の球団」となった。
1953年
初めての海外キャンプをサンタマリアで行う。このシーズンは、開幕から1回も首位から転落することなくリーグ3連覇を達成。シーズンを通しての首位完全独走で優勝したのは球団史上唯一の記録である。日本シリーズでは南海を3年連続で下したことで日本一3連覇となり、第2次黄金時代を築き上げた。
この年はセ・リーグが6球団制になった最初のペナントレースおよび日本シリーズだったため、巨人は「セ・リーグが6球団になった初年度の日本一球団」となった。
1954年
杉下茂擁する中日ドラゴンズが優勝し、2位となる。
1955年
リーグ優勝。日本シリーズでは南海との対戦となり、1勝3敗から3連勝。4勝3敗で逆転日本一を達成する。この頃から第2次黄金時代を支えた千葉茂、川上哲治らに衰えが目立ち始め、水原は新旧交代をしなければならなくなった。
1956年
リーグ優勝を果たし、日本シリーズでは水原茂と入れ替わりに巨人を退団した三原脩が監督で率いる西鉄ライオンズとの対決となる。以後日本シリーズでは、3年連続で巨人は西鉄との対決となり、両者の戦いは「巌流島の決戦」とマスコミに喧伝された。
1958年
立教大学から長嶋茂雄が入団し、初年度から3割29本37盗塁の活躍を見せる。日本シリーズでは、第1戦から3連勝するも、第4戦から稲尾和久の力投などで4連敗を喫し、3勝4敗の逆転で3年連続で西鉄に敗退。この年限りで川上哲治が現役引退した。
1959年
6月25日の阪神11回戦（後楽園）はプロ野球史上初めての天覧試合となった。この試合で王・長嶋がはじめて二人ともホームランを打ち（ONアベック弾第1号）、9回ウラには長嶋が阪神タイガース・村山実からこの日2本目となるサヨナラホームランを放ち、5-4で勝利を収めた。成績はリーグ優勝を果たし4連覇。日本シリーズでは南海と対戦するが、エース・杉浦忠の前に打線が沈黙、4連敗のストレート負けで敗退。
1960年
三原脩が当時6年連続で最下位だった大洋ホエールズの監督に就任し、再び「巌流島の対決」と呼ばれる。大洋は三原の手腕によって巨人と優勝争いを演じ、ついに巨人を破ってリーグ優勝。巨人は大洋と4.5ゲーム差の2位に終わった。シーズン終了後、水原茂は監督を勇退した。

##### 川上監督時代
1961年
川上哲治がヘッドコーチから昇格して監督に就任する。就任1年目ながら打率と本塁打の二冠を獲得した長嶋を中心に2位中日と1ゲーム差でリーグ優勝、日本シリーズでも南海を下し、1955年以来6年ぶりの日本一を達成。
1962年
この年から一本足打法を始めた王が本塁打王と打点王を獲得したが、長嶋の低迷と投手の駒不足もあって混戦のセ・リーグで勝率.515ながら4位、2リーグ分立後初めてのBクラスに終わる。
1963年
長嶋の復活と前年は2名に留まった2桁勝利投手を5名出すなど投手陣が安定してリーグ優勝、日本シリーズではこれまでの対戦でいずれも勝利することができなかった西鉄に4勝3敗で勝利し、日本一になる。王と長嶋で打撃三部門だけでなく打点と本塁打の2位までをも占める。
1964年
一転して、阪神と大洋の首位争いに加わることができず、王がシーズン記録となる55本塁打を記録するものの、優勝した阪神と11ゲーム差の3位に終わる。
この頃から巨人の3、4番に固定された（両名の打順は流動的だった）王と長嶋はON砲と呼ばれ、実力、人気ともに特別な存在となっていた。また牧野茂、荒川博ら他球団出身のコーチが招かれた。
1965年-1973年
1965年に金田正一が国鉄から10年選手制度を利用して移籍した。
9年連続日本一
ペナントレースおよび日本シリーズ9連覇を果たす。この時期は一般的に「V9」と呼ばれる。
この間、巨人はカラーテレビ普及による露出増加も相まって絶大な人気を博し、当時の子供が好きなものを表した「巨人・大鵬・卵焼き」は流行語となった。また、同時期に連載が開始し、後にアニメ化もされた漫画『巨人の星』や『侍ジャイアンツ』も人気を集め、プロ野球選手、特に巨人軍の選手という職業は当時の子供たちの憧れの職業となった。
V9の間、最優秀選手を王は5回、長嶋は3回受賞している。また、川上監督や牧野ヘッドコーチのもとでロサンゼルス・ドジャースの戦術（スモールボール）を取り入れた。またON以外にも、金田正一・城之内邦雄・堀内恒夫・高橋一三、渡辺秀武などの投手や、森昌彦、土井正三、黒江透修、柴田勲、末次利光、高田繁などの選手が揃っていた。
しかし、V9期後半になると長嶋など主力選手の高齢化と若手の台頭不足があり、徐々に苦戦することが多くなった。1973年には湯口事件が露見。球団の工作や川上の非人道発言が次々に社会的バッシングを受け、以降プロ野球界においてヒールのイメージが付きまとうことになる。
1974年
中日に1954年以来20年ぶりのリーグ優勝を許し、V10を逃す（この年のチーム成績は、優勝した中日とゲーム差なし、勝率1厘差の2位）。この年を最後に川上が監督を勇退し、同時に長嶋茂雄、黒江透修、森昌彦も現役を引退した。

##### 第1次長嶋監督時代
1975年
前年に引退した長嶋茂雄が監督に就任。「クリーン・ベースボール」のキャッチフレーズを挙げたが自身が引退したことによる戦力の穴を埋められず、開幕6試合目で最下位に転落するとそのまま浮上することができず、全球団に負け越した上に9月には球団史上新記録（当時）の11連敗で球団史上初の最下位に終わる。太平洋から加藤初をトレードし、補強する。
1976年
前年の最下位から一転してリーグ優勝を果たす。しかし、日本シリーズでは阪急ブレーブスに3勝4敗で敗れる。
1977年
9月3日、王貞治がハンク・アーロンを抜く通算本塁打756本の世界新記録を樹立。チームも独走状態で2年連続でリーグ優勝を果たす。日本シリーズでは2年連続で阪急と対戦するが1勝4敗で2年連続シリーズ敗退。
1978年
ヤクルトスワローズと優勝争いを繰り広げる。8月末に2位のヤクルトに4.5ゲーム差をつけ首位に立っていたが、9月以降成績が急降下、ヤクルトに逆転を許し2位に終わる。このときの戦いぶりから長嶋に対して監督としての資質に、次第に疑問が投げかけられてゆくようになる。そして1978年オフ、当時法政大学野球部OBで作新学院職員としてアメリカへ留学した江川卓の獲得を巡って、いわゆる江川事件が起きる。最終的には1979年2月に、江川がいったん阪神タイガースに入団し、その直後に小林繁と交換トレードをすることで決着がつく。だが、この江川事件はマスコミの総攻撃を受けることになった。
1979年
5月まで首位に立ったものの、6月以降は成績が次第に降下していき、Bクラス5位に終わる。一方で中畑清が3塁のレギュラーを獲得するなど若手の台頭も若干見られるようになる。同年オフに、青田昇がヘッドコーチに就任し、伊東での秋季キャンプでは松本匡史、中畑清、江川、西本聖、角三男らを猛特訓した。後に「地獄の伊東キャンプ」として語られていく。
1980年
開幕早々ペナントレースから脱落し、長嶋茂雄に対する批判はこれまでにないほど高まっていった。シーズン後半から若手を起用して5割Aクラスを確保した。しかしながら、2リーグ分立後では球団史上初となる3年連続V逸であり、10月21日長嶋はチームの不振の責任を取って「男のケジメ」という言葉を残し辞任する。当日スポーツニッポンが「長島解任」とスクープ報道したように、読売新聞の幹部による事実上の解任だった。この動きに対してファンは激怒し、読売新聞・報知新聞（スポーツ報知）の購読打ち切りを行うファンが続出した。同年オフ、王も現役を引退、巨人一筋22年の現役生活にピリオドを打った。

##### 第1次藤田監督時代
1981年
藤田元司が監督に就任、また、前年に現役引退した王貞治が助監督に就任。藤田元司、王貞治、牧野茂（ヘッドコーチ）による「トロイカ体制」が誕生。この年20勝の江川卓、18勝の西本聖、11勝の定岡正二、12勝の加藤初ら先発4本柱を形成し4年ぶりのリーグ優勝。日本シリーズでは、巨人と同じく後楽園をフランチャイズにする日本ハムファイターズと対戦。4勝2敗で8年ぶりの日本一を達成。江川が史上5人目の投手5冠王（最優秀防御率、最多勝、最高勝率、最多奪三振、最多完封）、西本は沢村賞、角三男が最優秀救援投手を獲得するなど、投手タイトル独占を達成、藤田監督の投手中心の守りの野球の成果が十分に発揮された。打者ではルーキーの原辰徳が新人王を獲得、篠塚利夫が3割5分7厘の高打率をマークして阪神の藤田平と首位打者争いをするなど若手の台頭が目立った。
1982年
10月まで中日との優勝争いを繰り広げるも、大事な試合で江川が打たれるなどして優勝した中日と0.5ゲーム差の2位となる。また松本匡史が初の盗塁王となる。
1983年
松本匡史が2年連続盗塁王（このときの盗塁76はセ・リーグ記録）に輝き、原辰徳が打点王（103打点）、2年目の槙原寛己が新人王を獲得するなどしてリーグ優勝するが、日本シリーズでは西武と対戦、3勝4敗で敗れる。
この時期投手陣の中心となったのは江川卓、西本聖、定岡正二である。西本は高卒ドラフト外で入団したものの、持ち前の反骨心で同年齢の定岡、大学から米留学経て入団した江川と肩を並べるまでに成長した。藤田の監督在任時の成績は、江川55勝（20-19-16）、西本48勝（18-15-15）、定岡33勝（11-15-7）の成績を残している。

##### 王監督時代
1984年 - 1987年
藤田政権の「トロイカ体制」で助監督を務めていた王貞治が監督として指揮を執るが、1984年・3位 → 1985年・3位 → 1986年・2位（優勝した広島とゲーム差なし、勝率3厘差）→ 1987年・優勝と1987年に一度優勝したのみで、同年の日本シリーズは西武に2勝4敗で敗退。1985年のドラフトでは巨人を熱望していた清原和博ではなく、同じPL学園のエースで大学進学といわれた桑田真澄を指名、入団となった。1987年には二軍がこの年から始まったファーム日本選手権の初代日本一に輝く。

#### 東京ドーム移転後
1988年
この年から本拠地が後楽園球場から、日本最初のドーム球場・東京ドームへと変わったが、吉村禎章やウォーレン・クロマティのリタイアが響き結果は2位、優勝した中日に12ゲーム差をつけられる。クロマティに代わって新入団の呂明賜が一時ブレイクした。王はこの年限りで監督を引責辞任。オフに西本聖は中日・中尾孝義と2対1のトレード。

##### 第2次藤田監督時代
1989年
藤田元司が監督に復帰。原が外野へコンバート、内野は駒田、岡崎、川相が定着。中日から移籍の中尾のリードも冴えて、斎藤雅樹（20勝・防御率1.62）、桑田真澄（17勝・防御率2.60）、槙原寛己（12勝・防御率1.79）と三本柱が機能し、チームは2位の広島に9ゲーム差を付け、10月6日の大洋戦（横浜スタジアム）に5対0で勝利し、2年ぶり25度目のリーグ優勝をした。井上真二、緒方耕一の若手も台頭。1989年の日本シリーズでは近鉄に3連敗を喫した後、4連勝し逆転で17回目の日本一に輝く。中畑は引退し、鹿取義隆は西武へ移籍となる。ドラフトでは藤田監督の大学後輩である大森剛を1位指名、甲子園で活躍した元木大介は巨人を熱望するも福岡ダイエーホークスに指名されるが入団拒否。
この年は平成最初のペナントレースおよび日本シリーズだったため、巨人は「平成最初のセ・リーグ日本一球団」となった。
1990年
2年連続20勝した斎藤を筆頭に桑田・宮本和知（各14勝）、木田優夫（12勝）、香田勲男（11勝）と5人が二桁勝利を挙げ槙原も9勝とこの6人だけで合計80勝を挙げチーム勝利が88勝なので約9割を占め、完投数が70（130試合中）という先発投手中心のチームでペナントをリードし、9月8日の対ヤクルト戦（東京ドーム）で、吉村のプロ野球史上初となるサヨナラ優勝決定ホームランにより史上最速で2年連続のリーグ優勝を、本拠地を東京ドームに移転後初めて決めた。2位・広島とのゲーム差を22ゲーム付けた。しかし、西武と対戦した日本シリーズでは4連敗のストレート負けで敗退している。ドラフトでは浪人していた元木を1位指名。
1991年
投手陣では桑田が16勝を挙げる大活躍をしたものの、斎藤、槙原、宮本、木田、香田の先発陣は軒並み不調で香田以外貯金を作れず（香田も貯金は1つだけ）前年80勝を挙げた6人での合計は56勝に終わる。リリーフ陣はさらに深刻で、最多セーブは水野雄仁の3つが最多。この年優勝した広島、2位中日、3位ヤクルトと盤石のリリーフエースがいるチームとの明暗が別れるシーズンとなった（2桁セーブを記録している投手がいる大洋にも勝ち越しできずストッパーが固定されてない阪神にしかシーズン勝ち越しできなかった）。打撃陣も川相昌弘が犠打で当時の年間犠打数を更新する66個を記録、クリーンナップも原が犠牲フライ数で王貞治の記録を更新するなど数字は出ているが勝利に結びつかず他の打者の不振も響き、特に守備面での失態が多くチーム盗塁阻止率はこの年.156で2年連続12球団ワーストを記録し失策数も前年48個だったのが76個だった。1979年以来12年ぶり、平成初のBクラスとなる4位に転落した。シーズン終了後、近藤昭仁ヘッドコーチと松原誠打撃コーチが、不振の責任を取る形で退団した。
1992年
序盤の不調が響き、5月には9日の対大洋戦に負け8年ぶりに最下位に転落する。特に前年の勝ち頭桑田が出れば打たれるの繰り返しで結局シーズンを通して尽く連勝ストッパーになってしまった。しかしチームはシーズン途中に西武から移籍の大久保博元と新外国人にロイド・モスビーの加入、生え抜きの石毛博史がリリーフエースとして頭角を現し更にこの年打撃コーチで加入した中西太の指導が実り長打力で圧倒する等により大快進撃で、前半戦が終了する頃には首位に立った。しかし8月に入ると失速し、終盤のヤクルト・阪神・広島との大混戦の優勝争いの結果、最終的には阪神と同率2位になるも2年連続のV逸が決定。この年限りで藤田は監督を勇退。後任には長嶋茂雄が13年ぶりに復帰、ドラフト会議で注目されていた松井秀喜の交渉権を阪神、中日、ダイエーとの競合の末、獲得する。
この時期投手陣の中心となったのは斎藤雅樹、桑田真澄、槙原寛己。斎藤は安定感、桑田は投球術、槙原は球威と、それぞれ違った持ち味を発揮して白星を積み上げていった。藤田の監督在任時の成績は、斎藤68勝（20-20-11-17）、桑田57勝（17-14-16-10）、槙原42勝（12-9-9-12）の成績を残している。

##### 第2次長嶋監督時代
1993年
現役大リーガーのジェシー・バーフィールドやヤクルトから長嶋一茂を獲得して3年ぶりのリーグ優勝を期待されたが、打撃陣の不振（チーム打率は12球団最下位、得点、安打もリーグ最下位）、盗塁はリーグ5位の39、投手陣も斎藤、桑田の不調から3位に終わった。オフに、この年から導入されたフリーエージェント (FA) 制度によりFA宣言をした中日の落合博満を獲得する。その一方駒田徳広が同様にFA宣言を行って横浜へ移籍する。その横浜からは自由契約になった屋鋪要を獲得した。
1994年
開幕戦で松井・落合のアベックホームランが出てその勢いで前半は首位独走したが、夏場に失速。終盤最大10ゲーム差をつけていた2位・中日に猛烈な勢いで追い上げられ、シーズン最終戦（10月8日の中日戦〈ナゴヤ球場〉、いわゆる「10.8決戦」）が優勝決定戦となった。史上初の同率チーム同士による最終試合での首位決戦という優勝決定戦は日本全国の注目を集め、各マスコミでも大きく報道。長嶋監督は「国民的行事」と称した。その試合を槙原寛己、斎藤、桑田の当時のエース「三本柱」の継投で、リーグ優勝を達成。日本シリーズでは初めて西武ライオンズを4勝2敗で下し、日本一に輝く。篠塚がこの年引退。
この年は球団名変更後初の日本一を現在の本拠地・東京ドームで決め、監督は球団生え抜きの長嶋だったため、「球団OB監督の下で現在の球団名になってからリーグ優勝・日本一を現在の本拠地で決める」という偉業を成し遂げた。これは当時のNPB全球団の中で、1979年にリーグ優勝、1980年に日本一を広島市民球場で球団生え抜き監督の古葉竹識の下で達成した広島に続く2球団目の快挙である。
1995年
近鉄の阿波野秀幸を香田勲男との交換トレードで獲得。広島の川口和久、ヤクルトの広沢克己をFAで獲得。また同じヤクルトを自由契約となったジャック・ハウエル、ミネソタ・ツインズのシェーン・マックを獲得し30億円補強と呼ばれたものの、阿波野は未勝利に終わり、川口は負けが先行してローテーションを守れず、広澤はチャンスで打てず、さらに6年ぶりの本格的な外野守備、特に初の左翼手へのコンバートが慣れず守備でも足を引っ張ってしまった。斎藤は18勝で最多勝・槙原は11勝をあげローテーションを守ったが前年MVPの桑田が序盤戦でプレイ中に大怪我をしてしまい、翌シーズンも全休してしまった。抑え投手も木田・石毛が連日痛打を浴びて敗戦。投打にわたり歯車が噛み合わず優勝争いからどんどん後退していたが、新人の河原純一、高村良嘉や若手の西山一宇、後藤孝志、杉山直輝、吉岡佑弐など二軍からはい上がった生え抜きを使い出してからはチームの歯車がかみ合い連勝を重ね、最終的には貯金を14個作り前年より貯金を増やした。しかし、2位広島には11勝15敗、優勝したヤクルトには9勝17敗と大きく負け越してしまい、結局優勝争いに加わることができず、最終的に優勝したヤクルトと10ゲーム差の3位に終わった。また、同年の最終戦で原が現役を引退した。
1996年
桑田の全休や槙原と河原のシーズン途中でのリタイアがあり、さらにシーズン序盤にリリーフ陣が崩壊し序盤Bクラスに落ちていたが、7月9日の対広島16回戦の2回に9連打のプロ野球タイ記録で勝つとチームは一気に加速。斎藤・新外国人のバルビーノ・ガルベスが共に16勝を挙げ最多勝を獲得し、またシーズン中に補強しリリーフエースになったマリオ・ブリトーや日本ハムからFA移籍してきた河野博文がチームを支え、松井が1本差で本塁打王は逃したが主軸として成果を上げる。ルーキーの仁志敏久・清水隆行らの台頭もあり世代交代も決まった。当時リーグ史上最大の11.5ゲーム差をはね返してリーグ優勝を成し遂げた。「メークドラマ」とはこの年の大逆転を指すことが多い。日本シリーズではオリックス・ブルーウェーブと対戦するも、1勝4敗で敗れた。オフに岡崎郁と長嶋一茂が戦力外通告を受け、引退した。
1997年
西武から清原和博がFA権を行使して入団した。松井とともに、ON（王・長嶋）以来の強打者コンビ「MK砲」として期待された。この際、清原に押し出されるように落合が「長嶋監督を悩ませることはできない」と異例の会見を開いて日本ハムに移籍。ロッテを自由契約となったエリック・ヒルマンを獲得し95年の30億円を超える33億円補強を行ったが、開幕戦で3年連続開幕戦完封勝利をあげていた斎藤がノックアウトされたのをきっかけにヒルマンを含め主力選手に故障者・不調者が続出。桑田が復活しカムバック賞は逃したが再起、松井が本塁打王争いを繰り広げていたが一向にチームが浮上できず夏場まで最下位に沈み大苦戦した。優勝争いから脱落してから調子を上げたが、最終順位は1991年以来6年ぶりのBクラスとなる4位、第2次長嶋監督時代では2度目の借金でのシーズンを終了した。同年オフにはドラフト1順目で高橋由伸が入団、宮本和知が現役を引退した。
1998年
開幕戦、前年にカムバックした桑田が勝ち投手になりスタートダッシュに成功。松井、ルーキー高橋由の活躍もあり横浜や中日との首位争いを繰り広げるが、前半戦リーグ最多の三完封チームニ位の7勝を挙げていた趙成珉がオールスターゲームで右肘を故障。さらにこの時点でリーグ最多勝だったガルベスが7月31日の対阪神戦（阪神甲子園球場）において審判に対しボールを投げつけるという暴挙でチームから離脱しチームを支えていた先発ニ枚を失うなどアクシデントが響く。更に抑えとして期待していたオリックスからトレード加入の野村貴仁は出れば自滅するなど投手陣の崩壊の中、槙原が抑えに転向し主に中継ぎ投手だった二年目の入来祐作、三澤興一が先発に周りなんとかチームは3位に終わった。松井が2年連続で1本差で逃した本塁打王を獲得し、打点王、最高出塁率のタイトルも獲得。桑田もリーグニ位の16勝を挙げた。吉村禎章、川口が現役を引退した。
1999年
桑田が開幕投手に内定していたが風邪で離脱、代わりにガルベスがチーム初の外国人開幕投手となり試合も勝利した。しかし正捕手村田真一や広澤の離脱、後半戦は清原の故障によるシーズン離脱などもあったが、20勝を挙げた新人の上原浩治や前年西武を解雇されたドミンゴ・マルティネスをシーズン途中に獲得し清原の穴を埋める活躍もあり2位となったがチームの貯金は15個。上原がこの年挙げた貯金が16と上原以外の投手陣に課題の残るシーズンとなった。シーズンオフ、広澤が自由契約となり阪神に移籍した。
2000年
FA宣言をしていたダイエーの工藤公康と広島の江藤智、さらに阪神のダレル・メイを獲得するなど大補強を敢行。長嶋監督は、江藤に背番号33を譲り自らが現役時代に付けていた背番号3を25年ぶりに復活させた。松井が4番として定着、5番にマルティネス・清原、6番に高橋由を擁した打線はシーズンで投打ともに他を圧倒。投手陣も工藤・メイ・ルーキーの高橋尚成の左3枚がしっかりローテーションを守る。9月24日の対中日戦（東京ドーム）では、0-4で迎えた9回裏に江藤の満塁本塁打で同点に追いつき、直後に二岡智宏がサヨナラ本塁打を放ち4年ぶりのリーグ優勝を劇的に決めた。結果的には2位中日に8ゲーム差をつけた。日本シリーズの相手は、長嶋と共にV9時代の主軸を担った王が1995年から率いるダイエーで、2連敗からのスタートだったがその後シーズンで不本意な結果だった上原・斎藤の奮闘もあり4連勝。4勝2敗で19回目の日本一を達成し、20世紀の最後を締めた。
この年は20世紀最後のペナントレースおよび日本シリーズだったため、巨人は「20世紀最後のセ・リーグ日本一球団」となった。
2001年
シーズン終盤までヤクルトと優勝を争ったが投手陣の怪我人や不振者続出。開幕二軍だった入来が13勝を挙げ孤軍奮闘するも2位に終わる。同年限りで長嶋監督は勇退し、「終身名誉監督」に就任した。それと同時に槙原寛己、斎藤雅樹両投手そして村田真一捕手が引退した。長嶋監督の後任として、ヘッドコーチの原辰徳が就任した。

##### 第1次原監督時代
2002年
原ヘッドコーチが監督に就任、原監督と鹿取義隆ヘッドコーチは投手陣を立て直し不振で苦しんでいた上原、桑田が復活。故障がちで一軍に常時いられなかった河原を抑えに抜擢し年間通して活躍。松井が50本塁打を放ち打線を牽引。1年目でセ・リーグの全球団から勝ち越してのリーグ優勝を果たす。また、日本シリーズでも西武を相手に球団史上初でシリーズとして12年ぶりの4連勝のストレート勝ちで日本一に輝いた。オフに松井がFA権を行使してメジャーリーグ・ニューヨーク・ヤンキースへ移籍した。
2003年
松井に代わる大砲としてヤクルトからロベルト・ペタジーニを獲得。しかし、原監督は守備位置の問題を解決できず、鹿取ヘッドコーチは一任されていた投手陣が崩壊し整備できずチームは3位に終わった。6月27日には球団史上初めて6月での自力優勝消滅を記録、シーズン終盤には9連敗を喫するなど、優勝した阪神に15.5ゲーム差をつけられた。さらに、この頃から巨人戦視聴率の大幅な低下が起こり始めた。そして9月26日、原監督は責任を取り監督を辞任した。辞任をするにあたってのセレモニーも行われなかった。辞任に関して、原監督と渡邉恒雄オーナーとの確執がマスメディアに報じられた。この混乱が原因で川相昌弘がコーチ就任要請を辞退して現役引退も撤回、中日に移籍した。後任監督に堀内恒夫が就任した。

##### 堀内監督時代
2004年
V9時代のエースだった堀内が監督に就任、生え抜きの高橋由伸らに加え、前年までで近鉄との契約が終わったタフィ・ローズ、ダイエーから膝の靭帯を断裂した後出場のなかった小久保裕紀を獲得した。かねてより所属する清原和博、ペタジーニ、江藤智などのさまざまな球団で活躍した4番打者が1チームに顔を揃えるという超重量打線となった。長嶋終身名誉監督に「史上最強打線」と名付けられた打線は、事実この年にローズが45本塁打で外国人選手史上初めて両リーグでの本塁打王に輝いたのに加え、小久保が球団史上初の右打者で40本塁打を記録する等年間259本塁打のプロ野球新記録を樹立。しかし、259本塁打の新記録を達成したものの100打点を挙げた打者が一人もいなかった事やチーム最多盗塁が鈴木尚広の9と機動力をあまり駆使しなかった事で繋がりを欠き、チーム盗塁数は25と12球団で最も少なく、また平成に入ってからのワースト記録にもなっている。余談だが、12球団11位の日本ハムは45盗塁と、30盗塁未満は巨人のみである。投手陣においても上原が2.60で最優秀防御率を獲得したものの、その後が続かず規定投球回に到達したのはその上原だけでチーム防御率は4.50とワースト3位で完封勝ちは5とヤクルトに次ぐワースト2位タイと投手陣が打撃陣の頑張りを活かせず、成績は前年と同じ3位だった。近鉄・オリックスの合併問題に端を発したプロ野球再編問題では、球団スカウトが行った明治大学の投手一場靖弘への不正な金銭授受の責任を取り、渡邉恒雄がオーナー職を辞任した。また、テレビ視聴率も前年から低下した。
2005年
ポジション争いをやめさせ、打順を固定することにより1年を戦う打線として「不動明王打線」と名付けたが、高橋由、二岡智宏らが軒並み故障。この年から始まった「セ・パ交流戦」では4位（セ・リーグでは阪神に次いで2位）と好調だったものの、前年にヒューストン・アストロズで74試合に登板と抑えとして期待された新外国人のダン・ミセリが4月1日に行われた広島東洋との開幕戦で1点リードの9回に3点を奪われてセーブに失敗すると、次の登板もサヨナラ負けで2戦連続の敗戦投手と極度の不振で4試合に登板しただけで4月19日に球団史上最速で解雇となり、5月11日のオリックス戦で3・4月は8本塁打21打点と奮闘していた清原が11回裏に山口和男から頭部への死球を受けて以降は不振に陥る等、投手陣の崩壊やチームの空中分解により、8年ぶりのBクラスとなる5位に終わっただけではなく、9月28日の阪神戦で敗れた事でシーズン77敗目を記録し唯一最下位に沈んだ1975年の76敗を超えて球団史上ワーストの敗戦数を更新。4.80の防御率と737失点が何れも球団史上ワーストとなり、結局シーズンは62勝80敗4分と球団史上初のシーズン80敗となってしまった。さらに、昨年の球界再編騒動および原監督の辞任騒動が原因で人気が一気に下降した影響により、観客動員数の減少やテレビ視聴率の低下が顕著化する。そのため、日本テレビを筆頭に各キー局が地上波中継の延長短縮や中止があり、中継自体も深夜枠での録画放送および衛星放送への移行が進む様になった。この低迷によって2005年シーズン中からストーブリーグを見越した活動が表面化し、怪我と成績不振が重なったローズと清原は8月頃からチーム編成を外れ、監督候補についても、初の他球団出身監督として阪神のシニアディレクター星野仙一の名前があがった。星野シニアディレクター招聘の報道が表面化すると球団出身者のみが監督となってきた伝統を崩す事に一部OBやファンが反発。星野シニアディレクターは9月10日に会見を開き、阪神に残留する事を表明した。10月5日、堀内は成績不振の責任を取って任期を1年残し退任し（堀内自身は解任されたと述べている）、翌年からの新監督として原が3年ぶりに復帰する事を正式に発表した。なお、堀内が監督を務めてから2年間の成績が133勝144敗7分となった為、監督が通算成績で負け越しのまま退任したのは球団史上初である。

##### 第2次原監督時代
第1次では同じ時期に現役として活躍した選手が中心であったコーチ陣容を組んだ原監督だったが、第2次では彼らに加えて他球団での豊富な経験のある人材を求めた。2006年は近藤昭仁がヘッドコーチ、篠塚和典が守備走塁コーチに復帰。尾花高夫を投手コーチに招聘、また1994年から2002年まで打撃コーチを務め、2003年より広島に戻っていた打撃コーチ・内田順三が復帰した。第2次原政権下、2006〜2015年までの10シーズンでは優勝6回、日本一2回、795勝595敗51分（貯金200）という大きな成果を挙げ、特に横浜・DeNA戦においては154勝79敗6分（貯金75）と大得意にしていた。
2006年
投手陣ではオリックスを自由契約となったジェレミー・パウエル、FA宣言した豊田清（西武）、野口茂樹（中日）、野手陣ではロッテの李承燁、金銭トレードで過去ゴールデングラブ賞を4度受賞した小坂誠（ロッテ）を獲得し、その一方で昨年のシーズン途中に既に構想から外れていた清原とローズを自由契約で、豊田の人的補償として江藤を放出した。チーム方針として2005年のワールドシリーズを制したシカゴ・ホワイトソックスに倣い、「スモール・ベースボール」を掲げた。開幕当初は首位を独走していたが、5月に始まったセ・パ交流戦の途中で主力選手に負傷者が続出したことで失速することとなった。これに対して元西武の小関竜也を入団テストで、広島の木村拓也を交換トレードで、前年阪神を解雇されたジョージ・アリアスを来日させそれぞれ獲得するなど立て直しを図ったが、6 - 7月には8連敗、10連敗、9連敗と立て続けに大型連敗を喫した。最終的に昨年に次ぐワースト記録となる79敗を喫し、チーム防御率は1点以上の改善があったものの打撃不調（チーム打率最下位）で4位に終わり、球団史上初の4年連続完全V逸と2年連続Bクラスとなった。交流戦での低迷（13勝23敗で11位）、中日戦での6勝16敗が最大の敗因であった。そんな中、投手では内海哲也が防御率4位（2.51）、打撃では李承ヨプが打率2位（.323）・本塁打2位（41本）と大黒柱の働きであった。シーズン後、仁志敏久を横浜に放出、小久保がFAでソフトバンクに放出したが、ソフトバンクを戦力外となったベテランの大道典嘉、オリックスの谷佳知、日本ハムの小笠原道大を獲得したほか、横浜の門倉健もFA獲得した。一方、門倉の加入に伴って補償選手として工藤公康を放出することとなった。
2007年
5月2日に行われたナゴヤドームの中日5回戦でプロ野球史上初となる球団通算5,000勝を達成した。これまで主にクリーンナップを打っていた高橋由を1番に、怪我で出遅れていた上原浩治を先発からクローザーとして起用するなどの大胆な配置転換を行った。これが成功し、前年のような大型連敗もなく安定した戦いを続けた。鬼門だった交流戦も2位でクリア。そして9月23日の横浜戦に勝利し、この年から導入されたクライマックスシリーズの出場権をセ・リーグ一番乗りで獲得。中日・阪神との三つ巴のデッドヒートの末、10月2日のヤクルト戦でサヨナラ勝ちし、5年ぶりのリーグ優勝を達成した。しかし、同年より導入されたクライマックスシリーズ第2ステージで、第1ステージで阪神を破った中日に0勝3敗でストレート負け。日本シリーズ出場権を逃し、史上初の「リーグ優勝しながら日本シリーズに出場できないチーム」となっている。小笠原が前年日本ハム時代から2年連続でMVPを獲得、また高橋尚が最優秀防御率（2.75）、14勝4敗でチームを引っ張った。球団は、期待不足に終わったジェレミー・ゴンザレス、パウエル、デーモン・ホリンズの外国人3選手を自由契約とすると、ロッテから自由契約となった藤田宗一、横浜から自由契約となったマーク・クルーン、ヤクルトから自由契約となったセス・グライシンガーとアレックス・ラミレスを獲得した。
2008年
開幕戦となる3月28日のヤクルト戦（神宮球場）から4月2日の中日戦（東京ドーム）まで、球団ワースト記録となる開幕5連敗を喫した。開幕戦で4番打者を務めた李承燁、昨年のクローザーから先発に復帰した上原が共に不調で二軍降格する等戦力が揃わず開幕ダッシュに失敗した。また、ルイス・ゴンザレスがドーピング違反で5月26日に解雇。だが、交流戦あたりから調子を上げはじめ、若手の積極的な起用策が功を奏したのに加え、投手陣では2年間一軍登板のなかった越智大祐がリーグ2位の68試合に登板し150キロ近い速球と落差のあるフォークで101三振と活躍したのに加え、山口鉄也がリーグ3位の67試合に登板、防御率2.32と結果を残し球団史上初の全てリリーフ登板での二桁となる11勝、6月1日にソフトバンク戦で当時日本球界最速の162キロをマークしたマーク・クルーンが61試合登板で球団新記録の41セーブを挙げた。また、強力中継ぎ陣が確立された事で（抑えから先発復帰の）上原を含めた先発陣の不調をリリーフ陣がカバーした。また、打撃陣ではオガラミ弾と呼ばれる3番・小笠原と4番・ラミレスのホームランにモノを言わせた強力打線、リーグ2位の78盗塁を記録する機動力野球を武器に後半戦も順調に勝ち星を重ね、7連勝中の9月19日から首位阪神に3連勝し、最終的に球団32年ぶりの12連勝を記録するなど猛追、同率首位で迎えた10月8日の最終直接対決で勝利し、セ・リーグ記録となる最大13ゲーム差からの逆転優勝を果たし、1989年 - 1990年以来となるリーグ2連覇を達成した。11.5ゲーム差を逆転し「メークドラマ」と呼ばれた1996年の優勝時以上の大差を逆転したので、マスコミは「メークレジェンド」と呼んだ。クライマックスシリーズでは第2ステージで中日と対戦、アドバンテージの1勝を含む3勝1敗1分で勝ち抜けし、2002年以来6年ぶりの日本シリーズへの出場を決めるが、リーグ連覇を決めた10月10日のヤクルト戦でキャプテン・阿部が二塁への牽制球を手から帰塁した際に右肩を負傷、診断の結果右肩関節挫傷で離脱。日本シリーズでは、阿部の出場機会が減った事が祟ってか先に日本一に王手をかけながら東京ドームに戻っての最後の2戦を落としてしまい、3勝4敗で西武に敗れた。ラミレスが打点王とMVP、グライシンガーが最多勝でタイトルを獲得、山口鉄也も最優秀新人に輝いた。日本シリーズ後、上原がFA宣言してMLB・ボルチモア・オリオールズへ移籍し、二岡智宏、林昌範が日本ハムへ移籍した。また、清水隆行が金銭トレードで西武へ移籍し、生え抜き選手が相次いでチームを去る形になった。一方、ヤクルトを自由契約になったディッキー・ゴンザレスを獲得した。
2009年

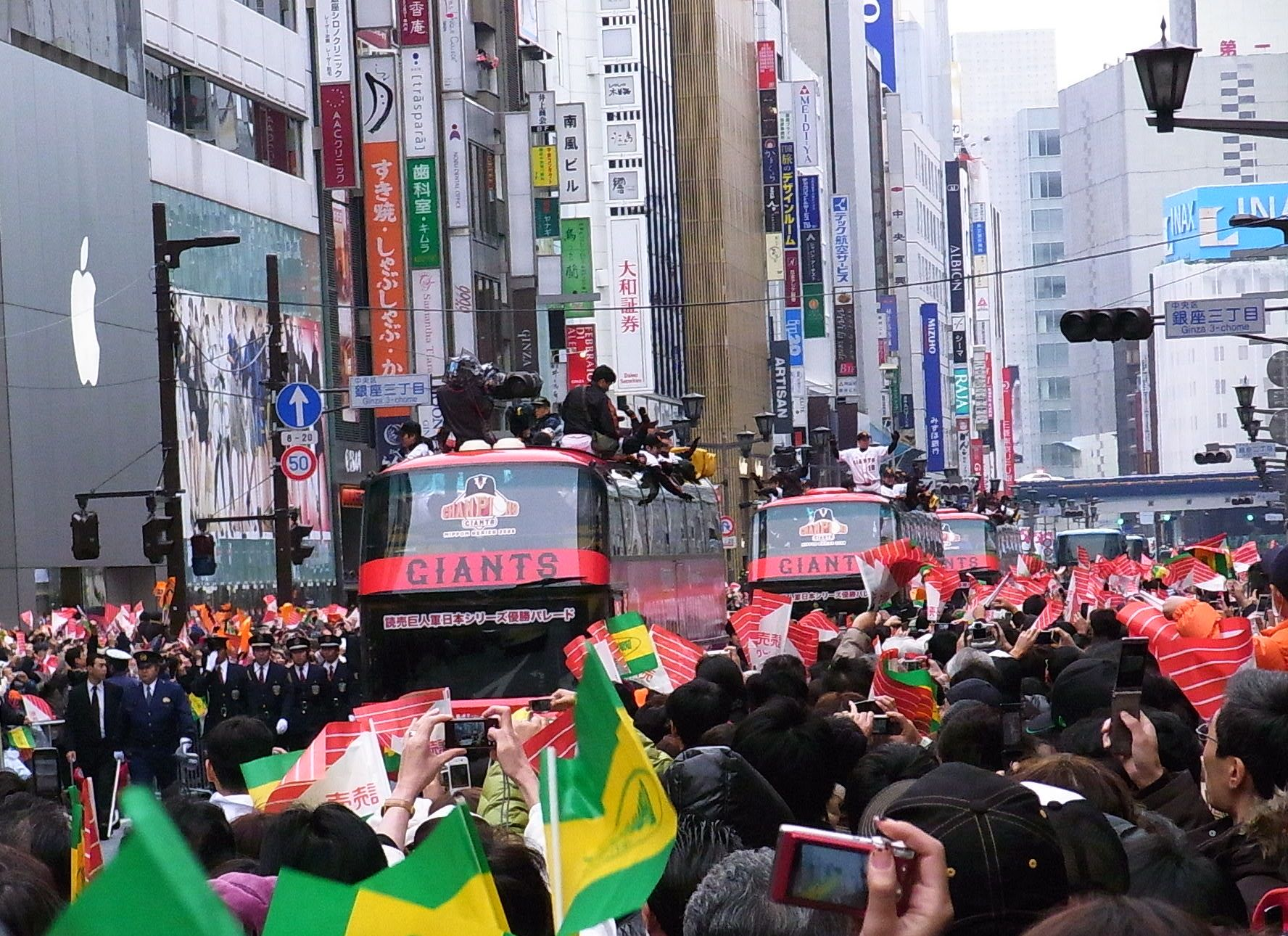
巨人軍優勝パレード（2009年11月22日撮影）

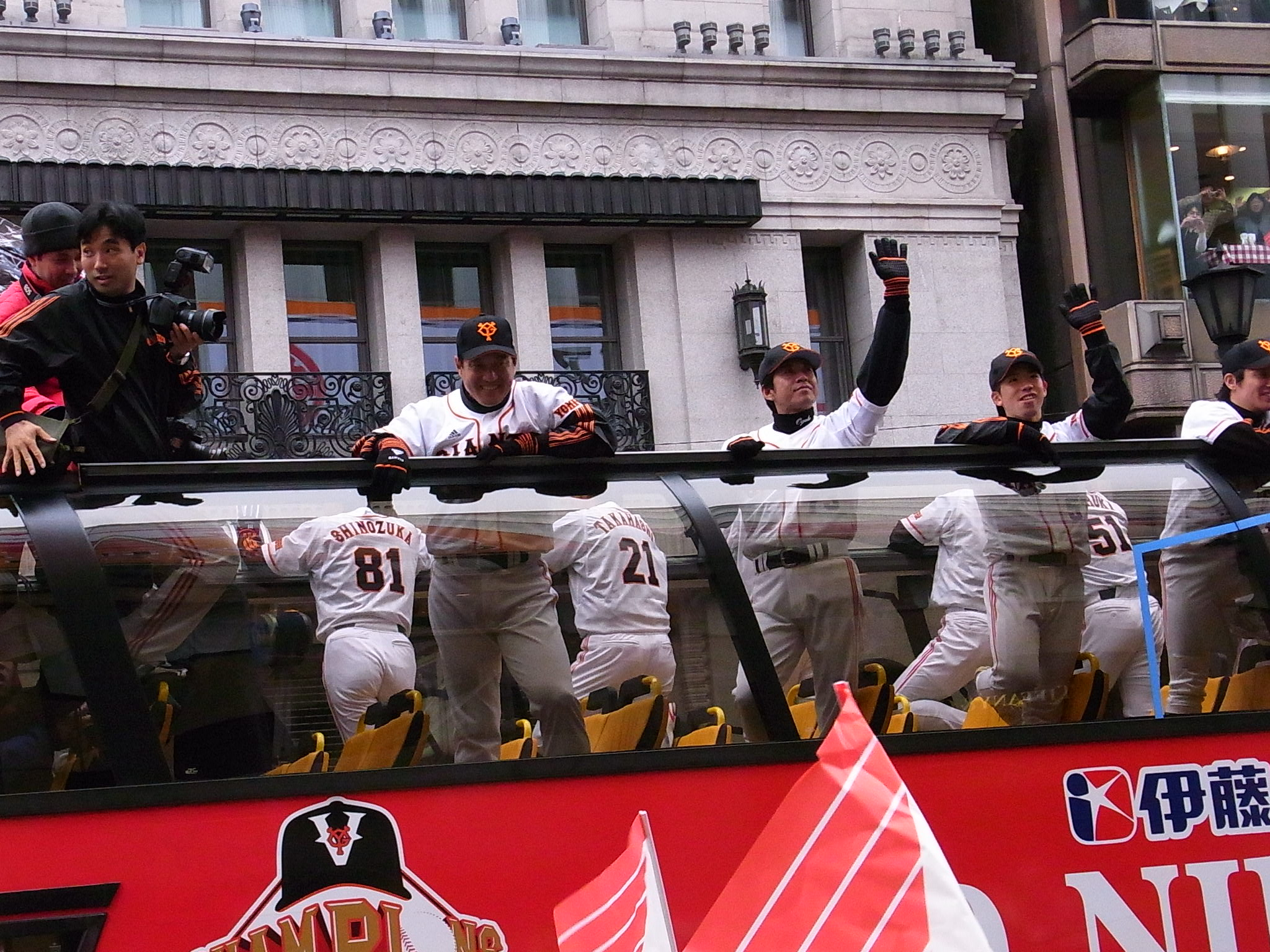
優勝パレードの原監督（2009年11月22日撮影）

シーズンは創設75周年を迎えた。原監督が2009 ワールドベースボールクラシック日本代表監督に就任した事もあり、オープン戦は伊原春樹ヘッドコーチが監督代行を務めた。シーズンに入ると、坂本を1番打者、松本哲也を2番打者に固定するなど選手起用が当たり、開幕8試合目で首位に立つとそのままシーズンを乗り切り、9月23日の対中日ドラゴンズ戦に5-3で勝利し、1965年から1973年のV9時代以来となるリーグ3連覇、33回目のセントラル・リーグ優勝を達成した。クライマックスシリーズでは、第2ステージで中日と対戦、アドバンテージの1勝を含む3勝1敗で勝ち抜けて日本選手権シリーズに出場を決めた。1981年の後楽園シリーズ以来となった日本ハムとの日本シリーズは4勝2敗で勝利し、2002年以来7年ぶり21回目の日本一を獲得した。11月14日には長崎で行われた韓国シリーズ勝者起亜タイガースとの日韓クラブチャンピオンシップに勝利し、日韓王者に輝いた。ラミレスが首位打者・2年連続MVPを獲得、またD.ゴンザレスが15勝2敗と大化けし、投手陣の柱となった。ドラフト会議では巨人を熱望してきた長野久義を1位指名で獲得した。
2010年
開幕直後に前年限りで現役を引退し、コーチとなっていた木村拓也が試合前の練習中にクモ膜下出血で倒れ逝去、野手では亀井義行、投手ではゴンザレスが不調でグライシンガーも故障で長期離脱だったが、ルーキーの長野久義（新人王獲得）を加えた強力打線は球団史上4度目のシーズン200ホームラン越え（226本）と相変わらずで開幕からしばらくの間は東野峻（13勝8敗）らを中心に先発投手陣も好調であり、首位に立っている時期も長かったが、7月以降は好調だった先発投手陣が不調に陥り、野手陣でも坂本と松本が調子を落としてしまう。また、この年のクローザーのクルーンが不振に陥り、抑え投手がたびたび変わる等中継ぎ投手陣も安定しなかった。それでもラミレス（本塁打・打点の2冠）らの活躍により最後まで首位争いに絡み続けるが、前述の投手陣の低迷とナゴヤドームの中日戦で2勝10敗と大きく負け越したのが響き、中日と1ゲーム差ながらリーグ4連覇を逃した。だけではなく、引き分け以上で2位（クライマックスシリーズではホームアドバンテージを得る事が出来る権利）が確定する10月8日のヤクルトとの最終戦では逆転負けを喫し、3位に転落した。クライマックスシリーズでは甲子園での第1ステージで阪神に2連勝し勝ち上がるものの、続く第2ステージでは中日相手に1勝4敗で敗れ、敗退した。この年、不安定な投球が目立ったクルーンが翌シーズンの構想から外れ、退団した。ドラフト会議では、中央大学の澤村拓一をドラフト1位で指名し獲得した。
2011年
この年は3月11日に発生した東日本大震災の影響で開幕が3月25日から4月12日に延期。開幕戦は山口県の宇部市野球場で行われ、1952年のフランチャイズ制導入以後、地方球場で初となる巨人主催試合開幕戦となった。また電力の節電要請で4月の東京ドームの使用を自粛、延期になった分を含めて大幅に試合日程が変更となっている。この年から導入された統一球の影響を受け、小笠原とラミレスが不調に陥り、打撃陣全体の長打力も2010年までと比べると激減（特に本塁打）する等、打撃陣が不振に陥った。一方で投手陣はルーキーの澤村拓一が4月21日に初勝利を挙げるなど、先発投手陣が引っ張った。しかし前半は、抑え投手が固定出来なかったこと、阿部慎之助が開幕時にケガで離脱したこと、獲得した多くの外国人選手が活躍できなかった事もあり、オールスターまでの前半戦はBクラスに低迷することとなった。それでも後半戦に入り抑え投手に久保裕也が固定できたことなどで8月に7連勝するなど調子を上げていく。終盤は阪神との3位争いとなったが、最終的には首位から3.5ゲーム差の3位で終了。クライマックスシリーズはヤクルトと対戦するが、先発投手が好投するも継投でつまずき1勝2敗で敗退となった。打撃陣では長野が首位打者、藤村大介が盗塁王のタイトルを獲得。投手陣ではエース内海が防御率1.70と絶好調、18勝5敗で最多勝タイトルを獲得した。11月11日、ヘッドコーチ人事を巡って清武英利球団代表が渡邉球団会長が不当に介入したとして渡邉球団会長を告発する問題が起きた。清武球団代表はこれを理由に18日付で職を解任されている（詳細は清武の乱参照）。このオフ、FAで横浜DeNAベイスターズから村田修一、ソフトバンクから杉内俊哉を獲得した。その一方で、外国人と移籍組で史上初の先発4番としての通算100号を達成したラミレス、グライシンガー、大村三郎、鶴岡一成らが退団した（ラミレスと鶴岡はDeNA、大村とグライシンガーはロッテに移籍）。
2012年
3月15日、球団が1997年から2004年度に6選手と結んだ契約でこのうち計27億円が最高標準額（2007年までは上限ではなく超えても構わないというのがプロ野球全体の理解であり、超過の場合に制裁措置と定められたのは2007年以降）を超過していたのではないかと朝日新聞の記事で報じられた。シーズンでは開幕序盤、球団史上初の開幕戦完封負けを喫するなど低迷し、開幕8試合で5度の完封負けで46イニング無得点を記録するなど4月は2度の5連敗を記録した。それでも、5月は6日の阪神戦から25日のロッテ戦まで10連勝（3分挟む）を記録、交流戦に入っても好調は続き、6月16日の対楽天戦に勝利して、17勝7敗でセ・リーグ球団初の交流戦優勝を達成。前半戦を中日と4.5ゲーム差、貯金20の首位で折り返す。後半戦に入っても7月は14勝4敗3分け（勝率.778）と一気に駆け抜けると8月には6連勝と7連勝を記録、8月23日に優勝へのマジックナンバー30を点灯させ、1度も優勝へのマジックナンバーを消滅させる事なく9月21日の対ヤクルト戦で勝利して3年ぶり34度目のリーグ優勝を達成。最終的に86勝43敗15分で、2位中日に10.5ゲーム差。最終戦ではDeNAに2-1でサヨナラ勝ちしDeNA相手に東京ドームで無敗を記録した。打者では阿部慎之助が首位打者、打点王の二冠、長野と坂本が最多安打を獲得、投手では15勝の内海哲也が最多勝、杉内が最多奪三振、最高勝率の二冠を獲得した。チームとしても防御率2.16は、1966年の西鉄ライオンズ（2.13）以来の好成績となり、2年目の澤村が10勝、ソフトバンクから移籍した杉内とホールトンが12勝と1990年以来となる二桁勝利の投手が4人誕生。ルーキーの高木京介が球団記録の29試合連続無失点を記録した。クライマックスシリーズファイナルステージでは2位の中日と対戦するが、クライマックスシリーズ史上初の3連敗からの3連勝で日本シリーズ進出を決める。3年ぶりに実現した日本ハムとの日本シリーズは主将の阿部が負傷離脱するアクシデントに見舞われながらその阿部が6戦目で決勝タイムリーを放ち4勝2敗で3年ぶり22度目の日本一を達成。アジアシリーズ2012では決勝戦で台湾のLamigoモンキーズに6対3で勝利し、初のアジア王者となった。これで交流戦、セ・リーグ、クライマックスシリーズ、日本シリーズ、アジアシリーズの全てで優勝し、NPB史上初の5冠を達成した。ドラフト会議では前年日本ハムの1巡目指名を拒否した東海大の菅野智之を単独指名で獲得した。また、東野峻をオリックスへトレードし、交換で阿南徹と香月良太を獲得した。
この年はベイスターズが球団名を「横浜DeNAベイスターズ」に変更した最初のペナントレースおよびポストシーズンだったため、巨人は「セ・リーグ全球団が現在の球団名になった初年度の日本一球団」となった。
2013年
開幕から球団タイ記録の7連勝を飾り、5月5日の東京ドームでの対広島戦の試合前に終身名誉監督の長嶋茂雄と巨人OBの松井秀喜の国民栄誉賞の授与式が行われている。交流戦は13勝10敗の3位。前半戦は2位の阪神と2.5ゲームの首位で折り返し。8月9日に優勝へのマジックナンバー39が点灯。9月22日の対広島戦の試合開始直後に2位の阪神がヤクルトに6対7で敗れたため、この時点で巨人の2年連続35度目のセ・リーグ優勝が決定した。開幕戦以降、6月に阪神が一時首位に立った以外は、首位を譲らなかった。広島とのクライマックスシリーズファイナルステージは3連勝で日本シリーズ進出を決めた。迎えた東北楽天ゴールデンイーグルスとの日本シリーズでは第5戦までに2勝3敗で王手をかけられたものの、第6戦でシーズンから無敗の田中将大にこの年初の黒星をつけタイに持ち込むが、第7戦で敗れて3勝4敗で敗退し、楽天の球団創設初の日本一立会人となった。オフにFAで西武の片岡治大と広島の大竹寛、中日を自由契約となった井端弘和を獲得した。
2014年
球団創設80周年を迎えた。4月19日、キューバの国内リーグ「セリエ・ナシオナル・デ・ベイスボル」の中心選手であるフレデリク・セペダと契約。同時に球団はセリエ・ナシオナル・デ・ベイスボルとの友好関係を結ぶことを発表した。シーズン序盤より投打ともに勢いに乗りきれず、交流戦に入る段階では首位の広島とは4.5ゲーム差の3位だったが、交流戦ではソフトバンクと優勝を争い、交流戦の最終戦でのソフトバンクとの直接対決に勝利し、2年ぶりに優勝を達成。6月8日にリーグ首位に立つと以降は首位から陥落することはなかった。8月には13勝13敗で一時は2位の阪神と0.5ゲーム差となるが、9月に入り、4日にはこの年初めて優勝へのマジックナンバー22が点灯、翌日に消滅したものの、11日には16で再点灯。しかし、この年には9月14日に木田優夫が現役を引退したことにより、旧・読売ジャイアンツに所属した選手と、後楽園球場時代に在籍した選手が全員引退した。優勝へのマジックナンバーを2とした9月26日の対DeNA戦に6対3で勝利し、マジック対象チームの広島が阪神に敗れたため、3年連続通算36度目のセ・リーグ優勝が決定した。なお、打線では規定打席に到達しての3割打者がおらず、逆に盗塁でリーグトップというシーズンであった。2位の阪神とのCSファイナルステージでは菅野と大竹を欠いた状態で臨んだ事が響いてCS史上初の4連敗で敗退し、日本シリーズ進出を逃した。菅野がMVPと最優秀防御率を獲得した。オフにヤクルトから相川亮二、横浜DeNAベイスターズから金城龍彦がFA権を行使して入団した。さらに、テキサス・レンジャーズからマイルズ・マイコラス、アーロン・ポレダを獲得した。
2015年
序盤はDeNAと首位を争う展開となった。4月15日に監督の原がB型インフルエンザウイルスに感染し、当面自宅で静養となり監督代行をヘッドコーチの川相が務めることが発表された。4月末、阿部、坂本、亀井が故障離脱、レイズから自由契約になっていたホアン・フランシスコを獲得した。交流戦では4年ぶりに負け越し11位に終わった。前半戦最後のカードの対DeNA戦に3連敗を喫し、首位から陥落、前半戦を2位で通過した。8月5日の対ヤクルト戦（神宮）において、公式戦通算10,000試合を達成した。阪神、オリックス、中日に次いでプロ野球4球団目となった。後半戦は阪神・ヤクルトとの優勝を競ったが、カステヤーノスらを補強しても相変わらず打線が不振で、首位に立つチャンスを幾度となく逃し、レギュラーシーズンは2位で終えた。CS開幕前の10月5日に所属選手の野球賭博への関与を告発。シーズン後には3選手に失格処分、また球団にも1000万円の制裁金を科し、現在でもセントラル・リーグ略史（NPBホームページ）に掲載される汚点となった。クライマックスシリーズのファーストステージはシーズン3位の阪神と対戦、2勝1敗で勝利する。シーズン1位のヤクルトとのファイナルステージでは初戦こそ勝利を挙げたものの、2戦目以降は勝ち頭のマイコラス・菅野で落とし、打線も2戦目以降は26イニング連続無得点と振るわず、3連敗した。最終的には1勝4敗(アドバンテージ1敗含む)で、2年連続で日本シリーズ進出を逃した。そしてCS終了後に原は辞任を表明、10月19日、記者会見で原が監督退任を正式表明し、第2次体制の10年、第1次体制と合わせて12年間の監督生活にピリオドを打った。10月22日、2016年シーズンから、一軍、二軍のほかに育成選手を中心とした三軍を編成することを発表。10月23日、高橋由伸の新監督就任および2015年限りの現役引退が発表された。同時に井端弘和と金城龍彦が引退し、それぞれ一軍内野守備・走塁コーチ、三軍打撃コーチに就任した。10月26日、高橋の監督就任会見が行われた。3年契約で背番号は現役時代と同じ「24」。また、前監督の原辰徳が2016年1月1日付で、球団特別顧問に就任することが決定。チーム打率は最下位に沈んだが、菅野・マイコラスの2名が防御率1点台を記録、ハイレベルな両エースに支えられたシーズンであった。オフに埼玉西武ライオンズから脇谷亮太が古巣に復帰、長打復活のためにニューヨーク・ヤンキースから4番候補のギャレット・ジョーンズ（登録名：ギャレット）、千葉ロッテマリーンズから自由契約となったルイス・クルーズを獲得し、打線強化を図った。

##### 高橋監督時代
2016年
チームは開幕カード（対ヤクルト戦）において3連勝スタートを切った。なお、巨人が新監督で開幕カードを3連勝するのは1981年の藤田元司以来35年ぶり。序盤は阪神・広島と首位争いを繰り広げ、4月は15勝10敗3分けと一歩先を行く展開が続いていたが、前年同様打撃陣が低調で、月が替わった5月は21日の中日戦から7連敗で急失速した。特に代打での打率と失策率が12球団最下位だった事や、中継ぎ陣が打ち込まれる試合が多く負けが込む様になった。交流戦は五分で終えるも、6月10日のソフトバンク戦で同一カード3連敗を喫し、借金生活に入ったのと同時期に広島の快進撃が始まり首位を奪われてしまう。その後、首位広島を一時4.5ゲーム差まで追いつめたものの、8月24日に広島との直接対決に敗れた事で広島に優勝マジックが点灯。そして9月10日の東京ドームでの直接対決で逆転負けを喫して目の前で優勝を決められ、2年連続V逸が確定した。その後はDeNAとの2位争いを制し、シーズン2位が確定。坂本勇人が遊撃手として日本プロ野球史上初の首位打者になり、菅野智之が2年連続で最優秀防御率と最多奪三振を獲得、澤村拓一がセーブ王になるもエース・菅野の勝利投手になる権利を3回も消滅させてしまったこともあり、2桁勝利を達成したのは田口麗斗のみだった。クライマックスシリーズではCS初出場の3位・DeNAと対戦したが1勝2敗で1stステージで敗退し、5年連続のファイナル出場が途絶えた。10月13日に足のスペシャリスト鈴木尚広が現役引退を発表した。また、オフに総額30億円をかけた大補強を敢行。ソフトバンクから森福允彦、DeNAから山口俊、元楽天のケーシー・マギー、日本ハムから陽岱鋼、抑え候補の新外国人としてアルキメデス・カミネロを獲得した。
2017年
開幕5連勝と好スタートを切り、序盤は阪神と2位を争った。しかし、この間に昨シーズンオフにFAで獲得した山口俊、陽岱鋼らFA補強組が不振や故障で相次いで離脱。5月中旬以降は負けが込みだし、5月25日の阪神とのカード3戦目（甲子園）に敗れたあと次の対広島戦から交流戦突入後の楽天・オリックス・西武と4カード連続で3タテ（同一カード3連敗）を食らい、球団史上ワースト記録となる13連敗を喫した。6月9日の対日本ハム戦（札幌ドーム）で連敗を止めたものの、交流戦を6勝12敗と大きく負け越した。同月、球団OB初のGMとして鹿取義隆が就任。7月中旬に山口俊が傷害事件を起こし、シーズン終了までの出場停止・罰金・減俸という処分が科せられた。また前半戦終了後、二軍監督の斎藤雅樹が一軍投手コーチ（ベンチ）に、ベンチ担当の尾花高夫がブルペン担当、ブルペン担当の田畑一也が前半戦から苦戦している広島専従スコアラー、後任の二軍監督に巡回打撃コーチの内田順三が就任することを発表した。後半戦以降はマギーを二塁手にコンバートする攻撃重視の策が功を奏し、DeNAとの3位争いを演じるまで持ち直した。9月26日の対ヤクルト戦で中井大介が岩橋慶侍から本塁打を放ち、これが球団通算1万号本塁打となった。10月1日の試合で敗れると、同日にDeNAが勝利した為シーズン4位が確定。30億円かけた補強も実らず、2006年以来11年ぶりのBクラスに終わった。これにより、2007年に導入されたCSへの出場を球団史上初めて逃した。また、シーズンを勝ち越しながらBクラスに終わったのは球団史上初のことでもあった。カード別の対戦成績では優勝した広島に7勝18敗と大きく負け越した以外他の4球団には勝ち越したが、同一リーグの4球団に勝ち越しながらBクラスに転落したのはNPB史上初となった。投手陣は先発が菅野、マイコラス、田口だけで27の貯金を作った先発陣とは対照的に、中継ぎ陣は2006年の62を下回る57ホールドと球団史上ワーストで、この年リーグ最下位だったヤクルト（85ホールド）をも大幅に下回る12球団断トツのワーストであった。27ホールドのマシソンが安定した一方でマシソンに続くのが10ホールドの西村健太朗で、前年19ホールドの山口鉄也が3ホールド、新戦力の森福が6ホールドと戦力にならず、勝ちパターンを確立出来なかったのが誤算だった。打撃陣は球団史上ワーストの129併殺を記録し、1点差のゲームでは13勝27敗と、接戦の弱さを露呈する結果となった。シーズン後若返りを図る一環として村田に戦力外通告を行い、片岡、相川、松本哲、藤村らが現役を引退。先発の一角を担っていたマイコラスもメジャー復帰が決まり、退団した。
2018年
球団ロゴを刷新し、中央に「G」、左右に創設年の「1934」、下部に本拠地の「TOKYO」を配置した。主な補強選手として、西武からFA宣言した野上亮磨、前中日のアレックス・ゲレーロ、マイコラスに代わる先発候補として期待される新外国人テイラー・ヤングマンを獲得。さらに、3月上旬には上原浩治が10年ぶりに復帰。3月中旬には野球賭博問題に関与し、失格処分のち育成選手となっていた高木京介を2年ぶり支配下登録することが決まった。
開幕から若手の岡本和真や吉川尚輝がスタメンに定着するなど若手が活躍した打線の好調で上位戦線につけた。しかし、6月に篠原慎平と河野元貴がInstagramへの不適切動画投稿で出場停止となり、さらに7月には柿澤貴裕がチームメイトの野球道具・ユニフォームを盗み転売していたことが判明し契約解除となるなど、前年に続き不祥事も相次いだ。この一連の不祥事の責任を取る形でオーナーの老川祥一が辞任し、後任として山口寿一が新オーナーに就任。7月以降は育成から這い上がったC.C.メルセデスが菅野と共に先発陣を支えたが、7月17日の阪神戦で坂本勇人が左脇腹を痛めて一軍登録抹消、さらに7月27日のヤクルト戦で新外国人投手ヤングマンが左手骨折、吉川尚輝が8月1日のDeNA戦でヘッドスライディングによる左手の骨折で戦線離脱と、夏場に故障者が続出すると、2位以下を5チームで争う展開の中で9月に借金が込みだし、3位をDeNA、阪神、中日と争う様相を呈す。結局シーズン最終盤までDeNAと3位を争い、1度は自力でのCS進出が消滅するも、10月3日にDeNAがヤクルトに敗れた為3位に浮上すると同時に自力でのCS進出の可能性が復活。10月10日のシーズン最終戦（阪神戦）で岡本和真がプロ野球史上最年少となる22歳シーズンでの「打率3割・30本塁打・100打点」を望月惇志からの本塁打で決める活躍などで勝利し、3位が確定。2年振りのCS進出となった。なおシーズンの成績は67勝71敗5分けと負け越しで、勝率が5割を切ってCSに進出したのは球団史上初である。マイコラスの抜けた穴や田口や野上の不調があった先発陣は菅野が8完封、昨年傷害事件を起こしシーズン終了までの出場停止を命じられた山口俊が2完封と、21完投は断トツで12球団トップだったものの、中継ぎ・抑えはカミネロが度重なるリリーフ失敗で二軍降格になったのを皮切りにマシソン、アダメスと抑えが固定出来ずセーブ数は25と12球団ワースト、またマシソンも怪我により、離脱した影響で山口俊をリリーフに回すなど、2年連続12球団ワーストの73ホールドと崩壊した。前年同様、広島に大きく負け越し、首位独走を許すことになった。特に東京ドームでは地の利を生かせず、1997年以来21年ぶりに負け越し（広島に4勝7敗、DeNAに3勝8敗）、球団ワーストタイの4年連続V逸と12年ぶりの勝率5割以下が確定し、オーナーは監督の高橋に若手育成の手腕を評価し、2019年も続投を要請する意向をするが、高橋が「チームの勝敗は監督が背負うものと責任を取って辞めます」と自ら辞任を申し入れ了承された。同一監督が無冠のまま辞任したのは堀内恒夫以来となった。CSファーストステージではヤクルトと対戦。2連勝で3年ぶり（3位になったシーズンとしては2010年以来8年ぶり）のファイナルステージ進出を決めたと同時に第2戦で菅野がCS史上初ノーヒットノーランを達成した。ファイナルステージでは広島と対戦するも、投打に振るわず、3連敗でファイナルステージ敗退となった。オフに杉内、脇谷亮太、山口鉄也、西村健太朗、寺内崇幸といった2度の連覇を支えた選手が現役を引退した。また、中井大介（DeNAに移籍）、廖任磊（西武に移籍）らが戦力外となり、マギー、カミネロの両外国人の退団も発表された。

##### 第3次原監督時代
高橋監督の後任として、前任者の原の4年ぶりの監督復帰が発表された。2018年10月22日、全コーチ名が球団から発表された。1999年以来のヘッドコーチ職を置かないという体制である事も発表された。翌23日には両者が並んだ就任会見も行われた。
ドラフト会議では、1位指名で髙橋優貴との交渉権を獲得した。
新体制発足後、同年オフの11月8日の2018日米野球「エキシビジョンゲーム 巨人×MLBオールスターチーム」が初の公式戦となる。オフも大型補強を敢行。主な補強選手として、リーグ3連覇を達成した広島からFA宣言し2年連続でセ・リーグのMVPを受賞した丸佳浩、西武からFA宣言した炭谷銀仁朗、オリックスを自由契約となった中島宏之、パドレスからクリスチャン・ビヤヌエバ、マリナーズからライアン・クック、岩隈久志を獲得した。その一方で、炭谷の人的補償として内海が西武、丸の人的補償として長野が広島に移籍する事が発表され、生え抜きのベテランが相次いで退団した。
2019年
序盤は吉川尚や丸、坂本など打線が好調で首位に立った。5月、上原浩治が現役を引退した。同月には菅野や岡本の不調によりやや調子を落とし、同時期に復調してきた広島に抜かれ首位から陥落、阪神にも抜かれ、交流戦を3位で迎える。交流戦に入ると6月18日のオリックス戦に勝利して首位に返り咲いた。ソフトバンク以外に2勝1敗で勝ち越し、5年ぶりに交流戦を勝ち越すも、最終戦にソフトバンクに敗れ、5年ぶりの交流戦優勝とはならず、交流戦を3位で終えた（セリーグでは1位）。この間に打線では若林晃弘が、投手陣では序盤から安定していた中川皓太が抑えに回るなど、課題となっていた若手の台頭が見られるようになった。交流戦明け以降はオールスターまで10勝1敗と大きく勝ち越し、前半戦は2位とのゲーム差を9.5と大きく引き伸ばして折り返す。6月には日本ハムの鍵谷陽平、藤岡貴裕と吉川光夫、宇佐見真吾の2体2の交換トレードと新外国人としてルビー・デラロサを、7月には楽天の古川侑利を和田恋との交換トレードで獲得した。その後7月下旬から8月上旬にかけ大型連敗があり、2位DeNAに最大10.5あったゲーム差を0.5まで迫られたが、6月18日以降は首位から陥落することなく9月21日、対DeNA戦（第24回戦）にて3対2で勝利し、2014年以来5年ぶり37回目のリーグ優勝を果たした。
クライマックスシリーズでは3位の阪神と対戦。アドバンテージを含む4勝1敗で2013年以来6年ぶりの日本シリーズ進出を決めた。日本シリーズではソフトバンクと前身のダイエー時代以来の19年ぶりに対戦するも投手陣が崩れ、野手陣も2番・坂本が5三振、3番・丸が6三振で何れも打率は.077。4番・岡本も.188で3三振と振るわず、1勝も出来ずに1990年の西武戦以来となるストレート4連敗で敗退した。
リーグ優勝直後に阿部が引退を表明（後に二軍監督に就任）し、マシソンも引退を表明した。オフには山口が球団初のポスティングシステムを利用し、トロント・ブルージェイズに移籍した。
この年は令和最初のペナントレースだったため、巨人は「令和最初のセ・リーグ優勝球団」となった。
2020年
シーズン前、ワシントン・ナショナルズで世界一に貢献した現役大リーガーのジェラルド・パーラ、シカゴ・ホワイトソックスのチアゴ・ビエイラ、SKワイバーンズのエンジェル・サンチェスを獲得した。
新型コロナウイルスの影響により、約3か月遅れとなった6月19日の開幕戦では吉川尚の逆転本塁打で3-2で逆転勝ちし、プロ野球史上初の球団通算6000勝を達成したのに続き、翌日は6回まで3-1と接戦の状況から7回に打者一巡の猛攻で一挙8点を奪い連勝、3戦目も先制を許しながら4回に5点を奪って逆転し7-1で勝利。過去8度あった阪神との開幕カード3連戦で球団史上初のスウィープに成功（同一カード3連勝を達成）した。6月と7月にいずれも楽天とのトレードでゼラス・ウィーラーと高梨雄平を、9月にロッテとのトレードで香月一也を獲得した。開幕から快調に走り、7月に一度ヤクルトに首位を奪われるもすぐに奪い返し、その後は1度も首位を譲る事はなく、9月11日のヤクルト戦を2-1で勝利した事で原は川上を抜いて球団最多となる監督通算1067勝を、9月15日の阪神戦では菅野がヴィクトル・スタルヒン以来82年ぶりの球団開幕投手での開幕11連勝を達成。9.5ゲーム差で2位につけていた阪神の自力優勝を消滅させ、9月16日に残り46試合で達成した2013年を抜く、原政権最速となる残り48試合で優勝へのマジックナンバー38が両リーグ最速で点灯。菅野が9月29日の広島戦で開幕投手の12連勝を達成し、1938年春にスタルヒンが達成した球団記録を塗り替えたのに続き、10月6日のDeNA戦では2004年に岩隈（近鉄）が達成した開幕投手の連勝記録を抜き開幕投手の13連勝を達成。その後マジックは1度も消滅させる事はなく、亀井、中川、大竹、増田大輝が9月の終盤から10月にかけて揃って離脱したのが理由で終盤の戦いに苦戦を強いられたが、10月30日の対ヤクルト戦終了前にマジック対象チームである2位阪神が引き分け、3位中日が敗戦した為、2年連続38回目のリーグ優勝が確定した。11月8日に坂本がヤクルトとの東京ドーム最終戦で第1打席に2塁打を放ち、川上、長嶋、王、柴田、昨年引退した阿部以来球団生え抜きで史上6人目、31歳11か月と榎本喜八に次いでプロ野球史上2番目の若さで、球団と右打者史上最年少での2000本安打を達成した。タイトルでは菅野が最多勝と最高勝率、岡本が本塁打王と打点王を獲得。球団では2010年のラミレス以来10年ぶり、日本人選手では2002年の松井以来18年ぶり、さらに日本人右打者に限ると1963年の長嶋以来57年ぶりの獲得である。新型コロナウイルスの影響により約3か月遅れの開幕戦となった関係で、クライマックスシリーズは開催されず、自動的に日本シリーズへ進出。開催時期に本拠地である東京ドームが都市対抗野球大会で使用される為、主催試合は京セラドーム大阪で2年連続でソフトバンクとの実施となった。しかし、10月に月間22勝のプロ野球新記録を達成したソフトバンクとは対照的に、10月以降は13勝18敗4分けと10月10日には最大で30あった勝ち越しが終わってみれば22まで減ってしまい、5連敗中で迎えた10月30日に優勝決定となった（この日は引き分けとなった）。この不調はそのまま日本シリーズに入ってからも続いてしまい、いずれの試合も3回までに失点して投手陣が崩れ、打線も4点しか奪えずに日本シリーズ史上初の2年連続ストレート4連敗となり、最低打率、最少得点、最小安打の日本シリーズワースト記録更新、2013年楽天戦からの同一監督（原）による9連敗の球団ワースト記録更新（連敗数は球団ワーストタイ）という屈辱的な数々の不名誉な記録を更新し敗退した。また日本一を8年以上逸は球団ワーストとなり、日本シリーズを通して1イニングも0-0以外の同点に持っていく事すら出来ずにストレート4連敗で敗退したのも史上初である。
2021年
4月16日のDeNA戦で坂本がショートとして1778試合目の出場を果たし、この日出場がなかったロッテの鳥谷が持つ遊撃手通算最多出場記録を更新、6月1日の西武戦では岡本が球団史上7人目となる先発4番としての通算100号ホームランを達成した。24歳10カ月と、それまでの長嶋が持っていた27歳1カ月を大きく上回る球団史上最年少で達成した。その一方で、DeNAからFAで獲得した梶谷隆幸も度重なる故障で離脱した他、同じくDeNAからFAで獲得した井納翔一も3月31日の中日戦で1回0/3で5安打4失点とピリッとせず、以降中継ぎで登板するも5試合で防御率14.40と全く戦力にならず、新助っ人で獲得したエリック・テームズがデビュー戦となった4月27日のヤクルト戦で右足のアキレス腱を断裂する重傷を負い8月23日に、ジャスティン・スモークも新型コロナウィルスで家族が来日出来ないストレスを抱えて6月17日に何れも自由契約になる等新戦力が揃って離脱し、シーズン途中に2年ぶりに復帰した山口もわずか2勝に終わり、暴力事件の謹慎中に日本ハムからトレードで獲得した中田翔が不振、菅野や丸が不調及びコンディション不良で二軍落ちするなど、悪いチーム状態が響き、勢いに乗れず交流戦明けには首位の阪神と8ゲーム差つけられるも一時は持ち直した。8月29日の中日戦に勝利して50勝37敗12引き分けで勝率.5747となり、当時阪神が55勝41敗3引き分けで勝率.572と勝率で上回った為、一時は「-0.5」ゲームで4月1日以来の首位に浮上した。ところが、9月3日から組まれていた阪神との甲子園3連戦で1勝も出来なかった試合以降は急降下、9月にリーグワーストタイの102失点、10月はリーグワーストの.220と打てず、急失速した。また先発投手を菅野、メルセデス、山口、高橋、戸郷の5人体制にした9月・10月で先発投手の成績は6勝20敗と勝利数と敗戦数どちらも断トツのリーグワーストで、球団史上初めて9月・10月で3度の5連敗以上を喫した上、9月2日には最大で15あった勝ち越しが僅か35試合というセ・リーグどころか、戦後最も早いペースでゼロになってしまい、10月12日には今シーズンワーストの7連敗となり、リーグ3連覇が消えた。結局、シーズンは61勝62敗20分けと3年ぶりのシーズン負け越しが決まった。導入された2007年以降では史上最少の勝ち数でクライマックスシリーズ進出を決めた（同年は延長戦なしの9回打ち切りルールだった為、1978年を超える球団史上最多のシーズン20分けとなった）。2年ぶりに開幕したクライマックスシリーズでは、2位の阪神に2戦とも4点を奪ってファイナルステージ進出を決めた。しかし、セ・リーグ優勝のヤクルトとのファイナルステージでは2年連続ホームランと打点の2冠王に輝いた岡本の左脇腹痛による不在の影響等で3試合で2点（出場したファイナルステージでは史上最少得点）の致命的な得点力不足が祟り、結局3敗1分けで敗退した。
2022年
開幕戦で中日のエース・大野雄大から4点を奪い逆転勝ち。球団史上最多となる8度目の開幕投手を務めた菅野が別所毅彦、斎藤雅樹を抜いて球団新記録の開幕戦5勝目を挙げたのに続き、新外国人のグレゴリー・ポランコがいきなり3安打の猛打賞を記録、球団の新外国人選手が開幕戦で3安打を放ったのは1980年のロイ・ホワイト以来42年ぶり2人目でその3本目が決勝打となった為、開幕戦で猛打賞と勝利打点を放ったのは球団の新人、新外国人史上初である。また球団史上初の下の名前のみを登録名にした日本人選手となったドラフト1位ルーキーの大勢が開幕戦でセーブを挙げ、球団とセ・リーグ新人史上初の開幕戦セーブを達成したのに続き、翌日もセーブを挙げた為、新人が開幕から2試合連続でセーブを達成したのはプロ野球史上初となった。3戦目こそ落とすものの、ヤクルトと阪神という前年の上位2チームに何れもスウィープに成功して6連勝を飾り9試合終了時点で8勝1敗は川上が指揮を執った1963年以来59年ぶり。その間に2019年のドラフト1位の堀田賢慎が3月31日のヤクルト戦、2020年の育成ドラフト7位の戸田懐生が4月2日の阪神戦、2021年ドラフト3位でルーキーの赤星優志がその翌日（4月3日）に何れもプロ初勝利を達成し、開幕から9試合でプロ初勝利投手が3人生まれたのは球団史上初である。なお、大勢は4月6日の広島戦で7セーブ目を挙げ、7試合連続セーブは球団の新人記録であると共に1978年の角三男と並んで球団の新人タイ記録に並び、4月13日に球団史上初めて沖縄での主催ゲームとなった沖縄セルラースタジアム那覇でのDeNA戦で8セーブ目を挙げ球団新人史上最多のセーブ記録を44年ぶりに更新した。また4月19日の広島戦では公式戦21試合目で10セーブ目を挙げ2013年の西村健太朗（公式戦23試合目で10セーブ）を抜いて球団史上最速で2桁セーブを達成したのに加え、6月4日のロッテ戦も2-1の状況で9回に登板して早くも60試合目で20セーブ目を挙げ、1990年に入団した与田剛の68試合を抜いて新人史上最速となった。その4月19日には坂本が第2打席で先制のホームランを放ったのに続き、第3打席でレフト前ヒットで出塁し969本だった阿部作戦兼ディフェンスチーフコーチを抜き、東京ドームの通算安打数で最多となる970本目のヒットを放ち、岡本は5月29日の日本ハム戦で通算150号を日本人選手としては最速となる634試合目で達成した。球団全体でも、ウォーレン・クロマティの612試合に次ぐ早さだった。4月28日には最大で勝ち越しを11作りながらキャプテンの坂本が4月30日の阪神戦で途中交代し5月1日に右膝内側側副靱帯損傷で、「1番・セカンド」として当時リーグ最多の44安打と打線を引っ張っていた吉川が5月4日の広島戦で黒原拓未に左肩甲骨付近へのデッドボールを受けて肩甲骨の骨挫傷で5月6日にそれぞれ出場選手登録を抹消されたのも重なり、途中で二遊間のレギュラーを失ったゴールデンウィークは1勝8敗と急失速で首位から陥落した。なお、その間に4月9日のヤクルト戦では前述の大勢が、4月21日の広島戦では2020年のドラフト1位の平内龍太が、4月28日のDena戦では2020年のドラフト2位の山﨑伊織がそれぞれ今季4・5・6人目のプロ初勝利を手にした。交流戦こそ8勝10敗と2つの負け越しに留まりながらヤクルトが14勝4敗と驚異的な成績で勝ちを積み重ねたのも重なった事から、交流戦開始前は1ゲーム差で追走していたのが6月12日の交流戦終了時点で7ゲーム差、6月26日のヤクルト戦で10-11で競り負けた事で6月27日だった2003年を抜き、2リーグ制では球団史上最速で自力優勝が消滅した。7月15日からの広島との3連戦ではそれぞれ磯村嘉孝（15日）、長野（16日）、堂林翔太（17日）、その翌18日のヤクルト戦でもホセ・オスナと、合わせて4試合連続で満塁ホームランを打たれ、プロ野球史上ワースト、同一カード3連戦3戦連続満塁弾被弾および、4試合連続満塁弾被弾という記録を樹立してしまった。また8月5日からのヤクルトとの3連戦中に初戦で戸田がオスナに、2日後の3戦目でマット・シューメーカーがドミンゴ・サンタナにそれぞれ満塁弾を打たれているので、2004年の7本を超えて同一シーズンで満塁弾を打たれたのが8本目と球団史上最多（ヤクルトに5本も満塁弾を打たれているので、中日に4本打たれた2006年を超えて同一球団に許した満塁弾も球団史上最多である）。8月13日の広島戦では直江大輔が7人目の、9月23日の中日戦で井上温大が8人目のプロ初勝利。宮國、星野真澄、高木京介、田原、小山雄輝、笠原将生がプロ初勝利を挙げた2012年を抜いて球団史上最多となったが、最多奪三振のタイトルを獲得した戸郷と最終戦にあたる10月2日のDeNA戦で10勝を挙げた菅野以外が続かず、メルセデスも6月4日のロッテ戦で5勝目を挙げたもののその日を最後に11試合勝ちがなく6連敗で5勝7敗。前年27試合に登板しチーム最多の11勝を挙げた高橋優貴が10試合の登板で1勝どまり、前年に日本球界に復帰した山口も4月8日以降は登板なしと先発陣が振るわず防御率は3.64とワースト3位。中川も1月のキャンプ前に腰痛を発症し、以降全休した。中継ぎ陣も37セーブと新人最多タイ記録を達成した大勢は9回に固まったものの、大勢に繋ぐ為の8回を担うセットアッパーが固まらず8回の78失点はイニング別で最多でありリーグワースト。加えて打撃陣も新外国人のアダム・ウォーカーとポランコ、既存戦力から岡本、丸、中田の合わせて5人が20本塁打以上をマークし、2007年以来15年ぶりの20発クインテットが誕生するなど、本塁打数こそリーグ2位の163本をマークしたものの、チーム打率は.242でリーグワーストで3年連続で規定打席到達者の3割バッターが不在（最も打率を稼いだのが吉川尚輝の.277）。9月18日のDeNA戦に敗れ、2年連続のV逸と1988年に開場して以降史上初の東京ドームで2年連続の負け越しが、9月25日の中日戦にも敗れ、05年、06年以来球団史上2回目の2年連続シーズン負け越しが、10月1日のDeNA戦に敗れた事で5年ぶりに（02年に原が監督を務めてからは史上初めて）クライマックスシリーズ出場権を失ってしまった。またここ2年は40個台（2020年は43個、2021年は45個）にとどめていたエラーが6年ぶりの80個超えとなる82個で86個の阪神に次いでリーグワースト2位。589失点と523自責点に加え、失点と自責点の差は66でいずれも12球団ワーストと投手野手の責任に関係なく失点を重ねた。なお、チーム打率最下位と防御率最下位のダブルとなるのは、2005年以来17年ぶりとなった。中田が8月11日に岡本に代わって第91代4番打者に起用されるなど復活を遂げ、ゴールデングラブ賞（一塁手部門）をセパ両リーグで受賞した一方で、2015年以来7年ぶりにベストナイン選出者がいなかった。
ドラフト会議では、この年の夏の甲子園で52年ぶりのベスト8に進出した高松商業高校の浅野翔吾を1位で指名。阪神と競合したが、原監督が引き当て交渉権を獲得した。なお、高校生野手の1位指名は14年の岡本以来8年ぶり。外野手として活躍した松井も1992年にドラフト1位で指名されたが、松井の高校時代は三塁手でプロ入りしてから外野手になったので高校生外野手のドラフト1位は球団史上初である。11月2日、丸をFAで獲得した事による人的補償で広島に放出した長野が無償トレードで5年ぶりに復帰。11月11日には福岡ソフトバンクを退団していた松田宣浩を支配下選手として契約することを発表した。12月9日に行われた2022年度現役ドラフトにより、楽天のオコエ瑠偉の入団が決まり、戸根千明が広島に移籍すると発表された。
2023年
2020年以来3年ぶりにスローガンとして「奪回」を掲げ、優勝の奪回を誓うシーズンとなった。
シーズン開幕前の3月9日に横川、堀岡を、24日に梶谷を、30日に田中豊樹を、それぞれ計4名の育成選手を支配下登録した。シーズン開幕後も4月10日に髙橋優貴を、5月4日に三上を、同月14日に平内を、同月15日に松井颯を、7月28日に高木京介を支配下登録した。シーズンを通して6連敗以上がなかった一方で交流戦まで4連勝以上もなく、3・4月は借金3。5月も1の借金で終えるが、交流戦では6月17日まで優勝の可能性を残す大健闘。6月16日の楽天戦に勝利して貯金を5に伸ばしたが最多の貯金はその試合まで。同一リーグに戻っての公式戦はオールスターまで3連勝がなく借金2で後半戦を迎えると、7月27日の阪神戦から8月3日のヤクルト戦までは6勝1敗で勢いに乗りかけたが、その勢いは翌日行われた広島戦から8月11日のDeNA戦にかけての1勝6敗で帳消し。8月3日以降貯金を3以上に増やす事はなく、9月12日の阪神戦に敗れて3年連続のリーグV逸が確定し、9月26日のDeNA戦では前日に続いて0-1で敗れた事でクライマックスシリーズ進出が絶望的となり、9月29日にDeNAが阪神に勝った事で2007年に導入されて以降では球団史上初めて2年連続でクライマックスシリーズ進出の可能性が完全になくなった。原は同一監督の2年連続Bクラスという球団史上初の屈辱となった。特に決定打となったのは阪神戦の弱さで、翌日勝ったものの9月20日に敗れた事で6勝1分18敗となり球団史上2回目となる伝統の一戦3年連続負け越しに加え、1950年に2リーグ制になって以降球団史上初の伝統の一戦負け越し二桁。球団史上最多の負け越し12と18敗。球団史上最少の6勝。DeNAに買収される前にあたる2005年の横浜戦と2006年の中日戦でともに6勝16敗の.273を抜いて.250とセリーグの全カード別では球団史上最少勝率。8月26日に敗れた事で1952年のフランチャイズ制以降では後楽園球場時代も含めて球団史上初のホームでカード勝ち越し及び連勝なし。甲子園球場に対象を拡大しても連勝もカード勝ち越しもなかった。投手陣は戸郷が12勝を挙げ、山﨑伊織がDeNAと戦った10月4日のシーズン最終戦でプロ入り初の10勝を挙げた一方、2人に続いたのがフォスター・グリフィンの6勝で2年連続で日本人の先発サウスポーがピリッとせず（左投手のチーム最多勝は横川の4勝どまり）、13年ぶりにセリーグ5球団から勝利を挙げた先発投手がおらず、3月18日の日本ハム戦で菅野が右肘の張りで辞退し球団史上初の新外国人による開幕投手を務めたタイラー・ビーディは1勝も挙げられなかった。7月3日に新外国人選手アルベルト・バルドナードを、5月18日にオリックスから廣岡とのトレードで鈴木康平を獲得するも状況は改善されず延長戦で打たれるケースも目立ち、救援投手の防御率3.81と延長戦の20失点はいずれも12球団ワースト。特にシーズンが進むと6月に大勢が右上肢のコンディション不良で出場選手登録を抹消された為、7月以降の救援防御率は7月が3.47、8月が3.80、9月が3.91と7月と9月は12球団ワーストと夏場から秋口にかけてさらに悪化した。岡本が41本と球団史上3人目の6年連続30本塁打以上となり2年ぶり3回目のホームラン王になったものの、得点圏は.233。大城卓三が初の規定打席に到達し自身最高打率となる.281だったものの得点圏では.227とセ・リーグ規定打席到達者の中ではワースト4位だったのに加え、得点圏打率と年間打率の差がマイナス.054と中日の石川昂弥（シーズン打率が.242で得点圏打率が.184でその差は.058である。）に次いで12球団の規定打席到達者でもブービーで得点圏打率と年間打率の差がマイナス3分以下だったのは坂本と前述の岡本と大城卓三で3人と12球団最多。100打席以上立ったバッターではオコエ、中山、中田翔と6人でリーグ最多でチームの得点圏打率と年間打率の差はマイナス.011でリーグワーストと、打率が12球団トップの.252だったにもかかわらず2023WBC日本代表を筆頭に打撃陣は得点圏に滅法弱かった。
10月4日、原辰徳が監督を退任。

##### 阿部慎之助監督時代
原監督の後任に一軍ヘッドコーチ兼バッテリーコーチを務めていた阿部慎之助が就任した。
2024年
球団創立90周年を迎えた。
リーグワーストだった救援陣強化のため、阪神から自由契約となっていたケラーと現役ドラフトで馬場皐輔を、ソフトバンクからトレードで、高橋礼と泉圭輔を獲得。打撃面では前ヤンキースのオドーアを獲得するも、オープン戦で低調だったこともあり、開幕二軍を告げるも、本人が拒否。帰国、退団を希望したことにより、開幕3日前に退団が発表され、2005年のダン・ミセリを上回る球団史上最速の退団となった。
阪神との開幕3連戦では、開幕から2試合連続完封勝ち、25イニング連続無失点と記録を打ち立てるなど、好調なスタートを切るものの、打線が低調で交流戦に入るまでの打率が.229とリーグブービーで得点圏打率は.194と群を抜く12球団ワーストだったが、5月10日にエリエ・ヘルナンデスが入団し交流戦初戦の福岡ソフトバンク戦から起用されると交流戦打率はリーグ2位タイの.241。6月4日対ロッテ戦では3回に球団記録タイとなる9者連続安打、さらには1969年阪神によるセ・リーグ記録に並ぶ球団新の1イニング12安打を全て単打で記録した。交流戦終了後も打線は好調となりオールスターまでの打率は.238と急上昇。2019年以来5年ぶりの首位ターンと34年ぶりとなるセ・リーグ全球団に勝ち越してのオールスターブレイクとなった。7月に新たにココ・モンテスを獲得。前年リーグワーストだった投手陣は大きく改善され、20ホールド以上あげた投手が5人誕生した。オールスター明けは、首位の広島をDeNAや阪神と追いかける激しいマッチレースとなるも、9月に広島が失速し首位に立つと、9月10日からのマツダスタジアムでの対広島3連戦で3連勝したことで広島を優勝戦線から脱落させる。さらに一時は1ゲーム差まで追いすがった阪神を9月22日から甲子園で行われた最後の2連戦で1勝1敗としたことで突き放した。9月18日にリーグ優勝マジック9が点灯。9月28日の対広島戦に勝利し、4年ぶりにレギュラーシーズン優勝。
クライマックスシリーズファイナルステージでは、ファーストステージ勝者のDeNAと対戦。3連敗を喫するも、その後2連勝でタイに持ち込む。しかし、最終戦で逆転負けを喫し、日本シリーズ進出を逃す。
2年目の船迫大雅が球団最年長での新人王を受賞した。
2025年
3月1日、ファーム（二軍）施設が川崎市のよみうりランド内の読売ジャイアンツ球場から稲城市の南山東部地区に建設されたTOKYO GIANTS TOWNに移転。
3月にMLBのロサンゼルス・ドジャースとシカゴ・カブスとエキシビションマッチを行う。(MLB東京シリーズ2025)
4月3日、中日ドラゴンズ戦で1試合4犠飛をマークし、史上10度目のプロ野球タイ記録を達成。巨人では1リーグ時代の1939年10月8日セネタース戦以来86年ぶり2度目の記録。
6月3日、終身名誉監督であった長嶋茂雄が都内の病院で89歳で死去。

## チーム成績、記録
- チームに関する記録に関してのみ記載する、所属選手・監督の個人記録に関しては各個人のページ参照。

### 試合、勝敗、勝率に関する記録
- 優勝 48回 ※日本プロ野球記録

1950年以降の順位の変遷。赤い丸は日本シリーズ優勝を示す

  - 1リーグ時代 9回（1936年秋 - 1937年春、1938年秋 - 1943年、1949年）
  - 2リーグ制後 39回（1951年 - 1953年、1955年 - 1959年、1961年、1963年、1965年 - 1973年、1976年 - 1977年、1981年、1983年、1987年、1989年 - 1990年、1994年、1996年、2000年、2002年、2007年 - 2009年、2012年 - 2014年、2019年 - 2020年、2024年）
- 日本一 22回  ※日本プロ野球記録

1951 1952 1953 1955 1961 1963 1965 1966 1967 1968 1969 1970 1971 1972 1973 1981 1989 1994 2000 2002 2009 2012
- セ・パ交流戦優勝 2回

（2012年、2014年）
- クライマックスシリーズ優勝 5回

（2008年、2009年、2012年、2013年、2019年）
- アジアシリーズ優勝 1回

（2012年）
- 日韓クラブチャンピオンシップ[注釈 41]優勝 1回

（2009年）
- 連続優勝最長記録・連続レギュラーシーズン最高勝率最長記録 9年 ※日本プロ野球記録

（1965年 - 1973年）
- Aクラス 79回
  - 1リーグ時代 14回（1936年秋 - 1946年、1948年 - 1949年）
  - 2リーグ制後 65回（1950年 - 1961年、1963年 - 1974年、1976年 - 1978年、1980年 - 1990年、1992年 - 1996年、1998年 - 2004年、2007年 - 2016年、2018年 - 2021年、2024年）
- Bクラス 11回
  - 1リーグ時代 1回（1947年）
  - 2リーグ制後 10回（1962年、1975年、1979年、1991年、1997年、2005年 - 2006年、2017年、2022年 - 2023年）
- 最下位 1回

（1975年）
- 連続Aクラス入り最長記録 14年（1948年 - 1961年）
- 連続Bクラス最長記録 2年（2005年 - 2006年、2022年 - 2023年）
- シーズン最多勝利 92勝（1955年）
- シーズン最多連勝 15連勝（1951年7月16日 - 8月3日）※1引き分けを挟む
- シーズン最多敗戦 80敗（2005年）
- シーズン最多連敗 13連敗（2017年5月25日 - 6月8日）
- シーズン最多引分 20分（2021年）[注釈 42]
- シーズン最高勝率 .769（1938年秋）（2リーグ制以降.731 1951年）
- シーズン最低勝率 .382（1975年）
- 通算試合 11307試合（日本プロ野球記録、2リーグ制以降10086試合）
- 通算勝利 6343勝（日本プロ野球記録、2リーグ制以降5560勝）
- 通算敗戦 4599敗（2リーグ制以降4189敗）
- 通算引分 365引き分け（2リーグ制以降337引き分け）
- 通算勝率 .580（日本プロ野球記録・2リーグ制以降.570）
- 最小ゲーム差 0.0ゲーム（1974年、1986年）
- 最大ゲーム差 27.0ゲーム（1975年）
- 最長試合時間 6時間21分（2015年8月21日対広島東洋カープ）
- 最短試合時間 1時間14分（1951年3月31日対大阪タイガース）

### チーム打撃記録
- 通算本塁打 12019本（日本プロ野球記録、2リーグ制以降11642本）

シーズン記録
- シーズン最多得点 738得点（2004年）
- シーズン最多安打 1375本（2009年）
- シーズン最多二塁打 221本（1953年）
- シーズン最多三塁打 57本（1946年）
- シーズン最多本塁打 259本（2004年、日本プロ野球記録）
- シーズン最多塁打 2340本（2004年、日本プロ野球記録）
- シーズン最少本塁打 1本（1936年秋）
- シーズン最多打点 719打点（2004年）
- シーズン最多盗塁 212盗塁（1950年）
- シーズン最多犠打 144犠打（1990年）
- シーズン最多犠飛 43犠飛（1978年）
- シーズン最多四死球 591個（1950年、日本プロ野球記録）
- シーズン最多三振 1083三振（2004年）
- シーズン最高打率 .292（1952年）
- シーズン最低打率 .208（1943年）（2リーグ制以降.227 1961年）
- シーズン最多併殺 129（2017年）

1試合記録
- ゲーム最多得点 26得点（1946年8月31日対中部日本軍、1948年10月16日対大陽ロビンス）
- ゲーム最多安打 27本（1948年10月16日対大陽ロビンス）
- ゲーム最多二塁打 11本（1948年10月16日対大陽ロビンス、日本プロ野球記録）
- ゲーム最多三塁打 4本（1947年8月16日対阪急ブレーブス、1957年8月27日対大洋ホエールズ）
- ゲーム最多本塁打 8本（1984年7月4日対ヤクルトスワローズ、1984年9月4日対中日ドラゴンズ、1985年6月28日対阪神タイガース）
- ゲーム最多塁打 59本（1948年10月16日対大陽ロビンス）
- ゲーム最多打点 25打点（1948年10月16日対大陽ロビンス）
- ゲーム最多盗塁 5盗塁（1943年4月11日対西鉄軍、1951年9月12日対国鉄スワローズ）
- ゲーム最多犠打 4犠打（1952年2度、1966年1度、1987年1度）
- ゲーム最多犠飛 4犠飛（1939年10月8日・日本プロ野球記録）
- ゲーム最多四死球 16個（1946年8月31日対中部日本軍）
- ゲーム最多三振 17三振（2004年8月1日対阪神タイガース）

1イニング記録
- イニング最多得点 13得点（1972年6月23日対ヤクルトアトムズ6回）
- イニング最多安打 12本（2024年6月4日対ロッテ3回・セ・リーグ記録タイ）
- イニング最多二塁打 6本（1948年10月16日対大陽ロビンス5回・日本プロ野球記録）
- イニング最多三塁打 4本（1947年8月16日対阪急ブレーブス3回・日本プロ野球記録）
- イニング最多本塁打 4本（1985年9月9日対横浜大洋ホエールズ4回、1987年5月12日対阪神タイガース7回、1999年7月31日対広島東洋カープ1回、2000年6月21日対中日ドラゴンズ7回）
- イニング最多塁打 18本（1948年10月16日対大陽ロビンス5回）
- イニング最多打点 13打点（1972年6月23日対ヤクルトアトムズ6回）
- イニング最多盗塁 5盗塁（1937年5月16日対名古屋金鯱軍1回）
- イニング最多犠打 3犠打（多数）
- イニング最多犠飛 2犠飛（多数）
- イニング最多四死球 8個（1959年10月20日対中日ドラゴンズ5回）
- イニング最多三振 4三振（2004年8月1日対阪神タイガース2回）

連続記録
- 最多連続得点 10得点（2003年4月27日対横浜ベイスターズ8回）
- 最多連続試合得点 174試合（1980年8月4日 - 1981年9月20日）
- 最多連続イニング無得点 31イニング（1985年6月5日対阪神タイガース4回 - 6月8日対中日ドラゴンズ7回）
- 最多連続打席安打 9打席（1996年7月9日対広島東洋カープ2回、2024年6月4日対ロッテ3回・日本記録）
- 最多連続打数安打 9打数（1954年9月29日対広島カープ1回、1四球を挟む）
- 最多連続イニング安打 21イニング（1985年7月10日対中日ドラゴンズ6回 - 7月16日対横浜大洋ホエールズ1回、日本記録）
- 最多連続試合本塁打 33試合（2004年4月2日 - 5月12日、開幕からの連続記録）
- 最多連続イニング本塁打 6イニング（1967年10月10日対広島カープ2回 - 7回）
- 最多連続本塁打 3人（通算5度）
- 最多連続打数本塁打 4人（1四球を挟む）
- 最多連続四死球 5人（1963年5月3日対国鉄スワローズ2回、1964年4月7日対国鉄スワローズ9回）
- 最多連続試合安打 30試合 （1976年）
- 最多連続試合盗塁 16試合（1951年7月29日 - 8月9日）

### チーム投手記録
シーズン
- シーズン最多被安打 1427本（2005年）
- シーズン最多被本塁打 193本（2004年）
- シーズン最多与四死球 529個（1978年）
- シーズン最多奪三振 1123個（2003年）
- シーズン最多失点 737点（2005年）
- シーズン最高防御率 1.38（1943年）
- シーズン最少ホールド 57（2017年）

1試合記録
- ゲーム最多被安打 25本（1994年9月10日対広島東洋カープ）
- ゲーム最多被本塁打 8本（1949年4月26日対大映スターズ）
- ゲーム最多与四死球 16個（1985年7月30日対広島東洋カープ）
- ゲーム最多奪三振 16個（1967年6月7日対大洋ホエールズ、1994年8月13日対阪神タイガース）
- ゲーム最多失点 19点（1994年9月10日対広島東洋カープ、2003年6月11日対ヤクルトスワローズ、2003年9月16日対中日ドラゴンズ）

1イニング記録
- イニング最多被安打 10本（1994,1997,1998,2003に4度）
- イニング最多被本塁打 3本（多数）
- イニング最多与四死球 10個（1978年7月6日対広島東洋カープ）
- イニング最多奪三振 4個（1997年7月4日対阪神タイガース3回、2005年4月6日対横浜ベイスターズ6回）
- イニング最多失点 12点（2003年9月16日対中日ドラゴンズ6回）

最多連続記録
- 最多連続試合完封勝利 4試合（9度、日本記録）
- 最多連続イニング無失点 50イニング（1966年6月15日 - 6月22日）
- 最多連続試合被本塁打 18試合（2001年8月11日 - 9月2日）

## 完全試合、ノーヒットノーラン達成投手
巨人ではこれまでに球団史上2人の投手が完全試合を、球団史上13人の投手が延べ16回（ポストシーズンも含める）ノーヒットノーランを達成している。また、継投によるノーヒットノーランを1回達成している。
| 達成日        | 投手名   | スコア | 対戦相手         | 球場       |
| ------------- | -------- | ------ | ---------------- | ---------- |
| 1950年6月28日 | 藤本英雄 | 4-0    | 西日本パイレーツ | 青森市営   |
| 1994年5月18日 | 槙原寛己 | 6-0    | 広島東洋カープ   | 福岡ドーム |

| 達成日         | 投手名     | スコア | 対戦相手                                      | 球場       |
| -------------- | ---------- | ------ | --------------------------------------------- | ---------- |
| 1936年9月25日  | 沢村栄治   | 1-0    | 大阪タイガース                                | 甲子園     |
| 1937年5月1日   | 沢村栄治   | 4-0    | 大阪タイガース                                | 洲崎       |
| 1937年7月3日   | スタルヒン | 4-0    | イーグルス                                    | 洲崎       |
| 1939年11月3日  | 中尾輝三   | 1-0    | 東京セネタース                                | 後楽園     |
| 1940年7月6日   | 沢村栄治   | 4-0    | 名古屋金鯱軍                                  | 西宮       |
| 1941年7月16日  | 中尾輝三   | 3-0    | 名古屋軍                                      | 後楽園     |
| 1943年5月22日  | 藤本英雄   | 3-0    | 名古屋軍                                      | 後楽園     |
| 1952年7月26日  | 大友工     | 17-00  | 松竹ロビンス                                  | 大阪       |
| 1967年10月10日 | 堀内恒夫   | 11-00  | 広島カープ                                    | 後楽園     |
| 1968年5月16日  | 城之内邦雄 | 16-00  | 大洋ホエールズ                                | 後楽園     |
| 1970年5月18日  | 渡辺秀武   | 2-0    | 広島東洋カープ                                | 後楽園     |
| 1976年4月18日  | 加藤初     | 5-0    | 広島東洋カープ                                | 広島       |
| 2012年5月30日  | 杉内俊哉   | 2-0    | 東北楽天ゴールデンイーグルス （セ・パ交流戦） | 東京ドーム |
| 2018年7月27日  | 山口俊     | 5-0    | 中日ドラゴンズ                                | 東京ドーム |
| 2024年5月24日  | 戸郷翔征   | 1-0    | 阪神タイガース                                | 甲子園     |

| 達成日         | 投手名   | スコア | 対戦相手                                          | 球場 |
| -------------- | -------- | ------ | ------------------------------------------------- | ---- |
| 2018年10月14日 | 菅野智之 | 4-0    | 東京ヤクルトスワローズ （クライマックスシリーズ） | 神宮 |

| 年月日        | 投手名                   | スコア | 対戦相手                                  | 球場       | 備考                               |
| ------------- | ------------------------ | ------ | ----------------------------------------- | ---------- | ---------------------------------- |
| 1971年9月6日  | 菅原勝矢                 | 4-0    | ヤクルトアトムズ                          | 神宮       | 7回表1死降雨コールドゲームのため。 |
| 2017年6月14日 | 山口俊 マシソン カミネロ | 3-0    | 福岡ソフトバンクホークス （セ・パ交流戦） | 東京ドーム | 継投によるノーヒットノーラン。     |

### 史上初のノーヒッター
ノーヒットノーランの日本プロ野球第1号達成者は東京巨人軍から誕生した。巨人の当時の豪腕投手だった沢村栄治が1936年9月25日に甲子園で開いた秋季大阪1次リーグ戦・大阪タイガースとの対戦で達成した。

### 史上最多タイのノーヒッター
史上初のノーヒットノーランを達成した沢村は翌1937年5月1日に洲崎で開かれた春季戦・大阪タイガース戦で2回目、更に1940年7月6日に西宮で開かれた名古屋軍戦で3回目のノーヒットノーランを達成。これは戦後達成した外木場義郎（広島カープ→広島東洋カープ）と並ぶ日本プロ野球最多タイ記録である。

### 外国人史上初のノーヒッター
1937年7月3日のイーグルス（洲崎）との試合でヴィクトル・スタルヒンが外国人史上初のノーヒットノーランを達成している。

### ポストシーズン史上初のノーヒッター
2018年10月14日、東京ヤクルトスワローズとのクライマックスシリーズファーストステージ第二戦（神宮）で菅野智之がノーヒットノーランを達成。これがクライマックスシリーズおよび日本シリーズを含むポストシーズン史上初の記録である。

### 史上初の完全試合
1936年の日本プロ野球発足時から存続している4球団の一つである巨人で完全試合を達成したのは2人だけである。日本プロ野球初の完全試合を決めたのは、藤本英雄。1950年6月28日、青森市営野球場で開催された西日本パイレーツとの一戦で自身2回目（戦前かつ1リーグ時代の1943年にも名古屋軍戦で達成）のノーヒットノーランを完全試合で飾った。日本プロ野球初の偉業でありながら、北海道遠征の帰路だったため試合を取材した記者が4人、カメラマンは1人もいなかったこともあって報道の扱いは小さく、また新聞も製紙事情からページを割くことができず、写真も掲載されなかった。

### 球団およびセ・リーグ最後の完全試合
2022年シーズン中時点でセ・リーグ最後の完全試合を達成したのが槙原寛己である。1994年5月18日福岡ドームでの広島東洋カープ戦において史上15人目、1978年の今井雄太郎（阪急ブレーブス）以来、平成時代唯一の完全試合を達成した（槙原寛己の完全試合）。この試合は球団創立から7000試合目の公式戦であった。また、上記のように球団で12人（ポストシーズンも含めると13人）のノーヒッターが誕生しているが、完全試合を達成しているのは藤本と槙原だけで、藤本の快挙から、44年振り、達成時の背番号は共に「17」だった。

## 沢村栄治賞受賞者
1947年に巨人の初代エースである沢村栄治の功績が称えられ、先発投手が獲得できる最高峰の表彰である沢村栄治賞が制定された。巨人では歴代で14人が受賞（沢村が兵役で負傷後、ヴィクトル・スタルヒンが巨人のエースになっているが、この時、沢村賞は制定されていなかった）。歴代の巨人投手の受賞者で生え抜き投手では無いのは別所毅彦のみである。また、1980年と1981年に江川卓が沢村賞クラスの成績を残したが、当時は記者投票だった為、沢村賞を受賞出来なかった。巨人の歴代投手で複数回受賞しているのは堀内恒夫、高橋一三、斎藤雅樹、上原浩治、菅野智之の5人（他球団でも受賞している別所毅彦、小林繁も含めると7人）いる。中でも斎藤が史上4人目の3回受賞し、プロ野球最多タイ記録となっている。
- 中尾碩志 ：1回（1948年）
- 藤本英雄 ：1回（1949年）
- 大友工 ：1回（1953年）
- 別所毅彦 ：1回（1955年） ※1947年の南海時代も含めると2回。
- 堀本律雄 ：1回（1960年）
- 伊藤芳明 ：1回（1963年）
- 堀内恒夫 ：2回（1966年、1972年）
- 高橋一三 ：2回（1969年、1973年）
- 小林繁 ：1回（1977年） ※1979年の阪神時代も含めると2回。
- 西本聖 ：1回（1981年）
- 桑田真澄 ：1回（1987年）
- 斎藤雅樹 ：3回（1989年、1995年、1996年） ※最多タイ記録
- 上原浩治 ：2回（1999年、2002年）
- 菅野智之 ：2回（2017年、2018年）

## 三冠王（投手・打者）

### 投手三冠王
巨人での投手三冠王の達成者は7人。沢村栄治が日本プロ野球投手史上初の投手三冠王達成者である。また、ヴィクトル・スタルヒンが外国人投手として史上初の投手三冠王を達成している。
- 沢村栄治 ：1回（1937年春）
- ヴィクトル・スタルヒン ：1回（1938年秋）
- 藤本英雄 ：1回（1943年）
- 中尾碩志 ：1回（1955年）
- 江川卓：1回（1981年）
- 上原浩治 ：1回（1999年）
- 菅野智之 ：1回（2018年）

### 打者三冠王
巨人での三冠王の達成者は2人。中島治康は日本プロ野球打者史上初の三冠王達成者である。王貞治が外国人打者史上初の三冠王を達成している。また、王が日本プロ野球打者史上初および外国人打者史上初の三冠王を複数回達成している。
- 中島治康 ：1回（1938年秋）
- 王貞治 ：2回（1973年、1974年）

## 最優秀選手受賞者（複数回）

### 投手の複数回受賞者
巨人の投手で最優秀選手を複数回受賞しているのは4人。菅野智之が日本プロ野球投手史上3人目およびセ・リーグ投手史上初の3回受賞し、日本プロ野球投手最多タイ記録となっている。ヴィクトル・スタルヒンが外国人投手最多記録となる2回受賞を達成している。また、スタルヒンは日本プロ野球投手史上初の最優秀選手受賞者および外国人選手史上初の複数回受賞者でもある。歴代の巨人投手の複数回受賞者で生え抜き投手では無いのは別所毅彦のみである。
- ヴィクトル・スタルヒン ：2回（1939年、1940年）
- 別所毅彦：2回（1952年、1956年）
- 藤田元司：2回（1958年、1959年）
- 菅野智之：3回（2014年、2020年、2024年）※投手最多タイ記録

### 打者の複数回受賞者
巨人の打者で最優秀選手を複数回受賞しているのは5人。王貞治が日本プロ野球打者最多記録となる9回受賞を達成している。王の9回受賞は外国人打者最多記録でもある。長嶋茂雄が日本人打者最多タイ記録となる5回受賞を達成している。また、王が外国人打者史上初、アレックス・ラミレスが外国人打者史上2人目の複数回受賞者でもある。歴代の巨人打者の複数回受賞者で生え抜き打者では無いのはラミレスのみである。他球団での受賞も含めると小笠原道大がファイターズ時代に1回、巨人時代に1回で複数回受賞を達成している（打者としては唯一の両リーグでの受賞達成者でもある）。
- 川上哲治：3回（1941年、1951年、1955年）
- 長嶋茂雄：5回（1961年、1963年、1966年、1968年、1971年）
- 王貞治：9回（1964年、1965年、1967年、1969年 1970年、1973年、1974年、1976年、1977年）※最多記録
- 松井秀喜：3回（1996年、2000年、2002年）
- アレックス・ラミレス：2回（2008年、2009年）

## 歴代監督
※太字はリーグ優勝、◎は日本一
|                  | 代 | 背番号 | 氏名               | 就任     | 退任       |
| ---------------- | -- | ------ | ------------------ | -------- | ---------- |
| 東京巨人軍       | 1  |        | 三宅大輔           | 1934年   | 1935年     |
| 東京巨人軍       | 2  | 30     | 浅沼誉夫           | 1935年   | 1936年     |
| 東京巨人軍       | 3  | 22、30 | 藤本定義           | 1936年   | 1942年     |
| 東京巨人軍       | 4  | 30     | 中島治康           | 1943年   | 1943年     |
| 東京巨人軍       | 5  | 30     | 藤本英雄           | 1944年   | 1946年     |
| 読売ジャイアンツ | 6  | 30     | 中島治康（第2次）  | 1946年   | 1947年     |
| 読売ジャイアンツ | 7  | 31     | 三原修             | 1947年   | 1949年     |
| 読売ジャイアンツ | 8  | 30     | 水原茂◎            | 1950年   | 1960年     |
| 読売ジャイアンツ | 9  | 16、77 | 川上哲治◎          | 1961年   | 1974年     |
| 読売ジャイアンツ | 10 | 90     | 長嶋茂雄           | 1975年   | 1980年     |
| 読売ジャイアンツ | 11 | 73     | 藤田元司◎          | 1981年   | 1983年     |
| 読売ジャイアンツ | 12 | 1      | 王貞治             | 1984年   | 1988年     |
| 読売ジャイアンツ | 13 | 73     | 藤田元司（第2次）◎ | 1989年   | 1992年     |
| 読売ジャイアンツ | 14 | 33     | 長嶋茂雄（第2次）◎ | 1993年   | （1999年） |
| 読売ジャイアンツ | 14 | 3      | 長嶋茂雄（第2次）◎ | (2000年) | 2001年     |
| 読売ジャイアンツ | 15 | 83     | 原辰徳◎            | 2002年   | 2003年     |
| 読売ジャイアンツ | 16 | 88     | 堀内恒夫           | 2004年   | 2005年     |
| 読売ジャイアンツ | 17 | 88     | 原辰徳（第2次）◎   | 2006年   | 2015年     |
| 読売ジャイアンツ | 18 | 24     | 高橋由伸           | 2016年   | 2018年     |
| 読売ジャイアンツ | 19 | 83     | 原辰徳（第3次）    | 2019年   | 2023年     |
| 読売ジャイアンツ | 20 | 83     | 阿部慎之助         | 2024年   |            |

1. ↑  1954年にコーチ、1955年に技術顧問。
2. ↑  応召で退任。
3. ↑  選手兼任。中島就任後は選手専任に復帰、1956年・1957年にコーチ・二軍監督。
4. ↑  選手兼任。
5. ↑  1949年4月15日から7月23日は中島治康が代行。
6. ↑  1950年は選手兼任。1960年10月は川上哲治が代行。
7. ↑  1981年7月1日は王貞治が代行。
8. ↑  この年FAで移籍した江藤が背番号33をつけるため、自らの永久欠番の3をつけた。
9. ↑  2014年5月5日、2015年4月15日 - 19日は川相昌弘が代行。

## 終身名誉監督
- 長嶋茂雄
現在、プロ野球界で名誉監督（長嶋茂雄は終身名誉監督）の名誉称号を贈られたのは全球団で長嶋茂雄と野村克也（元東北楽天ゴールデンイーグルス名誉監督）のみである[注釈 43]。

## 永久欠番
- 1：王貞治（1989年 - ）
本塁打世界新記録（868本）の功績を称えて決定。巨人では選手、助監督そして監督と通算30年使用していた。
- 3：長嶋茂雄（1974年 - ）
第二次監督時代の2000年から2年間復活した。
- 4：黒沢俊夫（1947年 - ）
現役中に腸チフスで死去。後述の沢村と共に日本プロ野球初の永久欠番となった。
- 14：沢村栄治（1947年 - ）
太平洋戦争で戦死。戦後今泉勝義と坂本茂がつけていたが、上記黒沢と同時に永久欠番となった。なお2014年3月10日、沢村の故郷である三重県伊勢市の伊勢市倉田山公園野球場で65年ぶりに行われた阪神とのオープン戦において、原辰徳監督はじめ全選手が永久欠番「14」をつけ、阪神はOBで沢村と同郷の西村幸生投手の背番号「19」を全選手がつけて試合が行われた。
- 16：川上哲治（1965年 - ）
引退後も着用していたが、1965年1月の野球殿堂入り決定後に永久欠番になった。当時監督だった川上はこの年から背番号を「77」に変更。
- 34：金田正一（1970年 - ）
球界初の通算400勝の功績を称え制定。

なお、2006年シーズン開幕よりこれら永久欠番の選手のユニフォームをかたどった（背番号のみで選手名ローマ字表記は無し）像を東京ドームの外野スタンド後方部の支柱部に設置。除幕式が同年開幕戦に行われ、本人や遺族等が招かれた。

## 歴代本拠地
- 1937年 - 1987年 - 後楽園球場

1937年の後楽園球場の開場より実質的な本拠地として使われているが、フランチャイズ制導入による本拠地としての指定は2リーグ分裂後の1952年である。
- 1988年 - 現在 - 東京ドーム（都市対抗野球が行われる際には別の球場で主催試合を行う）

二軍の本拠地
- 巨人軍多摩川グラウンド（1955年 - 1985年）

多摩川緑地広場内（東京都大田区田園調布）
- 読売ジャイアンツ球場（1986年 - 2024年、2025年以降も併用）

よみうりランド内（神奈川県川崎市多摩区）
- TOKYO GIANTS TOWN（2025年 - 現在、本拠地変更後も旧球場と併用）

(東京都稲城市)

## 主なキャンプ地

### 現在
- 宮崎県総合運動公園
  - 宮崎県総合運動公園硬式野球場（ひなたサンマリンスタジアム宮崎） - メイングラウンド
  - 宮崎県総合運動公園第二硬式野球場（ひむかスタジアム） - サブグラウンド
  - 木の花ドーム - 室内グラウンド
- 那覇市営奥武山野球場（沖縄セルラースタジアム那覇）[120][121] - 2011年 -
- 読売ジャイアンツ球場
- 都城市高城運動公園 - 2023年 -（春季、三軍および故障班）[122][123]

### 過去
- 松山高等学校 (旧制)グラウンド - 1946年
- 別府市営球場 - 1946年 - 1947年
- 明石公園野球場 - 戦前 - 1959年まで
- 宮崎県営野球場 - 1960年 - 1974年
- 高松市立中央球場 - 1951年、1956年、1958年
- 伊東スタジアム - 1953年、1961年
- アメリカ合衆国・カリフォルニア州サンタマリア - 1953年
- アメリカ合衆国・フロリダ州ベロビーチ - 1961年、1967年、1971年、1975年、1981年
- 中華民国（台湾）台中野球場 - 1968年
- アメリカ合衆国・グアム島パセオ球場 - 1982年 - 1999年
- アメリカ合衆国・グアム島マネンガンヒルズ野球場 - 2004年

ほか（1950年以降の出典）
二軍
- 清武町総合運動公園野球場 - 二軍のみ

## 試合開催

### 主催ゲーム

#### 本拠地でのデーゲーム開催
後楽園球場時代は夏場を除き日曜日や大型連休中にはデーゲームが開催されていたが、東京ドームが開業した1988年以降は、初期に開幕シリーズや大型連休中などで部分的に開催したことはあるものの、地上波でのテレビ中継による多額の放映権料収入が見込めるためデーゲームで開催されることは無くなり、地方開催も含めてほぼ全ての主催試合がナイトゲームとなった。デーゲームはナイター設備がない札幌円山球場・旭川スタルヒン球場での北海道シリーズ（現在は札幌ドーム）と、優勝チーム決定後の消化試合で組まれる程度となっていた。
その後は、視聴率の低下で地上波によるテレビ中継が減少したことでナイター開催のメリットが減少したことや、観客の来やすさを配慮して、週末と休日には再びデーゲームでの開催が増加しており、現状では概ね年間20試合程度がデーゲーム開催となっている。なお、東京ドームは屋内球場であるため、夏場でもデーゲームが組まれている。
試合開始時刻は原則として14:00であるが、2022年4月3日はプロ野球公式戦終了後に全国高等学校女子硬式野球選抜大会決勝戦を行うため、当日の対阪神戦は13:00開始であった。2023年女子センバツ決勝日も開始時刻は同様である。（センバツ開始時刻は18時を予定として行うが、巨人戦の試合終了時間によって決勝開始が遅れる想定がされている。）

##### 長期ロード
都市対抗野球大会が東京ドームで開催されるため、開催期間中とその前後の2週間は、基本的に長期ロードが毎年組まれている。この間、巨人は主催試合を地方球場で行う。特に、同大会が8月下旬から9月初旬の開催（2002年 - 2010年）であった時には必ず1カードは巨人主催による地方遠征が行われた。例として2007年は、札幌ドームでの主催試合を含め、11試合を東京ドーム以外で行った（8月24日 - 9月6日）。
都市対抗が7月下旬から8月初旬の開催であった頃も長期遠征があったが、この時はオールスターを間に挟んだり、また自宅から球場へ通うことができる関東圏の他のビジターでの試合も行われることも頻繁にあったため、主催試合はなかった。

#### 地方球場開催
かつては地方都市の球場での開催も積極的に行い、特に北海道シリーズ（円山、旭川、札幌ドームでの2 - 3連戦）、九州シリーズ（平和台、北九州、福岡ドーム、熊本など）、隔年で北陸シリーズ（金沢、富山県営、富山市民（アルペンスタジアム）、福井などでの2 - 3連戦。富山が正力松太郎の出身地であることから継続して開催されてきた）、東北シリーズ（盛岡、仙台、郡山などでの2 - 3連戦）を率先的に実施してきた。また秋田、青森市営なども開催していた。
東京ドームが開場してからは、同球場での試合（かつ21世紀初頭頃まではほぼナイトゲーム）を中心に編成したため、東北シリーズ・北陸シリーズは廃止となり、さらに北海道や九州のシリーズも会場を1カ所（福岡ドーム・札幌ドームでナイターのみ）に絞る形にして試合数を減らしていた（2004年度には九州シリーズの1試合に、ジャイアンツのキャンプ地である宮崎での開催がある）。
ただ、地方開催をほぼ廃止したことが災いし、ファン離れが深刻になったことから、2005年以降は東北シリーズ・北陸シリーズを復活させるなど、再び地方都市での開催を増やしている。ただし、このうち札幌と福岡に関しては、2005年以後はセ・パ交流戦が組まれ、パ・リーグ側の球団が主催する試合で（ビジターとしてではあるが）遠征することが恒例になったため、巨人主催によるこれらの地域での試合は2010年以後開催されていない。ただし、球団側は廃止ではなく『休止』扱いとしている。また、東北シリーズのうち仙台での試合においても、こちらもフランチャイズとする球団が現れたこともあり、同じように交流戦で対処できるために、2008年以降は開催されていない。
現状では、毎年京セラドーム大阪で1カード（基本2試合）が組まれているほか、毎年ないし隔年で東北シリーズ（宮城球場以外）と北陸シリーズ、九州シリーズ（福岡ドーム以外）が、またそれ以外にも近畿（甲子園以外）・東海（ナゴヤドーム以外）・中国（広島以外）・四国のいずれかで1試合（京セラドーム大阪とのセット）が組まれており、これらで年間8 - 9試合（2016年は7試合）が地方開催として行われている。地方開催の試合数はセ・リーグでは阪神が最も多い（9 - 10試合）が、阪神はそのほぼ全てが大阪ドームのため、開催球場ベースでは巨人が最も多い。

##### 大阪ドームでの主催ゲーム
関東以東の球団が近畿圏各地でホームゲームを行う機会は1952年にフランチャイズ制度が確立してからはまれで、確立当初、球場難等を理由に西京極、大阪などでいくつかのチームが試合をした程度であった。特に1955年の大映スターズは西京極で15試合を開催し、事実上準本拠としていた（親会社の大映が京都太秦に撮影所を持っていたことも関係している）。
巨人もフランチャイズ確立前は近畿圏の球場でもホーム扱い（後攻）となる試合がまれにあったが、それが確立されてからは近畿圏でのホームゲームを行う機会は西京極球場でのオープン戦（主に対阪神戦）を除き、ほとんどなかった。しかし、1997年に大阪ドームが竣工し、同年には読売新聞大阪本社の創刊45周年も重なったため、ヤクルトを帯同した公式戦2試合を同球場で開いた。その後大阪ドーム（京セラドーム大阪）ではほぼ毎年開催するようになった。2002年以後は東京ドームで開く都市対抗野球大会の開催時期が8月下旬から9月初めに移動したためによる処置であった。2012年以後は都市対抗開催期間における長期ロード中の7月に組まれている。なお、2006年 - 2007年・2010年及び2013年は4月、2021年及び2024年は9月、2022年 - 2023年は8月末に組まれている。また、2007年と2013年に関しては、同一リーグである阪神がフランチャイズとする兵庫県下（神戸）でも組まれた。2020年は公式戦ではCOVID-19流行拡大の影響により中止となったが、日本シリーズ期間中に東京ドームで都市対抗野球大会が行われるため、大阪ドームでの開催となった。
なお、対阪神戦は公式戦に限れば大阪・神戸では巨人・阪神のいずれの主催でも開催実績がない（オープン戦では阪神主催で神戸での開催実績がある）。

#### ナイターの6時半開始
巨人軍のナイター開催は長年午後6時に設定されてきたが、2012年7月25日に行われたDeNA戦で試行的に7時開始で行った。これは、この前日まで第83回都市対抗野球大会が開催され、その会場の応援ステージの撤去などの諸作業を行うのと、ファンから「会社帰りでも試合開始から試合が見たい」との意見があったことから、この1試合限定で行った。
2013年についても、7月から8月の5試合で「630ナイター」と銘打って、6時30分からの試合開始に設定した。これも前日の7月23日まで第84回都市対抗野球大会が行われたための撤収作業と、ファンからの要望によるもの。特に期間中の2試合で生ビールを800円から400円に半額とするサービスも行われる。
2014年も、7月の5試合で「630ナイター」として継続し、6時30分からの試合開始に設定。これも、第85回都市対抗野球大会の開催準備とファンからの要望に応えたもの。
ただし、過去にもナイター黎明期のころは午後7時開始が多く存在した。

### 他球団との共同企画

#### セ・リーグ首都圏3球団合同企画
2012年から、読売ジャイアンツ・東京ヤクルトスワローズ・横浜DeNAベイスターズとの3球団合同で「GSDBプロジェクト」を立ち上げファンクラブ会員に限りヤクルト・DeNA主催の巨人戦で来場ポイント付与の他会員限定イベントの実施や該当試合の前売りチケット優先販売や球場DJ・チアチーム・マスコットキャラクターの相互訪問を行っている。

#### 伝統の一戦 〜THE CLASSIC SERIES〜
読売ジャイアンツと阪神タイガースの共同プロジェクト。
80年以上の歴史を持つ日本プロ野球の創世期より、読売ジャイアンツと阪神タイガースの両球団は、球史に残る幾多の名勝負を繰り広げており「永遠のライバル」、また、両者の対決を「伝統の一戦」と呼ばれていた。これに因み、2016年、巨人・高橋由伸、阪神・金本知憲の両新監督を迎え、新体制となったことを契機に、あらためて両球団の戦いを盛り立て、多くのファンに、より一層の夢・感動を与えられるよう、両球団が共通ビジュアル、シリーズロゴの旗のもとに共同で様々な取り組みを実施するという企画。なお、両球団が共同企画を行うのはこれが最初である。

## 試合など競技に関する出来事

### 日本シリーズ終了後に公式戦
1955年の公式戦は大洋との3試合で天候不順の中止による順延が続いたため、日本シリーズの対南海戦の開幕までに全て消化し切れなかった。そのため、日本シリーズ、更にその後にも日米野球・ニューヨーク・ヤンキースを招待した親善試合が組まれていたこともあって、それらの大会が終了した11月下旬にようやく残った大洋戦3試合を消化。最終戦の開催は11月23日となった。
なお巨人は以下のシーズンに未消化試合を残したままペナントレースを終了している。
- 1937年秋季は10月27日の東京セネタース戦がきっかけとなる。
1-2とリードされた9回裏1死1・3塁の巨人の攻撃で、水原茂の打球は投手ゴロ。投手→二塁手→一塁手と転送されるも、一塁がセーフとなる。この時にセネタースの二塁手・苅田久徳が「一塁走者の平山菊二が送球を妨害した」と抗議。これが認められ一塁もアウトとなり、試合が終了した。ジャイアンツはこの判定を不服として日本野球連盟に提訴（プロ野球初の提訴試合）。11月30日の連盟理事会でこの試合を無効として再試合を行うことを決定したが、すでに大阪タイガースの年度優勝が決まっており、仮にこの試合が行われたとしてもシーズンの順位に影響が及ばないことから、12月9日に中止が決定された。
- 1949年：日米野球に伴う公式戦一時中断に加え、2リーグ分立のあおりを受けて11月26日に日本野球連盟が解散したため、11月29日にペナントレースを打ち切った。このため6試合（阪急戦・大映戦・阪神戦各1試合、大陽戦3試合）を未消化のまま終了した。
- 1951年：120試合の予定だったが、日米野球の日程が迫っていたので10月9日をもって打ち切りとなり、6試合（国鉄戦2試合、広島戦4試合）を消化しないままで公式戦を終了。この時は9月23日に「打ち切り」が決定したことを受けてリーグ優勝が確定した。
- 1953年：国鉄との5試合の対戦が未消化だったが、これも日本シリーズ、さらには日米野球がこの年は2チーム（エド・ロパット・全米オールスターチームとニューヨーク・ジャイアンツ）が招待されており、残り試合の日程調整が付かなかったため、その5試合の開催を打ち切った。この年のジャイアンツは海外キャンプを行っていて、帰国が4月4日となり、3月28日のセ・リーグ開幕に間に合わなかったことも大きい。
- 2004年：オリックス・ブルーウェーブと大阪近鉄バファローズの合併に端を発した一連の球界再編問題で2日間（中日戦2試合(ナゴヤドーム)）がストライキの対象となった。この2試合の代替日が設定されなかったため、138試合でリーグ戦を終えている。

### 史上初の2日またぎの試合
1961年9月7日の対国鉄戦（後楽園）で、史上初めての2日間またぎの試合が行われた。事の発端は延長11回表の国鉄の攻撃。3塁ゴロを捕球した長嶋茂雄がベースを踏んでアウトにしたはずが、2塁走者・土屋正孝の脚が早かった。ところが、アウトと思っていた土屋は三塁コーチスボックスに入っていた砂押邦信監督に促されてホームに向かって走った。これを見た長嶋が土屋を追いかけ三本間で交錯、そこへ長嶋からの送球を受けた捕手藤尾茂が土屋にタッチした。島秀之助球審は一旦はアウトと宣告したものの国鉄側が長嶋の走塁妨害を主張、審判団協議の結果判定が覆ってホームインが認められることになったため、今度はジャイアンツ側が土屋はラインアウトだったと主張するなど両チームが論争になった。更に興奮したファンがスタンドに火を付けたり物をグラウンドに投げ込んだりするなどの行為を行い、2人のファンが公務執行妨害の現行犯で逮捕された。2時間近くの中断の末、土屋のホームインが認められ試合が再開されたのは23時53分で、結果的に試合終了は翌9月8日の0時11分となり史上初の2日間またぎの試合となった。
2日間またぎの試合は直近では2018年9月20日の阪神対広島21回戦（MAZDA Zoom-Zoom スタジアム広島）において試合開始が1時間遅延した上に雨天中断が絡んで試合終了が翌日の0時03分になった事例があるほか、セ・リーグの大会規定で1990年から2000年に「時間無制限・延長15回・引き分け再試合」という取り決めがあった際は15回フルイニングを戦った結果日を跨いだ事例が数例あった。

### 疑惑の本塁打
1990年の開幕戦・ヤクルトスワローズとの地元・東京ドームでの試合で、篠塚利夫が内藤尚行から放った打球が、1塁塁審を務めていた大里晴信審判員によってホームランと判定された。この判定に対して、「打球はライトポールより前方で通過し、ファールスタンドへ入った」と、ヤクルト野村克也監督は抗議したが、判定が覆ることはなかった。同日放送された各局のスポーツニュースではこの打球のVTRを再三放送し、「打球はライトポールより前方で切れ、ファールスタンドへ入った」と結論付けるものが多かった。この年からセントラル・リーグでは外野審判を廃止して4人制で行っていた。この疑惑後、東京ドームのポールは打球がわかるように黄色に塗装され、その後オレンジ色に変更された。

## チームの特徴、キーワード

### 球団名
→以下の「読売ジャイアンツ#球団運営会社」も参照
「大日本東京野球倶楽部」として設立後、1935年のアメリカ遠征時、フランク・オドールの提案によりニューヨーク・ジャイアンツをもとにした「東京ジャイアンツ」というニックネームが使用された。その後正式なチーム名としてジャイアンツを巨人軍と訳した「東京巨人軍」となった。1947年に日本野球連盟が各球団とも「漢字＋ニックネーム」を導入する事になり「読売ジャイアンツ」となる。
アメリカの新聞・テレビ・映画や英字新聞などで「Tokyo Giants」と呼称されることもあった。また、球団公式Twitterアカウントのアカウント名は「Tokyo Giants」となっている。

#### 呼称について
野球協約第38条に書かれている構成球団は「株式会社読売巨人軍」、球団呼称は「読売ジャイアンツ」となっている。NPB所属球団は球団呼称のうちの企業名の部分が略称として各種メディアで使われているが、読売ジャイアンツについては例外的に「読売」ではなく「巨人」が一般的な略称とされている。これは球団名が「東京巨人軍」だった時代から使われていた略称（当初は「東京セネタース」や「大東京軍」という東京を名乗るチームが他にもあったため、識別上の観点を理由として「東京」ではなく「巨人」が略称とされた）が「読売ジャイアンツ」になったあとも、慣習としてそのまま使われ続けているものである（本球団を指して「巨人」と言った場合、アクセントは「きょじん」の「きょ」に置かれる）。「巨人」という略称は、テレビ、新聞、ニュースサイト、チケットの印字などで幅広く用いられる。これらのメディアにおいて一文字で球団名を略する場合も「読」ではなく「巨」となる。
一方、日本野球機構（NPB）では公式な略称として「読売」を使用することがある（「読売巨人」とは称さず）。一般的な略称とは異なり、「東京ヤクルト」「横浜DeNA」「千葉ロッテ」などというように慣例的に球団名からニックネーム部分を省いたものを略称としているためである。例えば、NPB公式ウェブサイトにおける所属球団の表記やプロ野球ドラフト会議などでは「読売」が使用される。
また、球団、所属選手、OBなどは「巨人軍」という略称を一般的に使用しているが、メディア、他球団がこの略称を使う頻度はそれほど多くない。
中国語圏（特に野球が盛んな台湾）においては「讀賣巨人隊」と表記される。

### 巨人軍憲章
巨人軍憲章とは正力松太郎の遺訓で、「巨人軍は常に強くあれ」「巨人軍は常に紳士たれ」「巨人軍はアメリカ野球に追いつけ、そして追い越せ」の3か条により、「あるべき・ありたい」ということを意味している。

#### 常に紳士たれ
「巨人軍は常に紳士たれ」という言葉にはユニホーム着用時から日常的なファッションスタイルに関した意味を求めている遺訓の1つ。巨人の選手は社会人、そして人間として模範となることを求められており、テレビ出演や移動の際はスーツとネクタイ着用が義務付けられてきた。
清原和博の著書『反骨心』によると、荷物の持ち方も決まっている。
シーズン中はヒゲを生やすこと、染髪、長髪は日本人は原則禁止されている。しかし、ヒゲは第2次長嶋監督時代は日本人も外国人もOKであり、現役末期に移籍した、高橋直樹、大洋から移籍した屋鋪要、生え抜きでは村田真一、入来祐作、杉山直輝などのほか、ロイド・モスビー（長嶋就任の前年より所属）、ジェシー・バーフィールド、ヘンリー・コトー、ダン・グラッデン（ヒゲに加え長髪）、シェーン・マック、バルビーノ・ガルベス、などの選手がヒゲを生やしプレーした。日ハム時代ヒゲがトレードマークだった小笠原道大は渡邉恒雄にヒゲを許可されたが、原監督が伝統を重視し小笠原に剃るように言ったとも言われている。
それ以前の1978年、大洋ホエールズから巨人軍に移籍したジョン・シピンは、大洋時代のトレードマークだった長髪・ヒゲを、この「紳士たれ」に基づく禁止令を守るためという名目でそれをバッサリ切り落とし・そり落としをしたとされるその一方、長髪に関してはアダム・ウォーカーのドレッドヘアなど緩和気味である。
日本人選手でヒゲを生やせたのは、長嶋監督がヒゲを生やすように勧めたためであり、長嶋監督がヒゲを戦うための必要なピースと考えたためとみられている。小笠原は入団会見前に男のけじめと語りヒゲを自ら剃った。
シーズンオフはこれらのドレスコードは適用されないため、日本人選手がヒゲを生やしたり染髪することは構わない。
刺青も推奨されていない。両腕に刺青のあるディッキー・ゴンザレスは、これに配慮して夏場でも常に長袖のアンダーシャツを着用し、見えないようにしていた。
清原和博が巨人在籍時代ピアスを付けていたが、OBを中心に「外すべきだ」という意見が存在した。野村克也は自著『巨人軍論』で、上記のような「紳士野球」については肯定的見解を示し、自身が監督を勤める際も茶髪、ピアス、入れ墨他を禁じている。また、堀内恒夫が監督就任後に茶髪やピアスのみを承認した時はかなり否定的な意見を発した。野村曰く「強いチームを作るには厳しいルールが必要で、選手は茶髪・ピアス・入れ墨ではなく、プレーでこそ目立つべきだ」と主張している。また、厳しいルールの下で人間性が鍛えられ、それが野球に良い影響を与えるとしている。

### 登録名
1994年のイチローとパンチを契機に日本人選手の愛称による登録名が流行した際、巨人も多分に漏れず、当時の長嶋茂雄監督の発案で河野博文の登録名をあだ名の「ゲンチャン」（北京原人に似ているため）で申請したが連盟に却下された。セリーグ理事会は「ゲン」なら受け付けるとしていたが、長嶋監督の面子を潰される結果となった巨人は応じず、一転して現在では登録名自体を球団として認めない方針を取るようになった、カツノリ（野村克則）やサブロー（大村三郎）も巨人への移籍にあたって登録名を本名に戻している。
なお通常の氏名ならば本名以外の登録名は認められている。異体字および旧字の常用漢字への置き換え（またはその逆）、通名の新浦壽夫（入団時の本名：金日融。後に日本に帰化）や、縁起担ぎでの漢字変更の亀井善行（亀井義行）や片岡治大（片岡保幸）、篠塚和典（本名：篠塚利夫）のように、戸籍変更を伴わない改姓および改名、逆に改姓および改名した選手の旧姓および旧名使用、同音異字の苗字を持つ選手である太田（おおた）龍との混同防止対策とした大勢（翁田（おうた）大勢）らがこれに当たる。
外国人やそれに類する選手では、ジェレミー・ゴンザレスが、すでに在籍していたルイス・ゴンザレスおよびジェレミー・パウエルと混同しないように「GG」（読みは「ジー・ジー」）となった例や、マイケル中村が登録名を日本ハム時代と同じ「MICHEAL」に変更した例、ギャレット・ジョーンズが、「ジョーンズ」だと登録例が多いことから、よりインパクトを強める形で「ギャレット」となった例などがある。

### 当初の背番号決定方法
戦前の巨人軍は基本的に、ニューヨーク・ヤンキースに倣って打順によって背番号を決めていた。
例えば1936年夏季の場合、1番・田部武雄（上層部との対立により公式戦参加前に退団したので、その後は林清一が受け継いだ）、2番・津田四郎、3番・中島治康、4番・永沢富士雄、5番・伊藤健太郎までは背番号と打順が一致する。当時の巨人軍には背番号6の選手がいなかったため、6番は背番号7の筒井修、7番は背番号8の白石敏男が「繰り上がり」、8番は捕手、9番は投手が入るのが基本オーダーだった。背番号9の山本栄一郎をはさんで捕手の背番号は10番から始まり、10番が中山武、11番が内堀保、12番が倉信雄と続いていた。13番からが投手の背番号で、青柴憲一（13番）、沢村栄治（14番）、畑福俊英（15番）と続く。再び16番が欠番でヴィクトル・スタルヒン（17番）、前川八郎（18番）と続いた。秋季以降に加入した選手はヤンキース方式の背番号が適用されず、19番は田部と同様に上層部との対立により退団したもののその後復帰した水原茂、林が1番に変更して空き番となった20番は青森林友から入団したチーム初の左腕投手・成田友三郎、21番は助監督として入団したものの夏季のチームの不甲斐なさに現役復帰を決意した三原修がつけ、藤本定義監督がチーム最大となる22番をつけた。
選手が増えたため1938年以降はこの基本から外れることが多くなったが、川上哲治が16番をつけたのはヤンキース方式の背番号の名残で、川上が投手として入団した証拠とも言える。

### ジャイアンツタイム
「ジャイアンツタイム」という定刻の30分前に選手・スタッフが集合する暗黙のルールが存在する。遅刻魔と評される松井秀喜はほとんどがこの「ジャイアンツタイム」に遅れていたとの指摘もある。

### 伝統の一戦
主にマスコミなどで、対阪神タイガース戦を「伝統の一戦」と表現されることがある。読売ジャイアンツが“日本初のプロ野球球団”、阪神タイガース（創立当時は「大阪タイガース」）が“第2のプロ野球球団”だったためである。阪神が登場するまで巨人には対戦相手がいなかった。

### 50番トリオ
1983年に若手選手として成長目覚ましい槙原寛己、駒田徳広、吉村禎章の3人が背番号にちなんで50番トリオと呼ばれた。背番号50の駒田は4月10日に日本プロ野球史上初の初打席満塁本塁打を放つ衝撃的デビューを飾って規定打席未到達の199打席で打率.286・12本塁打を放ち、特に満塁機で10打数7安打と強く、満塁男の異名を取った。背番号54の槙原は初登板で初完封勝利を収め、12勝を挙げる活躍で新人王を受賞した。背番号55の吉村は104打席に留まったが、プロ1号本塁打から3打席連続本塁打を放つなど打率.326・5本塁打の成績を残した。この年に巨人はセ・リーグ優勝を果たし、期待の若手として注目された。吉村は86年から背番号7、槙原は87年から背番号17、駒田は88年から背番号10に変更した。
この頃にはV9の風潮も薄れてしまい、長嶋や王が完全に引退した時代となったこともあり、転換期を迎えており、その時に活躍した50番トリオが原とともにまさに転換期の象徴とも言われた。

### その他の特徴

#### 優勝や順位・成績の記録
- （他球団ではリーグ優勝をしてクライマックスシリーズのファイナルステージおよび日本シリーズに敗退をしていても優勝パレードは行うことがあるが、）巨人の場合は日本一にならないと優勝パレードは開かないという条件が付いている。
- 1949年のセ・リーグ成立以降、1950年から2009年の60回のうちリーグ制覇は33回。川上哲治監督の下でV9を達成した第三期黄金時代（1965年 - 1973年）以降、長嶋茂雄第一次監督時代から2010年代後半までの原辰徳第二次監督時代までの35年間、セ・リーグを13回（そのうち日本シリーズ制覇は6回）制覇している。
- パ・リーグで大映が毎日に吸収合併され大映が消滅し大毎となり6球団制となった1958年以降、近鉄がオリックスに吸収合併されて近鉄が消滅した2004年までの47年間、パ・リーグの当時の6球団全てと日本シリーズで対戦していた（日本一も6球団全てで経験）。巨人が日本シリーズで敗退したことがあるのは西鉄・西武、阪急・オリックス、南海・ソフトバンク、楽天の4球団。このうち特に西鉄・西武、ソフトバンクとの相性は悪く、西鉄・西武との対戦成績は3勝7敗と大きく負け越しているほか、ソフトバンクとの対戦成績は0勝2敗であるだけでなく、対戦した2019年、2020年と2年連続でスイープ（4連敗）されている[注釈 55]。2005年に活動を開始した楽天との日本シリーズの対戦も2013年に初めて実現し、2013年現在現存するパ・リーグ球団と全て対戦経験がある、初めて（そして唯一）のセ・リーグ球団となった。
- 最下位になったのは1975年の1回だけでこれは現存する12球団の中では最少であり、最下位が1回しかないのは巨人だけである。また、2016年も最下位を回避したことにより、阪急・オリックスが持っていた39年連続最下位回避（1964年 - 2001年）の最長記録を、40年連続（1976年 - ）として最長記録保持球団となった。この記録は2023年時点で47年連続に伸びている。さらに、2021年に埼玉西武ライオンズが42年ぶりのリーグ最下位になったことにより、20世紀に創設した同11球団の中で21世紀にリーグ最下位になっていない最後の球団となった[注釈 56]。
- セ・パ交流戦で2012年と2014年の2回優勝している。それ以外の年はすべてパ・リーグのチームが優勝しており、2017年までは巨人がセ・リーグで交流戦優勝経験のある唯一のチームだった[注釈 57]。なお、セ・リーグ球団で2回交流戦優勝しているのは2021年までは巨人のみだった（2022年の交流戦優勝はヤクルトで2度目の優勝となった）。
- 2007年から導入されたクライマックスシリーズでは、導入年の2007年から2016年まで10年連続でシリーズ進出を果たした。これはセ・パ両リーグ全12球団のうち唯一の記録であったが、2017年は4位に終わり、球団史上初めてクライマックスシリーズ進出を逃した[157]。
- 2023年時点では日本シリーズで「3連敗したあとに4連勝」と「3連勝をしたあとに4連敗」の両方の記録を持つ唯一の球団でもある[158]。
- 球界の盟主として君臨し、長嶋茂雄、原辰徳、外様においても落合博満、清原和博などの右打ちの名打者が多くいながら、1シーズン40本塁打を記録した右打者は、2004年に小久保裕紀が記録するまで現れなかった。その6年後の2010年にはアレックス・ラミレスが外国人右打者として初の40本塁打を記録し、最終的に最多記録となる49本塁打を記録した。2019年には坂本勇人が生え抜きの右打者として初めて40本塁打を記録した。

#### 試合など
- 巨人の地方球場での試合は主催ゲームが多く、ビジターでは1972年以降は開催することはなかったが、2004年と2005年に1回ずつ開催されると2010年以降はヤクルト、DeNAの試合でビジターで地方開催する試合が増えてきている。2005年からはセ・パ交流戦が導入され、こちらも主催ゲームでは開催することはあったがビジターでは未だに開催されていない。
- 2015年3月の読売新聞の調べによると、セ・パ全12球団のうち、災害などの回避の対策で、地方開催などを除き原則として2便に分かれて移動している唯一の球団であるという[159]。

#### 監督
- 監督は創立当初を除けば全てチームの生え抜き選手が就任しており、他球団OBが監督になっていない唯一の球団である。また、生え抜き選手でも国内他球団への移籍やコーチを歴任していない『巨人一筋』の人物がほとんどである。特に、2リーグ制以降は他球団には在籍経験のない人物しか就任していない[注釈 58]。ただし、コーチや二軍・三軍の監督であれば生え抜きではない人物も務めている。また、2リーグ制以降、2004年に吸収合併で消滅した大阪近鉄バファローズも含めてNPB球団として巨人のみ捕手出身者が監督を務めたことがなかったが、2024年から監督に就任した阿部慎之助が球団では初となる捕手出身監督となった（ほか、二軍監督経験者が監督に就任した初の事例ともなった）。
- 他球団では時に見られる、シーズン途中での監督の長期休養や解任・辞任が皆無である。1リーグ制時代の1947年において兼任監督であった中島治康が開幕からの成績不振により事実上シーズン途中で解任されたが、2リーグ制になってからはそのような事態はない。

#### 契約、移籍など
- 国外へのポスティング移籍はそれまで認められていなかったが、2019年に山口俊が初めてポスティング移籍を実現させた（移籍先はトロント・ブルージェイズ）。なお、生え抜きの選手でポスティング移籍した選手はいない[注釈 59]。
- 巨人から国内FA権を行使して移籍した生え抜き選手は1994年に横浜ベイスターズに移籍した駒田徳広だけである。

## その他の出来事

### 所属選手による賭博
2015年10月、所属選手の福田聡志が野球賭博をしていることが発覚。その後、同じく所属選手の笠原将生と松本竜也の2人も野球賭博を行っていたこともわかった。11月に日本野球機構（NPB）のコミッショナー・熊﨑勝彦は、3選手を失格処分とし、それを受けた球団は3選手との契約を解除（事実上の解雇）。また球団に対しては指導、管理が不十分であったとされ1,000万円の制裁金が科せられた。NPBコミッショナーによる野球賭博事件による選手の処分は1969年に西鉄ライオンズ（現・埼玉西武ライオンズ）の投手の八百長に端を発した『黒い霧事件』以来のことである。
また球団は、今回の事件の責任を明確化するため、3選手の解雇のほか、原沢敦専務取締役兼球団代表が引責辞任、桃井恒和会長・久保博社長が取締役報酬の50％返上（無期限）、白石興二郎オーナー・渡邉恒雄特別顧問が取締役報酬の全額返上（2か月）といった独自の処分を決定した。
3選手以外にも巨人の一部選手間において賭け麻雀や賭けトランプ、高校野球を使ったギャンブルを読売ジャイアンツ球場のロッカールームでしていたことや、賭け麻雀には野球賭博に関与した3人の投手を含むおよそ10人が参加していたこと、賭けトランプは11人の選手が参加し大富豪やポーカーといったトランプゲームに1回1万円を賭けていたこと、守備練習でミスした選手から罰金を徴収していたことなど、球団内で賭け事が日常的に横行していた事実も発表した。現金を賭けることは賭博罪に該当するが、球団は関わった選手の名前は隠したまま厳重注意処分とした
2016年3月8日、巨人は緊急会見を開き、新たに高木京介が野球賭博に関わっていた疑いがあることが新たに判明。球団は同日付で高木京を謹慎処分にし、野球賭博を禁じた野球協約に違反したとして、NPBに告発した。4人目が発覚したことにより、一連の野球賭博問題の責任を取る形で、巨人の渡邉恒雄最高顧問、白石興二郎オーナー、桃井恒和球団会長が辞任。3月22日にNPBの調査委員会は高木京を1年間の失格処分とし、球団に500万円の制裁金を課す処分案を発表した。その後、熊﨑コミッショナーは調査委員会案と同じ処分を正式に下す。これを受けた読売巨人軍は高木京介に対し即日、事実上の解雇となる「契約解除」を通達。
2016年4月、上記4選手以外に1名が違法カジノへの出入りがあることが確認された。しかし、日本の法律では闇カジノが違法であるにもかかわらず、野球協約内では闇カジノで金銭を賭けても違反とされていないため、名前の公表はされなかった。また、3月に再度賭博調査を行ったところ、賭け麻雀は14名が参加、賭けトランプは23名が参加をしており、前年11月調査時よりも賭博への参加者が増加していた。

## 球団旗の変遷
- 1935年 - 1940年：えんじ色地に白文字で「G」
- 1940年 - 1944年：戦時中に軍部より英語禁止令が出たため、「G」の部分を漢字の「巨」に変更。えんじ色地に白文字で「巨」
- 1946年 - 1949年：白地にえんじ色の文字で「G」
- 1950年 - 1959年：2リーグ分裂を機に球団旗を変更。えんじ色地に白文字で中央に「G」、「讀賣」の文字が加わる。「讀 G 賣」
- 1960年 - 現在：えんじ色地に白文字。左上に「読売」、右下に大きく「G」

## ユニフォームの変遷

### 球団創立 - 水原監督時代
- 1935年 球団創立（大日本東京野球倶楽部）時の第一次米国遠征では、背番号を漢数字にしたユニフォームが使われた。左胸には「日章」をあしらった盾形エンブレムに「TOKYO」の文字が入り、右袖に（背）番号、左袖に漢字で「日本」と入る。色はグレー地。帽子は濃紺色でマークはオレンジで「T」。
- 1936年 - 1937年 球団名が「東京巨人軍」になり、第二次米国遠征[10]。背番号はアラビア数字に、胸のレターが花文字（一般に早稲田型ロゴという）で上に「TOKYO」下に「GIANTS」の2段組になっている。色はグレー地。帽子は濃紺色でマークは金糸で「G」[170]。帰国後は白地で胸に黒で「GIANTS」、帽子は白に濃紺のつばに黒の「G」マーク[171]。グレー地で同じ物が作られ、これを着用するときは帽子は濃紺色、「G」マークは赤に白を縁取った七宝で出来ていた。どちらも袖に黒のダブルライン、パンツはシングルのサイドラインになっている。
- 1938年 - 1940年 白いユニフォームをマイナーチェンジし、パンツのサイドラインをダブルに変更。このユニフォームが戦後V9を達成したときのユニフォームの原型となる。
- 1940年9月13日にはアメリカ、イギリスとの関係悪化の影響で、連盟より英語禁止の通達が出てジャイアンツのニックネームを使わず、ユニフォームのマークが「GIANTS」から「巨」に改められている[10]。
- 1941年 太平洋戦争勃発の年、軍事色が濃くなりユニフォームの胸のレターも「GIANTS」から漢字の「巨」に変更された。白地とグレー地の二種類があり、帽子のマークも「巨」、国防色の戦闘帽タイプも作られた。
- 1945年 - 1947年 白地に胸にエンジ色ないしは黒で「GIANTS」と入った二種類のユニフォームが作られ、左袖には読売新聞社の当時の社章（丸に「賣言賣」と入る）が付いた。
- 1947年 - 1949年 戦前のユニフォームに近いスタイルに戻る。1936年 - 1937年に使用されたユニフォームに近いが、パンツのサイドラインがダブルになっている。白地とグレー地があるがグレー地のパンツには腰に番号（背番号と同じ）が入る。
- 1950年 日本で初めて野球ユニフォームにラグランスリーブを採用する[注釈 60]。
- 1951年 - 1952年 白地に胸ロゴ・背番号とも赤色の、子供受けを狙ったデザインが使用される。1951年途中から戦後から続いていた前立てラインが消えシンプルになった。ビジター用の左袖に初めて「TOKYO」の文字が入る。
- 1953年 - 1960年 巨人軍のチームカラーになるオレンジ・黒を採用する。1953年、初めての海外キャンプを行うために渡米した際、ユニフォームをウィルソン社に発注。出来上がったものはMLBのニューヨーク・ジャイアンツ（NYG）とデザイン、使用色等ほぼ同じものであった[172][173]。胸のロゴも従来の花文字からNYGと同じ書体に変わったが、このユニフォームはウィルソン社製のもの（戦前、第二次米国遠征に使用したものと同じく、二段組みで「TOKYO GIANTS」と表記した胸ロゴが入ったものも作られた）だけで、日本社製のものは従来の花文字が使用された。この年からビジター用の胸に「TOKYO」のロゴが入り、左袖に「GIANTS」と入ったユニフォームがお目見えした。ホームは白地、ビジターはグレー地だった（先述のウ社製のホーム用には、胸に「TOKYO」が入ったものも使用された）。この年の帽子のマークは東京の「T」とジャイアンツの「G」を組み合わせた「TGマーク」だったが、翌年に現在まで使用され続けているYGマーク（YとGを重ねたマーク）が登場する。
- 1959年、9月に、ライン・背番号・胸マークの縁を赤色にしたホーム用を採用。シーズン終了まで使用。翌年開始予定のカラーテレビ放送の試験放送に合わせての採用。
- 1960年、6月11日の対広島カープ戦からシーズン終了まで、カラーテレビ用として、帽子のつばに朱色、胸のロゴ・背番号に赤色・白縁・黒縁を取り入れたユニフォームが使用された。またこのユニフォームより胸ロゴの下に胸番号が付いた。
  - ホーム用は、白地のままだと、当時のカラーテレビではハレーションを起こすため、ベージュ地のユニフォームが採用された。

#### カラーテレビ用ユニフォーム
1957年、正力松太郎オーナーが会長を務める日本テレビがカラーテレビ試験放送を開始した。正力はカラーテレビを普及させるためのアイディアとして、巨人のユニフォームを変更した。
最初の変更は1959年9月。袖のオレンジ×黒×オレンジのライン、背番号、胸の「GIANTS」の縁取りが赤に変更された。しかしこの変更はホーム用のみでビジター用は従来通りのユニフォームが使われたため、ファンにも気付かれることのないままこの年の公式戦終了と同時に元のユニフォームに戻された。
次にカラーテレビ用ユニフォームが登場したのは1960年6月11日。ホーム用・ビジター用ともに帽子のつば・胸のロゴ・背番号が赤いユニフォームで、それまでの巨人のチームカラーを覆すものだった。当時のカラーテレビは白いものが映るとハレーションが起こったため、ホーム用の地色もドーラン効果を狙ってベージュに変更された。
しかしこのユニフォームは選手の評判も悪く、全員で号令をかけあって一斉に着替えたとも伝えられている。反対意見を言う選手はいなかったもののその声を代弁したのが解説者たちで、三宅大輔は「考え方が逆。これではカラーテレビのためにプロ野球があるようなものだ」、また小西得郎も「クリーブランド・インディアンスかミルウォーキー・ブレーブスの真似で、ジャイアンツらしくない」と批判した。
このようにカラーテレビ用ユニフォームは世間の評判が悪かった上、前年まで6年連続最下位だった大洋ホエールズにリーグ優勝をさらわれたこともあって、このユニフォームもこの年限りでお役御免となった。当時の東京23区にはカラーテレビが100台ほどしかなく、当初の目的だった「カラーテレビの普及」にも貢献することが出来なかった（カラーテレビが普及するきっかけとなったのは1964年の東京オリンピックである）。

### 川上監督 - 第2次藤田監督時代
- 1961年 - 1974年 最も長期間にわたって使用されたデザイン（2016年現在）。黒とオレンジの組み合わせに戻り、ホーム用がクリーム地、ビジター用がブルーグレーになり、首、パンツに黒とオレンジのダブルのラインが入る。また首、ベルトループに黒とオレンジのラインが入り、川上哲治監督率いるV9時代（1965〜1973年）[注釈 62]に象徴される常勝巨人のシンボルとなる。長嶋茂雄引退、川上哲治監督勇退の1974年まで使用された。1972年頃、伸縮性に優れたニット生地に切り替わっている。
- 1975年 - 1980年 長嶋茂雄（第一次）監督就任に伴い、「GIANTS」「TOKYO」（胸ロゴ・左袖ロゴ）の書体がサンフランシスコ・ジャイアンツと同タイプのものになり、胸番号・背番号の書体も変わる。さらに首のライン、両袖およびパンツのラインがシングルになり太くなる。このデザインは現監督の原辰徳ら1980年度にドラフト会議で指名された選手の入団会見（原のみ単独）まで使用されている。
  - 1976年より、ホーム用の左袖の「TOKYO」ロゴが「YOMIURI」に変わり、背番号の上に英文表記（ローマ字）の選手名が入る。
- 1981年 - 1992年 藤田元司監督就任に伴い、V9時代のタイプに戻るが、引き続き選手名が入り、ホーム用の左袖が「YOMIURI」となっている。マイナーチェンジを繰り返し、基本デザインは1992年まで使用された。
  - 1984年のみ、球団創立50周年エンブレムが右袖に入る。
  - 1986年より、ボタン式からプルオーバー式のVネックになる。
  - 1990年より、ホーム用がクリーム地からオフホワイト地に変わる。

### 第2次長嶋監督 - 堀内監督時代
- 1993年 - 2005年 長嶋茂雄監督復帰により、モデルチェンジ。プルオーバー式からボタン式に戻り、首元から胸にかけてのラケットラインが入り、ベルトループのラインが消える。また、ビジター用がグレー地に変更され、帽子も黒からミッドナイトブルー（濃紺）に変更される。
  - 1994年は球団創立60周年エンブレム、1995年・1997年は前年のリーグ優勝を記念したエンブレム、1996年はチームスローガン（チャレンジ）エンブレムをそれぞれ右袖に入れた。これらは全て、マスコットのジャビットをあしらったものである。
  - 1997年 - 2001年頃、二軍のみ、コナミがスポンサーについたため、左袖の「YOMIURI」ロゴの上に、コナミのロゴが入ったワッペンがついた。
  - 2001年、ホームゲーム3連戦の2日目に背部の選手名を外す「バックナンバーデーユニフォーム」を採用。
  - 2002年 - 2004年 オープン戦や公式戦の試合前の練習用に限定したセカンドユニフォームをホーム、ビジター共に2004年まで使用。2003年から背部に選手名が入る[注釈 63]。さらに2002年7月1日より、読売グループの組織変更に伴い、球団を運営する会社が株式会社よみうりから株式会社読売巨人軍に移行（詳細は後述参照。）したため、ビジター用の胸ロゴが「TOKYO」から「YOMIURI」に変わり、胸番号・背番号の書体がImpact体に変わる。
  - 2004年、ビジター用の胸番号・背番号の書体が従来の物に戻る。
  - 2005年、ビジター用の胸ロゴが「YOMIURI」から、帽子と同一のYGマークが左胸につき、胸番号は右腹部に移る。

### 第2次原監督 - 高橋監督 - 第3次原監督時代
- 2006年 - 原辰徳監督復帰に伴い、1972年のニット生地化以来34年続いたデサント社製からアディダス社製になる。同時にデザイン変更。ホーム、ビジター共パンツにアディダスの3本線、右胸にアディダスのブランドロゴが入り、細めのストライプシャドー（3本線の縦縞）が入る。胸ロゴが早稲田書体から角ばった書体へ変更になり、同時に選手名も同様の書体に変わり、背番号の大きさがやや小ぶりになる。また帽子のツバのふちがオレンジ色になる。
  - ホーム用は、書体以外の基本的なデザインは変わらない。
  - ビジター用は、上着が黒、パンツがライトグレー（白色に近い）になり、ビジター用の胸ロゴもホーム用と同書体の「GIANTS」となり、胸ロゴ・胸番号・背番号がグレーに白の縁取りとなり、左袖は「GIANTS」からホーム用と同じ「YOMIURI」に変更。
  - 2007年より、主将の右袖にキャプテンマーク（オレンジの丸に黒文字の「C」、横にオレンジ縁に黒のライン）が入る。
    - 2006年 - 2007年、日曜日・祝日のホームゲーム限定で、デザインは白色ベースに「Giants」の筆記体文字（2002年 - 2004年に採用されたビジター用セカンドユニフォームで使われたものと同じロゴ）が取り入れられて、胸番号・背番号がゴシック風斜体のユニフォームを併用して使用。

  - 2008年、当初交流戦のビジターゲーム限定で、ホーム用に似た、上下とも白に近いライトグレーのものを使用。両腋部に黒のカッティングが施されている。交流戦終了以降のビジターゲームでも使用され、2009年より正式に採用されることになった。
  - 2010年のビジター用は上下ともにダークグレーとなり、脇のカッティング部も同色となった。この地色は前年に着用された「75周年記念ユニフォーム」（後述の限定版ユニフォーム参照）に使用されたものをベースとしている。
  - 2011年からはビジター用の地色が「ライトオニキス」と呼ばれる明るいグレー色を採用。
    - 2011年のみ、原辰徳監督自身の発案により東日本大震災犠牲者追悼と被災地復興への祈りを込めてホーム・ビジター両方のユニフォーム左袖に黒のリボン（喪章）を縫い付けることとなった[175]。
    - 2013年、前年度のセ・リーグ優勝を記念して、右袖にチャンピオン・エンブレムが貼り付けられた[176]。

  - 2014年より、球団創設80周年の節目として、ホーム用の胸ロゴの「GIANTS」が創設から70年間使用してきた字体（早稲田書体）に戻り、背ネームも2005年以来のゴシック体を採用（以前の字体より若干小さくなった）。左袖には日本一回数22回を表す大小2つずつの星マークが刺繍されている。ビジター用は、地色をグレーから1961年から1992年までの32年間使われた薄いブルー地に変更となる。ただし、胸ロゴの「GIANTS」は2006年より使用しているものをそのまま使用。
    - 2014年、前年度のセ・リーグ優勝を記念して、右袖にチャンピオン・エンブレムが貼り付けられた[177]。
- 2015年より、アメリカの「アンダーアーマー（Under Armour）」製作のユニフォームに変更（ホーム用右胸に Under Armour のブランドロゴ入り）。1953年、戦後初めて胸に「TOKYO」の文字をあしらった当時のユニフォームをモチーフに、1993年から続いた胸のラケットラインと1960年から採用した胸番号を無くし、パンツのサイドラインがシングルになり、よりシンプルなユニフォームとなった。特にビジター用は、前年同様薄いブルー地そのままに、2002年以来13年振りに胸に「TOKYO」（早稲田型ロゴ）の文字が復活（ホーム用の書体は早稲田型ロゴのまま）、さらに背番号の書体が若干変更となり、ホーム用の背ネームは角張った書体に戻した[178]。また主将のユニフォームには前年までのキャプテンマークのデザインを一新し、それまでの右袖から左袖の「YOMIURI」の上に刺繍された[179]。
  - 2015年、前年度のセ・リーグ優勝を記念して、右袖にチャンピオン・エンブレムが貼り付けられた。
  - 2017年、マイナーチェンジ。"1953〜原点回帰〜"をコンセプトに、1953年当時のユニフォームにより近付けたものに変更。ビジター用が4年ぶりにライトグレー地に戻り、帽子つばのオレンジラインを廃止した[180]。
- 2021年より、ミズノ社製のユニフォームに変更。2014年以来となる胸番号が復活した[181]。また、ニューエラジャパンと球団史上初となるオフィシャルキャップ契約を締結した[182]。
- 2023年春季キャンプより、ナイキ製のユニフォームに変更し、背ネーム掲載と左脇腹の前番号がない「背番号のみ」となり、胸元のロゴ入りユニフォームになる[183]。背ネームをあしらわないことに関しては、2018年の原監督復帰会見において言及された「巨人軍は個人軍であってはならない」という考えを尊重したものであるという[184]。デザインは1953年 - 1960年の伝統的なスタイルを意識し、刺繍文字で高級感や重厚感を出しつつ、選手のパフォーマンスのために軽さや強さといった機能性を持たせたものとなった。

### 阿部慎之助監督時代
- 2024年 - 球団創立90周年を迎えるにあたり、ユニホームをリニューアル。球団創設90周年記念プロジェクトとしてキャップ等に使用されるイニシャルロゴを刷新し、デザインは世界的ジュエリーブランドであるティファニーが担当。ビジターは、以前のオレンジ基調のものから一新。グレーをベースに帽子には「TOKYO GIANTS」を意味する「TG」ロゴが1954年以来、70年ぶりに復活。ホームはお馴染みの「YG」ロゴの形がマイナーチェンジされた[185]。
  - ビジター用はグレーを基調とし、黒と白を用いたデザインに一新。

### 限定版ユニフォーム

#### 復刻ユニフォーム
- 2007年、5000勝達成記念企画として東京ドームで6月8日 - 6月11日に行われた東北楽天ゴールデンイーグルス・北海道日本ハムファイターズとの交流戦でV9時代のユニフォームをモチーフにした復刻ユニフォームを着用した。
  - 当時のユニフォームとの違いは、右袖に5000勝記念ワッペンが入っていること。また、ヘルメットは通常のものをそのまま使用。
- 2009年、球団創立75周年記念行事の一環として、大日本東京野球倶楽部時代の第二次アメリカ合衆国遠征で採用されたユニフォームを復刻し、7月7日 - 7月9日の対横浜ベイスターズ3連戦において着用して試合に臨んだ[186]。
  - 当時のユニフォームとの違いは、シャドウストライプが入っていることと、右袖にアディダスのロゴマーク（黒色）が入っていること。また、ヘルメットは2009年現在のものをそのまま使用する。
- 2010年8月にセ・リーグ主催で行なわれる「オールド・ユニフォーム・シリーズ」では、2リーグ分立後の1950年当時のものが復刻された。
- 2012年8月 - 9月にセ・リーグ主催で行なわれる「レジェンド・ユニフォーム・シリーズ」において当時の監督、原辰徳が入団した1981年当時のホーム用を復刻。

#### その他
- 2010年、7月19日からの対東京ヤクルトスワローズ3連戦限定で、中学生以下のファンによるユニフォームデザインコンテストでグランプリを獲得したものを基にしたユニフォームを採用した。
  - 採用されたデザインは「ジャイアンツ スターズ」で、星と稲妻がちりばめられている。左胸に番号に入り、その下に「GIANTS」ロゴが入る。
- 2012年、読売巨人軍と読売新聞社は、巨人のオフィシャルパートナーであるアディダスジャパン株式会社とともに、新たなプロジェクト「橙魂（とうこん）2012」を実施。公式戦の主催7試合でオレンジのユニフォームを着用して試合を行った。なお、原監督や選手が実際に着用したユニフォームは、慈善オークションに出品して震災復興のための義援金とする。
  - デザインとしては、普段使用するホーム用の上半身の部分のベースが白からオレンジ色。脇からわき腹の部分が白。「GIANTS」ロゴおよびロケットラインは、白縁に黒。なお、ズボンは普段のものを使用。
- 2013年、「橙魂2013」として、限定ユニフォームが主催する9試合で使用された。デザインはオレンジ色をベースに両方の肩口から袖の部分が白。なお、原監督や選手が実際に着用したユニフォームは、2012年同様慈善オークションに出品され、震災復興支援の義援金となる[187]。
- 2014年、「橙魂2014」として、限定ユニフォームが主催する8試合で使用された。デザインはオレンジ色、ラケットラインが黒・白・黒。なお、原監督や選手が実際に着用したユニフォームは、慈善オークションに出品され、震災復興支援の義援金となる[188]。
- 2015年、「橙魂2015」として、限定ユニフォームが主催する7試合で使用された。デザインはオレンジ色をメインに両脇腹に白、衿と袖口に黒・白・黒のライン、「GIANTS」ロゴは白縁に黒[189]。
- 2016年、「橙魂2016」として、限定ユニフォームが主催する7試合で使用された。デザインは全面オレンジ色で、衿と袖口に黒・白・黒のライン、「GIANTS」ロゴは白縁に黒[190]。
- 2017年、「橙魂2017」として、限定ユニフォームが主催する7試合で使用された[191]。
- 2018年、「橙魂2018」として、限定ユニフォームが主催する7試合で使用された。デザインは、袖が黒でほかは前面オレンジ色[192]。
- 2019年、「橙魂2019」として、限定ユニフォームが主催する7試合で使用された[193]。
- 2020年、「橙魂2020」として、限定ユニフォームが主催する3試合で使用された[194]。
- 2021年、「橙魂2021」として、限定ユニフォームが主催する数試合で使用された[195][196][197]。
- 2022年、「橙魂2022」として、限定ユニフォームが主催する数試合で使用された[198]。
- 2022年9月6日 - 8日のDeNA戦で、「Yohji Yamamoto」とのコラボ企画による、漆黒ユニフォームを着用[199]。
- 2023年、主催試合9試合限定で、黒色のサードユニフォームを着用[200]。

## ユニフォーム等のスポンサー
→「読売ジャイアンツ#オフィシャルスポンサー企業・団体」も参照
- セ・リーグでは2006年からホーム用ユニホームにスポンサーロゴの掲示を認めているが、ジャイアンツでは同年より2014年まではユニホームサプライヤーであるアディダスがスポンサーとなり、ロゴを右胸（限定ユニホームなどでは右袖に掲示する場合あり）に掲示していた。2015年からは同社に代わりアンダーアーマーがユニホームサプライヤーとなるため、代わりにそのロゴが入る。アンダーアーマーとは5年50億で契約した。
- 2016年7月まで12球団で唯一、ヘルメットにスポンサー掲示をしていない球団であった（代わりにチームスローガン「GIANTS PRIDE」が入る）。同年7月26日から、日本電産がヘルメットスポンサーとなる[201]。
- 2023年からナイキと10年以上の長期パートナーシップ契約を結び、巨人及び女子野球の公式ユニホームサプライヤーとなり、ロゴ入りユニホームになる（U15ジュニアユースやその他野球振興など関連衣類の提供を受ける）。

## 主な歴代の球団歌、応援歌
読売ジャイアンツには球団歌と応援歌の2つの定義があり、球団歌は現在までに3曲が制定されている。それに対して応援歌は球団が作成する応援歌もあるが広義に捉えれば私設応援団による選手別応援歌も応援歌といえるので数は非常に多い。そのため、ここでは球団歌のみを紹介する。
曲名は球団公式サイトに掲載された年表においては全て「巨人軍の歌」とされているが、管理楽曲として3曲の著作権を保有する日本コロムビアでは区別のためアルバム収録時に以下の通称を使用している。初代と3代目の作曲者は「阪神タイガースの歌（六甲おろし）」の作曲者でもある。
1. 野球の王者／1939年発表（作詞：西條八十[注釈 65]、作曲：古関裕而）
2. ジャイアンツ・ソング／1949年発表（作詞：岡野青志、補作詞：藤浦洸、作曲：米山正夫）
3. 巨人軍の歌 -闘魂こめて-／1963年発表（作詞：椿三平、補作詞：西條八十、作曲：古関裕而）

本拠地東京ドームの最寄り駅であるJR水道橋駅では2006年7月4日から発車メロディに「闘魂こめて」を流すようになった。

## 応援スタイル
ジャイアンツの応援は、それぞれの地域の私設応援団の先導によって行われる。声援とメガホンか手拍子で応援するスタイルとなっている。ただし、応援団としてはメガホンを使用しない応援スタイルを採用している。2010年シーズンまで活動していた東京読売巨人軍応援団（東京）は、東京団員1名が、野球観戦チケットの不正転売を行い、試合観戦契約約款や特別応援許可規程に違反していたことがわかり、その責任を取って東京の応援団は自主解散した。新設される読売ジャイアンツ応援団は東京読売巨人軍応援団の伝統とスタイルを引き継いで応援活動を行うとしている。これにより関東圏は読売ジャイアンツ応援団・北海道は東京読売巨人軍応援団北海道・関西圏は読売ジャイアンツ応援団大阪・中国や四国及び九州は読売巨人軍応援団GLOVE（広島・九州）がそれぞれの地域を先導する。
応援時の格好はロッテを除いた他球団同様、ホームゲームにおいてビジター用のユニフォームやシャツを着ていたり、すでに退団した監督・コーチ（木村拓也など）・選手（特に松井秀喜）のユニフォームやシャツ、松井が2009年まで所属していたニューヨーク・ヤンキース（松井の背番号・55が入っているもの）のユニフォームやシャツを着ていることも多くその統一性はあまり高くなかったが、2012年以降橙魂と称した特定の試合日にオレンジ色の特別ユニフォームのレプリカを配布しているため、通常のユニフォームやオレンジユニフォームの比率が高まっている。

## マスコットキャラクター・マスコットガール
- 初代マスコットはミスタージャイアンツ。ペットマークとして、当時のジャンパーの右胸部分に大きいワッペンが貼り付けられていた[注釈 66]。ミスタージャイアンツは長嶋茂雄の太い眉、王貞治の大きな目、川上哲治の太鼓腹がモチーフになったと言われている[202]。デザインを手掛けたのは、相沢光朗[注釈 67]。後に漫画家の森田拳次が雑誌『少年』で、このキャラクターを主人公とする漫画（コミカライズ版）を手掛けた（1965年4月号から1967年頃まで連載）。連載中はロッテ（当時はプロ野球球団を持たず）[注釈 68]から「ミスタージャイアンツガム」という風船ガムを発売、またトミー（現：タカラトミー ）から「おはなしミスタージャイアンツ」という人形玩具が、今井科学からプラモデルが発売された。漫画はアニメ化はされなかったが、1965年7月22日に朝日ソノプレス社（現 - 朝日ソノラマ）からソノシートが発売、主題歌「レッツゴー! ミスタージャイアンツ」（作詞 - 若林一郎 / 作曲 - 小林亜星 / 歌 - 西六郷少年少女合唱団）とドラマが収録され、ミスタージャイアンツ役は当時アニメ『スーパージェッター』に主演した市川治、また巨人軍から王貞治・長嶋茂雄・金田正一、野球解説者の佐々木信也、当時日本テレビアナウンサーの大平和夫が本人役で出演した。
- 2代目はバットに乗りボールに帽子と顔と手足を足した「バットに乗った少年」で、1980年から1991年までの12年間の長きにわたりペットマークとして使用された。
- 3代目は1992年から使われている「ジャビット」である。これはチームのロゴマークであるYGの組み合わせに、ウサギを絡ませたものである。ペットマークとして使用。また、着ぐるみキャラクターでは「ジャビットファミリー」として5人のキャラクターが登場する。2007年からそれぞれ個別のキャラに愛称がつけられた（[リンク切れ]を参照）。
- 2006年からペットマークを変更、東京の街並み（東京ドームや東京都庁舎など）のシルエットの中に「G-KING」という巨人が描かれたものになった。マスコットはジャビットのままである。
- 2011年1月11日から2017年シーズンまで、ペットマークを「ウイニングジャビット」に変更した。ここでのジャビットは、強さや格好良さのイメージを盛り込んだスマートなデザインとなっている。

### マスコットガール
- 1994年、球団創立60周年を期に結成された。現在の名称は「ヴィーナス」。現存するチア・チームとしては球団同様このヴィーナスが最も長い歴史を持つ
- 斉藤舞子（フジテレビアナウンサー）、中川絵美里（セント・フォース）など有名人も多く輩出している。

## ファンクラブ

### CLUB GIANTS (旧: CLUB G-Po)
2007年よりサービスが開始された公式ファンクラブ。2013年現在で会員数は30万人を突破している。
サービスはポイント制となっており、巨人軍の主催公式戦（一軍は全試合。二軍は東京ドームでの開催試合のみ）に来場し、ファンクラブ加入時に入手できるカードを持参し専用ブースに行くと「来場ポイント」が加算され、その日の試合での巨人軍のチーム・選手の記録等によってポイントが付き、最終的な合計がその日の「ゲームポイント」として加算される。また、オンラインショップ「GIANTS SHOP ONLINE」（#外部リンク参照）や、東京ソラマチ内の「ジャイアンツオフィシャルストア」での商品購入、BS日テレで中継される巨人戦の視聴、他球団主催公式戦としての巨人戦（不定期）への来場等でもポイントを貯めることができる。ポイントを貯めると、達成ポイントごとにオリジナルグッズや観戦チケット等と交換ができ、抽選で東京ドームのスイートルームやエキサイトシート等での巨人戦観戦に招待される。貯めたポイントは、2013年までは交換しても消滅せずに累積で加算され（つみあげ方式）、1シーズンごとにリセットされていたが、2014年からはグッズ等と交換すると、交換分のポイントが消滅し（引き換え方式）、翌シーズンの11月30日まで有効となった。
会員はプライム・ジュニア（いずれも有料）・エンジョイ（無料）の3種類があるが、会員の種類によって受けられるサービスが異なる。
なお、このファンクラブは、2018年11月より新・ジャイアンツ公式ファンクラブとしてCLUB GIANTSに生まれ変わった。このサービスでは、CLUB GIANTS会員限定のチケット先行販売に参加できるほか、入会記念品のプレゼント、G-Poが貯まりやすいなど様々な特典があるものとなっている。

## 主催ゲームの中継
基本的な地上波の放送時間は、ナイターで火曜・水曜・木曜は19:00 - 21:00、金曜は19:00 - 20:54、デーゲームで平日は14:55 - 16:50、土曜は15:00 - 17:00、日曜は15:00 - 16:55（放送日による）となっている。
長年、主催ゲームのテレビ中継は読売新聞系列である日本テレビによる独占状態が続き（1959年6月25日の天覧試合・阪神戦だけNHK総合テレビジョンとの併用中継）、全国の系列局へネットされていた事から、全国に多数の巨人ファンを獲得した。2002年から日本テレビによる独占が崩れ、地上波で土曜日のナイトゲームの数試合がNHK総合テレビによる中継となった他、他局による中継（テレビ朝日・テレビ東京）も行われるようになった。2004年以降視聴率の低下から地上波では中継試合が削減され、テレビ朝日・テレビ東京はともに撤退、日本テレビでもナイター中継に限ると年間5試合程度に留まっている。開幕戦など特別な事情がある場合を除き、ナイター中継では中継時間の延長オプション（21:24までの最大30分）も廃止された。デーゲーム中継も2014年以降は開幕シリーズを除き関東ローカル（ビジターチーム側の系列局へネットの場合もあり）での放送になった。
地上波が減少した代わりに、日本テレビ系のBS放送局であるBS日テレにて、延長オプションも含めて放送されており（上記のようにNHKで中継する試合などで放送されないこともある他、地上波全国ネットで放送される試合は地上波とのトップ&リレー中継にて放送される）、一部はNHK BS（旧BS1）で放送される試合もある。また、CSチャンネルである日テレジータスでは主催全試合と一部ビジターゲームを完全生中継している。なお、G+開始前の2001年まではNNN24（現日テレNEWS24）でトップ&リレー中継していた（2000年まではCS★日テレ併用で実質完全中継）。
2013年より読売新聞社・日本テレビ共同で定額制動画配信サービス「ジャイアンツLIVEストリーム」を開始し、主催全試合と一部ビジターゲーム（対阪神戦、対DeNA戦、セ・パ交流戦の全試合と対広島戦のうち広島テレビで中継される試合の一部）をライブ配信していたが、2022年より読売巨人軍も加わった3社共同の「GIANTS TV」にリニューアルされた。また、日本テレビ傘下のHuluでも主催全試合ライブ配信している他、2019年からはDAZNでも配信されている。対阪神戦については虎テレ、セ・パ交流戦についてはパ・リーグTVでもそれぞれ配信される。
ラジオでは日本テレビ系のRFラジオ日本とニッポン放送で中継されているが、放送権料の高騰及び編成上の都合もあり両局ともデイゲームはほとんど中継されず、ナイトゲームも全試合が中継される訳ではない。文化放送は、平日の交流戦の西武戦と、土曜・日曜NRNナイターとして制作しているが、2019年以降は自社では放送されず、ビジターチームの地元局と土曜日の山口放送への裏送りのみである。過去にはかつて読売新聞社も資本参加していたTBSラジオでも中継していたが、2017年を最後に終了した。

## 球団運営会社
株式会社読売巨人軍（よみうりきょじんぐん、英: Yomiuri Giants Co.,Ltd.）は、読売ジャイアンツの球団運営会社である。
ジャイアンツの運営会社は複雑な変遷を辿っている。1934年に大日本東京野球倶楽部が発足したとき、読売新聞は大いにバックアップを行ったが、実際の出資額は僅少で、あくまで正力松太郎の関係による独立企業であった（筆頭株主は正力も一時期出向で在籍していた京成電鉄であった。出資株数としては、東芝、阪神電気鉄道、東京急行電鉄、吉本興業がこれに続いていた）。1947年2月、読売新聞社が全株式を買収し、完全に系列下とした。球団旗の右肩に「讀賣」の二文字が入り、社名を「大日本東京野球倶楽部」から「読売興業」に改めたが、1950年1月に「読売巨人軍」（第1期）として分離。しかし僅か1年2か月で読売興業に吸収されている。
1963年、読売新聞は九州に進出するに当たり、読売興業に読売会館（当時の有楽町そごう〈現ビックカメラ有楽町店〉や当時の読売新聞東京本社ビル〈現プランタン銀座〉の保有・管理会社）を合併させ、読売興業内に事業本部としての「読売新聞西部本社」を設けた。先が見えない九州での新聞事業の赤字をプロ野球興業と不動産の収入で補填するとの意図であったが、この結果読売興業はプロ野球、不動産、新聞の3事業を抱えるコングロマリット（複合型企業）となった。1988年には経営不振の中部読売新聞社から東海地方での新聞事業を受け継ぎ、「読売新聞中部本社」としている。2002年7月の読売新聞グループの再編により、「よみうり」（1992年6月に読売興業から改称）は新聞事業を読売新聞東京本社中部支社（中部本社が読売新聞社改め読売新聞東京本社に吸収）と読売新聞西部本社に分割してプロ野球専業となり「読売巨人軍」（第2期）の社名が復活した。これに伴いビジター用ユニフォームの胸マークも「TOKYO」から「YOMIURI」に変更となった（2004年まで使用）。
試合開催などの興行関係は、運営会社がプロ野球専業となって以降、読売新聞社・日本テレビ放送網・報知新聞社（スポーツ報知）の3社に委託しているため、「主催」に直接名を連ねていない。

### 役員
- 取締役オーナー - 山口寿一
- 取締役オーナー代行 - 松田昇
- 代表取締役社長 - 国松徹
- 専務取締役終身名誉監督 - 長嶋茂雄
- 取締役 - 村岡彰敏
- 取締役 - 溝口烈
- 取締役総務本部長兼事業本部長・連盟・コンプライアンス担当 - 星春海
- 常勤監査役 - 藤田和之
- 監査役 - 真砂靖

2024年6月11日現在

### 業績推移
| 決算年度 | 売上高 | 営業利益 | 経常利益 | 当期純利益 | 備考 |
| -------- | ------ | -------- | -------- | ---------- | ---- |
| 2003年度 | 23,997 |          | 3,341    | 1,846      |      |
| 2004年度 | 24,748 |          | 3,091    | 1,757      |      |
| 2005年度 | 24,382 |          | 3,273    | 1,863      |      |
| 2006年度 | 23,538 |          | 2,751    | 1,593      |      |
| 2007年度 | 24,069 |          | 2,476    | 1,358      |      |
| 2008年度 | 24,343 |          | 2,256    | 1,178      |      |
| 2009年度 | 24,843 |          | 2,784    | 1,540      |      |
| 2010年度 | 21,856 |          | 2,042    | 1,097      |      |
| 2011年度 | 22,174 |          | 2,756    | 1,430      |      |
| 2012年度 | 25,079 |          | 3,751    | 2,168      |      |
| 2013年度 | 24,510 |          | 2,521    | 1,462      |      |
| 2014年度 | 25,013 |          | 2,439    | 1,412      |      |
| 2015年度 | 25,329 |          | 2,285    | 1,476      |      |
| 2016年度 | 25,642 |          | 2,382    | 1,603      |      |
| 2017年度 | 26,412 |          | 1,888    | 1,254      |      |
| 2018年度 | 26,002 |          | 1,074    | 685        |      |
| 2019年度 | 29,377 |          | 2,566    | 1,668      |      |
| 2020年度 | 11,339 |          | ▼5,750   | ▼3,709     |      |
| 2021年度 | –      | –        | –        | –          |      |
| 2022年度 | 21,687 | –        | 402      | 221        |      |
| 2023年度 | 24,528 | –        | 2,104    | 1,040      |      |
| 2024年度 | 27,078 | –        | 1,161    | 685        |      |

※単位:百万円

## オフィシャルスポンサー企業・団体

### スポンサーについて
- 2016年から2018年シーズン途中まで、日本大学はオフィシャルスポンサー契約を結んでいた[207][注釈 73]。
- 2017年、輸入車の「ジャガー・ランドローバー」（ジャガーランドローバージャパン）とオフィシャルカー契約を交わした。監督・コーチ・選手・職員向けにジャガー車およびランドローバー車が70台貸与される。
- 2019年シーズンからネット配信大手のDAZNとオフィシャルスポンサー契約を交わした。またDAZNは読売新聞グループと「包括的な提携契約」を締結。DAZNにおける巨人軍主催試合の中継は、読売新聞グループ系列の日本テレビから許諾する形で行われ、必ずG＋（ジータス）のロゴが入る。スポンサー料は年間で総額約20〜30億円だとも言われている。山口球団社長は、「巨人軍とDAZNとの交渉は4年前から。読売・日本テレビ放送網があることから断ってきた。テレビ放送によって育てられた球団であるという恩義のようなものがあり躊躇があった。そんな中で、テレビでの試合中継との共存への配慮とこれまでにない取り組みを提案して頂いた」と話した。
- ナイキジャパンは子供が野球やその他スポーツができる機会を増やす活動にも協力する[183]。また、スポーツMDビジネスを誇るファナティクスとも長期パートナーシップ契約を行い、球団通販サイトや球団直営グッズショップの運営、選手のユニフォームやプレーアイテム、ナイキ社のアパレルブランドなど、マスターライセンシーとして企画・製造・販売するという。3社間の包括的グローバルパートナーシップを結び、「スポーツクラブ単体としては世界初」のビジネスモデルを採用するという。その他、ソックスサプライヤーのSTANCEとも契約し、NPB初のMLBと同様のセットアップを着用する[208]。

### 現在のスポンサー企業・団体
（2025年度、公式サイト掲載順）
- オフィシャルパートナー : ナイキ
- オフィシャルマーチャンダイジングパートナー : ファナティクス
- オフィシャルプレミアムスポンサー : DAZN
- オフィシャルオンフィールドキャップサプライヤー：NEW ERA
- オフィシャルDX推進パートナー：NTTドコモ
- オフィシャルスポンサー：
  - アイダ設計
  - 興和
- サポーティングカンパニー：
  - コナミグループ
  - セブン-イレブン
- オフィシャルクレジットカード：JCB
- オフィシャルサプライヤー：
  - キリンビール・キリンビバレッジ
  - AKRacing
  - STANCE
  - ビックカメラ
  - ブシロード[210]

## 主な野球振興

### ジャイアンツアカデミー
野球やソフトボールの経験者・プロ野球OBが、コーチとして幼児期から小学生の年代までの子供に野球教室・スクールを開講している。U-12基礎技術の指導法とジャイアンツメソッドを織り交ぜており、野球技術だけでなく人間性の成長も図る。
球団直営スクール
- 東京都：ジャイアンツアカデミー

メソッドスクール
- 東京都：シミズオクトベースボールアカデミー、世田谷ベースボールアカデミー
- 福島県：BAFジャイアンツアカデミー福島[213]
- 宮崎県：オファサポートBASEBALL ACADEMY 宮崎 supported by 読売GIANTS[214]

また、東京都内の幼稚園・保育園への訪問教室や、小学校体育支援事業として訪問指導をしており、月毎に学校園を訪問しているほか、体育科学習指導要領で必修の「ベースボール型」授業のための教員講習や、野球指導者講習などに講師派遣を行っている。中学校部活動地域移行制度に伴い、2023年より東京都中体連からの要請を受け中学軟式野球部へのコーチを派遣している（ジャイアンツアカデミーサポート）。

### 読売ジャイアンツ女子チーム
巨人軍が運営する女子硬式野球クラブチーム。特に急増している高校女子野球部の卒業後の受け皿不足解消、野球人口増加や女子選手の目指せる場所作り、所属選手の指導者育成なども狙いとしており、約半数はアカデミーコーチでその他も球団内外で野球関係の業務を行っている選手が多い。

### 多摩川ボーイズ（ジャイアンツU15ジュニアユース）
2024年から活動開始の中学硬式野球チームで、ボーイズリーグ東京都西支部に所属する。NPB球団のユースチームでは東北楽天リトルシニアの2014年創設以来となる。中学野球の人口維持/増加・レベル向上などの狙いで創設された。

### Baseball5チーム「GIANTS」
いわゆる「手打ち野球」で専用ボール以外の用具が不要なストリートダイヤモンドスポーツ（略:B5）。チームに所属しベースボール5日本代表の経験がある女子選手やアカデミーコーチ・職員でB5チーム「GIANTS」を結成。初の日本選手権に出場した。2024年4月にはGIANTSからも侍ジャパンB5代表に初選出された。

## 主な舞台とする作品
- 巨人の星（梶原一騎、川崎のぼる）
- 新巨人の星（梶原一騎、川崎のぼる）
- 新巨人の星II（梶原一騎、川崎のぼる）
- 黒い秘密兵器（福本和也、一峰大二）
- ちかいの魔球（福本和也、ちばてつや）
- 侍ジャイアンツ（梶原一騎、井上コオ）
- ミラクルA（エース）（貝塚ひろし）[注釈 75]
- ロボット長島（貝塚ひろし）
- 忍者投手X（エックス）（荘司としお）
- リトル巨人くん（内山まもる）
- 悪たれ巨人（高橋よしひろ）
- マツイ日記は知っている!（荒木ひとし）
- ゴーゴー!ゴジラッ!!マツイくん（河合じゅんじ）[注釈 76]
- モリモリッ!ばんちょー!!キヨハラくん（河合じゅんじ）
- ミラクルジャイアンツ童夢くん（石ノ森章太郎）
- ばっくれ一平!（竜崎遼児）
- 消えた巨人軍（西村京太郎）

## 応援番組
- ビバ!ジャイアンツ（日本テレビ、1982年4月4日 - 1986年9月27日）
- プロ野球熱ケツ情報（日本テレビ、1996年4月6日 - ）
- 好きやねん、ジャイアンツ（読売テレビ）
- 速報!!デジナマ巨人（日テレジータス・BS日テレ、2001年 - 2006年）
- 巨人中毒（日本テレビ、2002年4月7日 - 9月29日）
- 巨人練習中「直生」（日テレジータス、2002年 - 2014年、2020年 - ）
- ジャイアンツ広場（日テレジータス）
- われらG党（日テレジータス、2011年3月25日 - 2012年3月30日）
- 徳光和夫の週刊ジャイアンツ（日テレジータス、2012年4月 - 2022年3月28日）
- 超ジャイアンツ（日テレジータス、2022年4月4日 - ）
- ジャイアンツ プレ&ポストゲームショー（日テレジータス、2015年 - ）
- 月刊プロ野球!さまぁ〜ずスタジアム（BS日テレ、2018年4月6日 - ）
- 有吉×巨人（日本テレビ、2019年3月29日 - 2020年10月21日）
- GIANTS 20XX -INSIDE-（DAZN）
- まるごとジャイアンツ倶楽部（ラジオ日本、 - 2006年）
- サタデー・サンデー ジャイアンツプライド（ラジオ日本、2006年 - 2007年）
- 水野雄仁のGスタジアム（ラジオ日本、2007年4月 - 2018年12月31日）
- 燃えろジャイアンツ（TBSラジオ、1977年10月 - 1978年3月）

## ギャラリー

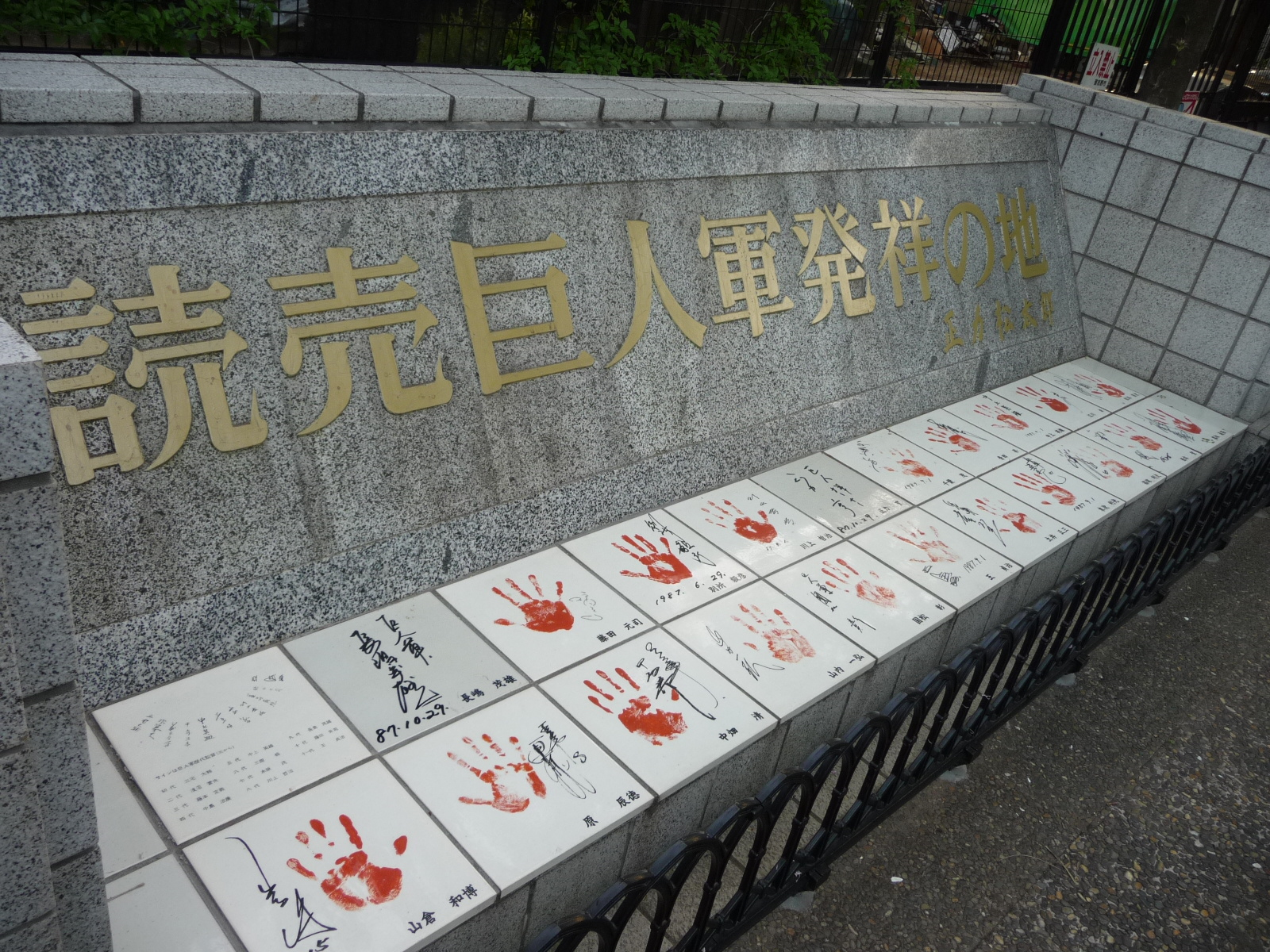
「読売巨人軍発祥の地」の碑、左側から撮影
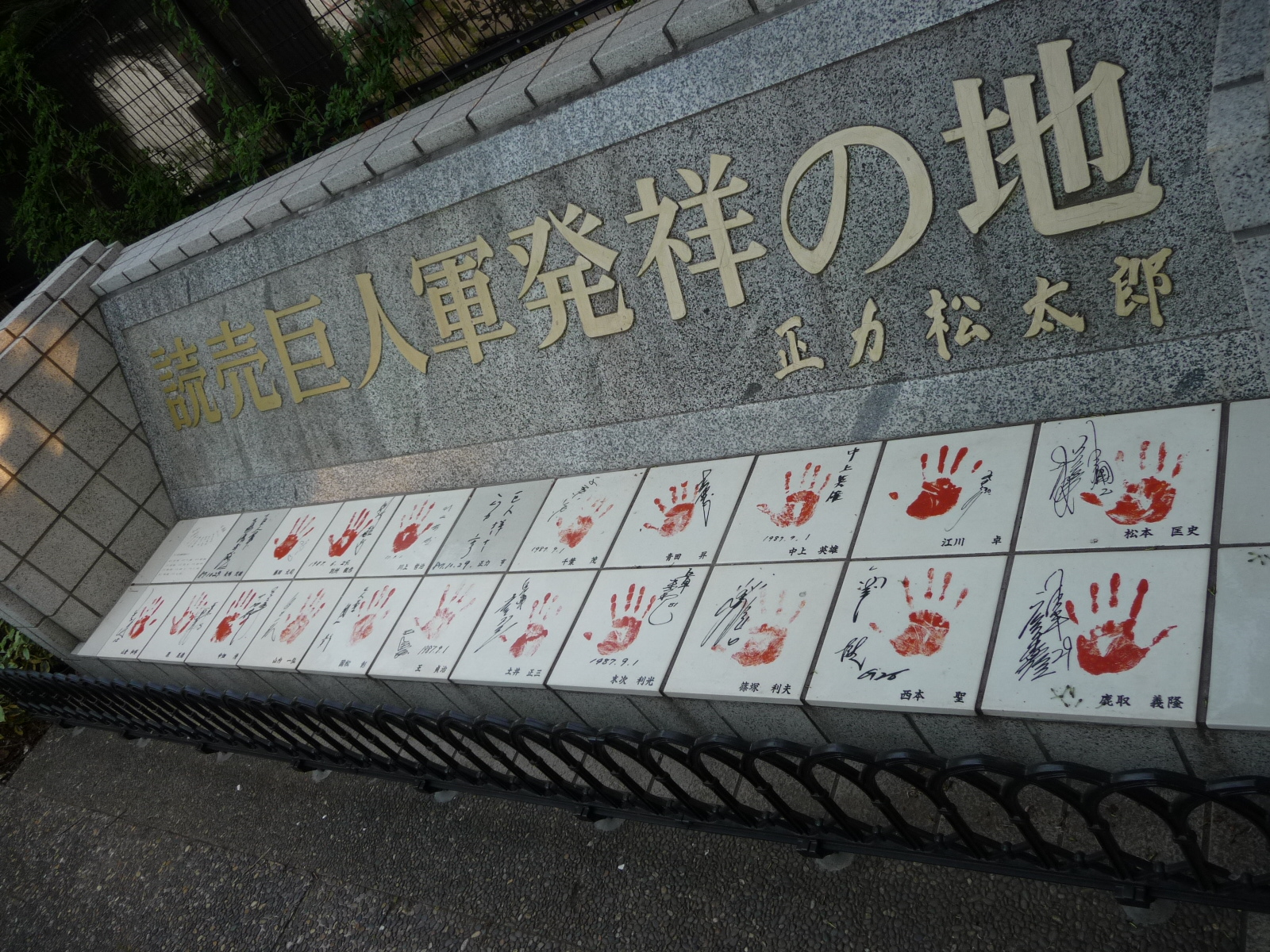
「読売巨人軍発祥の地」の碑、右側から撮影

## 関連書籍
- 項目全般
  - 越智正典『新版ジャイアンツの歴史』恒文社、1974年。
  - ベースボール・マガジン社 編『日本プロ野球40年史』ベースボール・マガジン社、1976年。
  - 宇佐美徹也『宇佐美徹也の記録巨人軍65年 栄光の巨人軍65年の歩み』説話社、2000年。ISBN 4916217098。
  - 巨人軍歴史新聞編纂委員会 編『巨人軍歴史新聞 1934 - 2000栄光の球団史を発掘スクープ 2000年優勝記念号』日本文芸社、2000年。ISBN 453725016X。
  - ベースボール・マガジン社 編『プロ野球70年史 歴史編』ベースボール・マガジン社、2004年12月。ISBN 4583038089。
  - 『巨人軍5000勝の記憶』 読売新聞社、ベースボールマガジン社、2007年。ISBN 9784583100296。
- チーム成績・記録節については以下のとおり
  - 読売巨人軍広報部『2007年 メディアガイド』、2007年